# Église Notre-Dame-de-l'Assomption du Plessis-Gassot
Pour les articles homonymes, voir Gassot.
L’église Notre-Dame-de-l’Assomption est une église catholique paroissiale située au Plessis-Gassot, dans le Val-d'Oise, en France. Elle remplace une première église qui ne devait pas être antérieure au XIIIe siècle, et dont quelques assises subsistent peut-être en bas du mur méridional. L'édifice Renaissance actuel a été construit entre la fin des années 1560 et 1575 sous les pères Guillemites de Paris, dits les Blancs-Manteaux, seigneurs du Plessis-Gassot, comme maître d'ouvrage ; et le maître-maçon luzarchois Nicolas de Saint-Michel, comme maître d'œuvre. Les deux dernières travées du bas-côté sud sont postérieures ; elles datent peut-être de 1682, date de construction de la façade occidentale. Le retable majeur et ses boiseries sont contemporains de ces travaux, et se distinguent dans la région par leur décor peint. En ce qui concerne le clocher, il n'est pas resté inachevé, mais ses deux étages ont été démolis en 1899 pour parer au risque d'effondrement. Abrité derrière des murs plutôt austères, l'espace intérieur séduit par ses proportions et son esthétique graphique ; la décoration est soignée sans être surabondante. En tenant compte de l'insignifiance du village, la qualité de l'architecture et du mobilier paraissent exceptionnelles. On note des similitudes frappantes avec les églises voisines d'Attainville et de Mareil-en-France. Pour ses qualités, l'église Notre-Dame a été classée monument historique en 1930. Au début du XXIe siècle, elle a bénéficié d'une restauration complète.

## Localisation

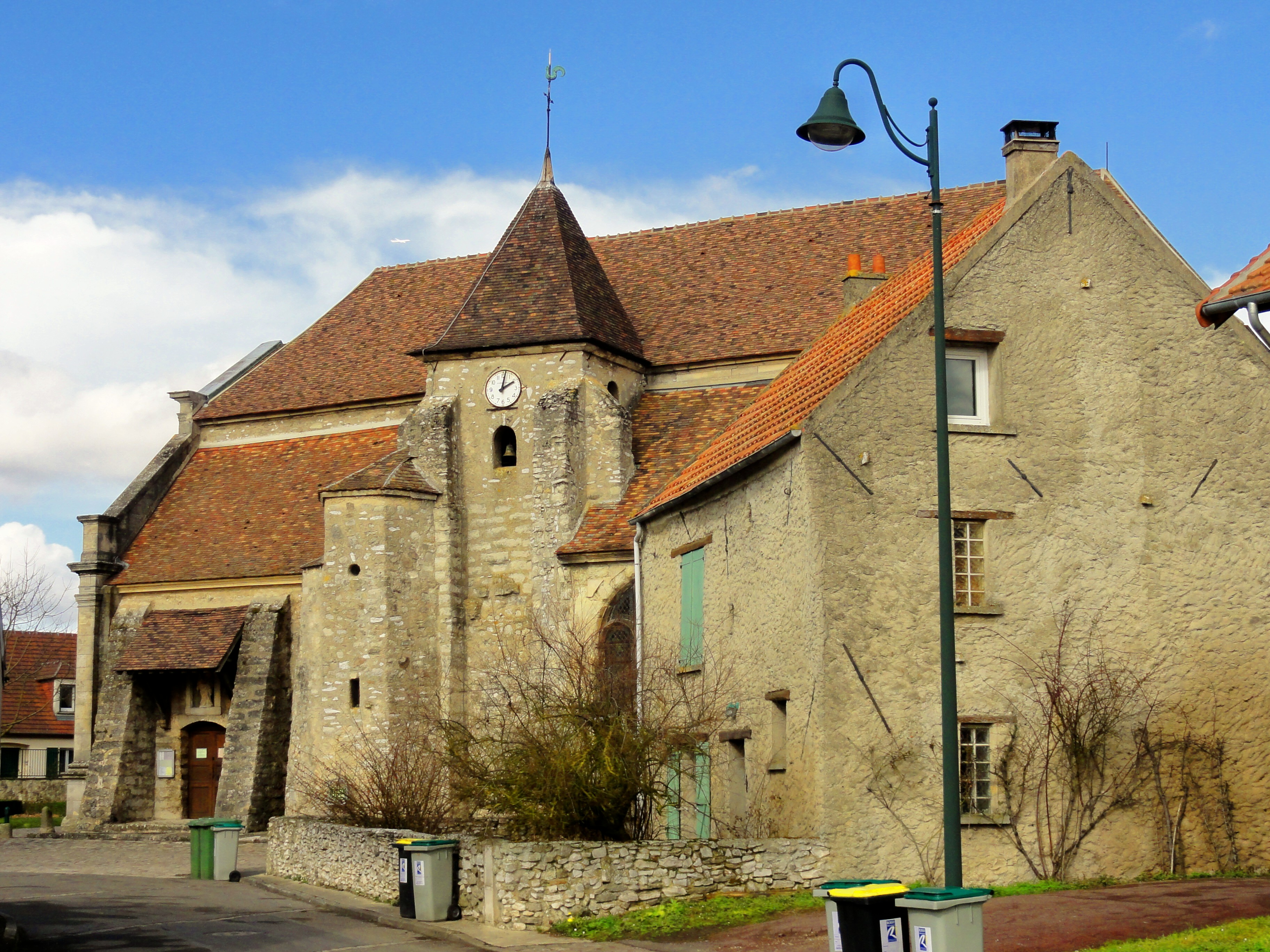
Approche depuis le sud.

L'église Notre-Dame-de-l'Assomption est située en France, en région Île-de-France et dans le département du Val-d'Oise, en pays de France, sur la commune du Plessis-Gassot, place de l'Église. C'est un cul-de-sac, point d'aboutissement de la rue du Pays-de-France, qui constitue l'unique voie d'accès vers l'église. À droite, une impasse part vers la mairie, et à gauche, la sente de la ferme du Château conduit vers cette même ferme. En approchant l'église, c'est l'élévation méridionale que l'on aperçoit en premier lieu. Elle comporte le mognon du clocher, dont les deux étages ont été démolis en 1899. Le chevet est visible depuis l'impasse desservant la mairie, tandis que la façade occidentale donne également sur la place de l'Église. Celle-ci est aménagée pour partie en parvis, et pour partie en jardin public. Le petit cimetière se situe derrière l'église, qui est donc entièrement dégagé d'autres bâtiments.

## Histoire

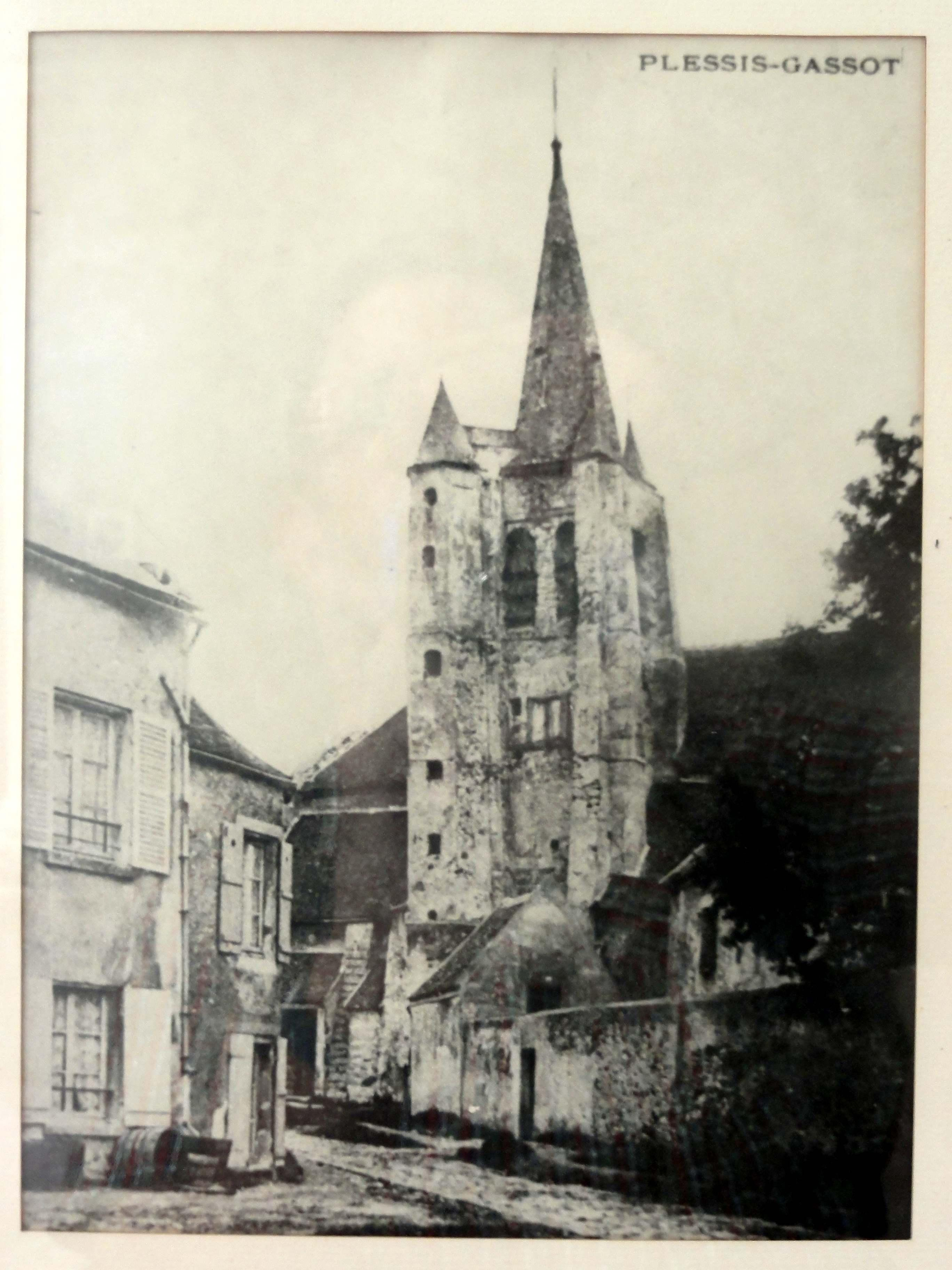
Photo montrant le clocher complet, avant sa démolition partielle en 1899.

On ignore les origines de la paroisse du Plessis-Gassot, mais il semble qu'elle n'est pas de fondation très ancienne. La cure n'est pas encore mentionnée dans le pouillé du XIIIe siècle, et figure pour la première fois dans le pouillé parisien rédigé vers 1450. La cure est à la nomination exclusive de l'évêque de Paris, comme dans les paroisses voisines de Bouqueval et du Mesnil-Aubry. L'abbé Lebeuf en déduit que le territoire de la paroisse du Plessis-Gassot a été démembré de l'une de ces deux paroisses, ou bien des deux. Sous l'Ancien Régime, Le Plessis-Gassot dépend du doyenné de Montmorency du diocèse de Paris. Au XVIIIe siècle, le village n'atteint plus deux cents habitants, mais selon la tradition locale, ce fut anciennement un bourg, et on aurait trouvé les vestiges d'une ancienne route pavée derrière l'église, à plusieurs pieds sous terre. Ceci explique peut-être que les revenus de la cure étaient assez convenables. Périodiquement, l'église de Bouqueval a été desservie par le curé du Plessis-Gassot. C'était apparemment aussi le cas de la chapelle Saint-Loup de Tessonville, village disparu situé à proximité. Les seigneurs du Plessis-Gassot et de Tessonville avaient fait construire une léproserie sur la limite entre les deux territoires, qui est en piteux état à l'issue de la Guerre de Cent Ans. Pour cette raison, Jean-Simon de Champigny, évêque de Paris, la confie aux soins de Matthieu de Robichon, curé du Plessis-Gassot, en date du 23 juillet 1499. Avec la Révolution française, l'ancien diocèse de Paris cesse d'exister, et le diocèse de Versailles est érigé pour regrouper toutes les communes situées dans le  département de Seine-et-Oise. Dans le contexte de la refonte des départements d'Île-de-France, le nouveau diocèse de Pontoise est créé en 1966, et regroupe désormais toutes les communes du Val-d'Oise, dont Le Plessis-Gassot. Le village est affilié à la paroisse d'Écouen / Ézanville, dont dépend également Bouqueval.

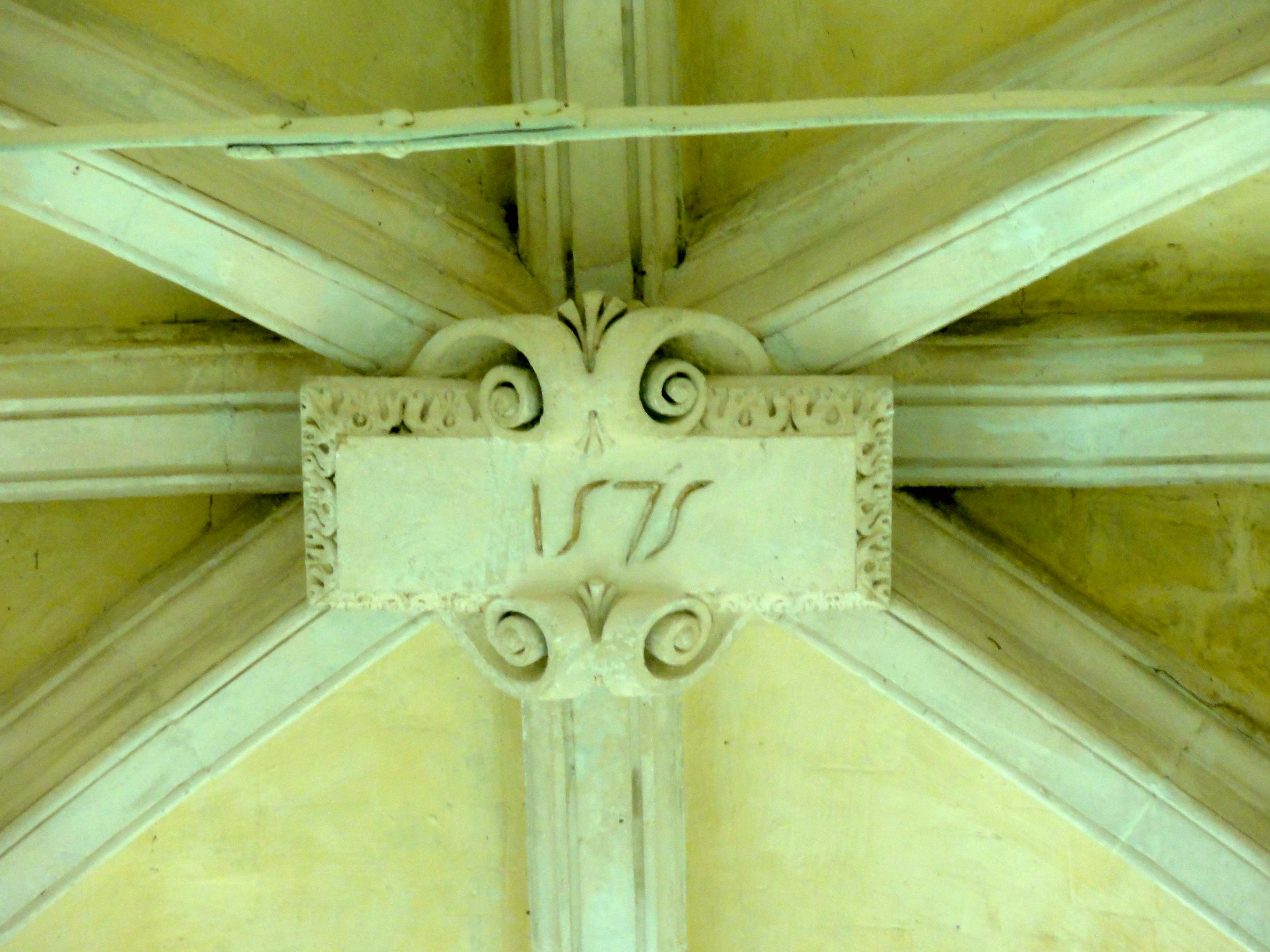
Clé de voûte avec la date de 1575.

L'église du Plessis-Gassot est placée sous le vocable de la Vierge Marie. L'abbé Lebeuf n'apporte pas la précision de la dédicace plus particulière à l'Assomption de Notre-Dame, mais elle peut être déduite, sans certitude, du motif du retable majeur, qui est justement l'Assomption. La construction de l'édifice Renaissance actuel commence à la fin des années 1560, et s'achève en 1575, selon la date gravée sur la clé de voûte de la dernière travée de la nef. Les maîtres d'ouvrage sont les pères Guillemites de Paris, dits les Blancs-Manteaux. Ils ont reçu la seigneurie du Plessis-Gassot en don de la part du dernier seigneur laïc, Antoine-Robert Malon, en 1521. L'attribution à l'architecte Nicolas de Saint-Michel de Luzarches est possible grâce à la comparaison avec l'église Saint-Martin d'Attainville, et avec la façade et la première travée de l'église Saint-Côme-Saint-Damien de Luzarches, où son intervention est prouvée par des documents écrits. Le clocher de la précédente église est apparemment réutilisé, comme l'indique son caractère rustique. Cependant, le clocher proprement dit résultait d'une réfection du XVIIe siècle. Il comportait deux étages de baies, et sa flèche de charpente, couverte d'ardoise et cantonnée de quatre clochetons cumulait à une hauteur de 35 cm. Des problèmes de stabilité ont motivé la démolition des étages en 1899, et ils n'ont pas été remplacés. En plus du clocher, une partie du bas-côté sud de la précédente église a également été maintenu dans un premier temps, car les deux dernières travées sont nettement postérieures aux autres, et le mur des trois premières travées est sans style. La date de la construction des deux dernières travées du bas-côté sud pourrait être celle de la façade occidentale, où se lit l'année 1682,.
Selon Dominique Foussard, « le volume intérieur de l'église est une très belle réussite tant du point de vue des proportions que celui de l'éclairage, même si le décor est moins raffiné que dans certaines autres églises de l'époque ». L'extérieur est plus sobre que sur les autres églises construites par le même architecte. Pour ses qualités esthétiques, l'église Notre-Dame-de-l'Assomption est classée monument historique par arrêté du 14 janvier 1930. Au début du XXIe siècle, elle a bénéficié d'une restauration complète[réf. souhaitée].

## Description

### Aperçu général
Orientée un peu irrégulièrement, avec une dérivation de l'axe de l'édifice vers le sud-est du côté du chevet, l'église répond à un plan simple, sans transept ni déambulatoire. Ce plan s'inscrit dans un rectangle au sol, devant lequel seulement l'abside et la sacristie font saillie. Concrètement, l'église se compose d'une nef aveugle de cinq travées accompagnée de bas-côtés ; et d'une abside comportant une partie droite et un chevet à trois pans. La troisième travée est moins profonde que les autres. Le mognon du clocher s'élève au-dessus de la troisième travée du bas-côté sud, et il est flanqué d'une tourelle d'escalier à son angle sud-ouest, devant la seconde travée du bas-côté. L'ensemble de l'église est voûté d'ogives. On trouve des croisées d'ogives simples dans les bas-côtés, et des voûtes complétées par quatre liernes dans le vaisseau central, tandis que l'abside est recouverte par une voûte à six branches d'ogives. La structure des toitures reflète parfaitement l'organisation intérieure, avec un toit à deux rampants pour le vaisseau central, et des toits en appentis pour les bas-côtés. L'église possède deux accès : Le portail occidental de la nef, et le portail méridional dans la première travée du bas-côté sud.

### Intérieur

#### Nef

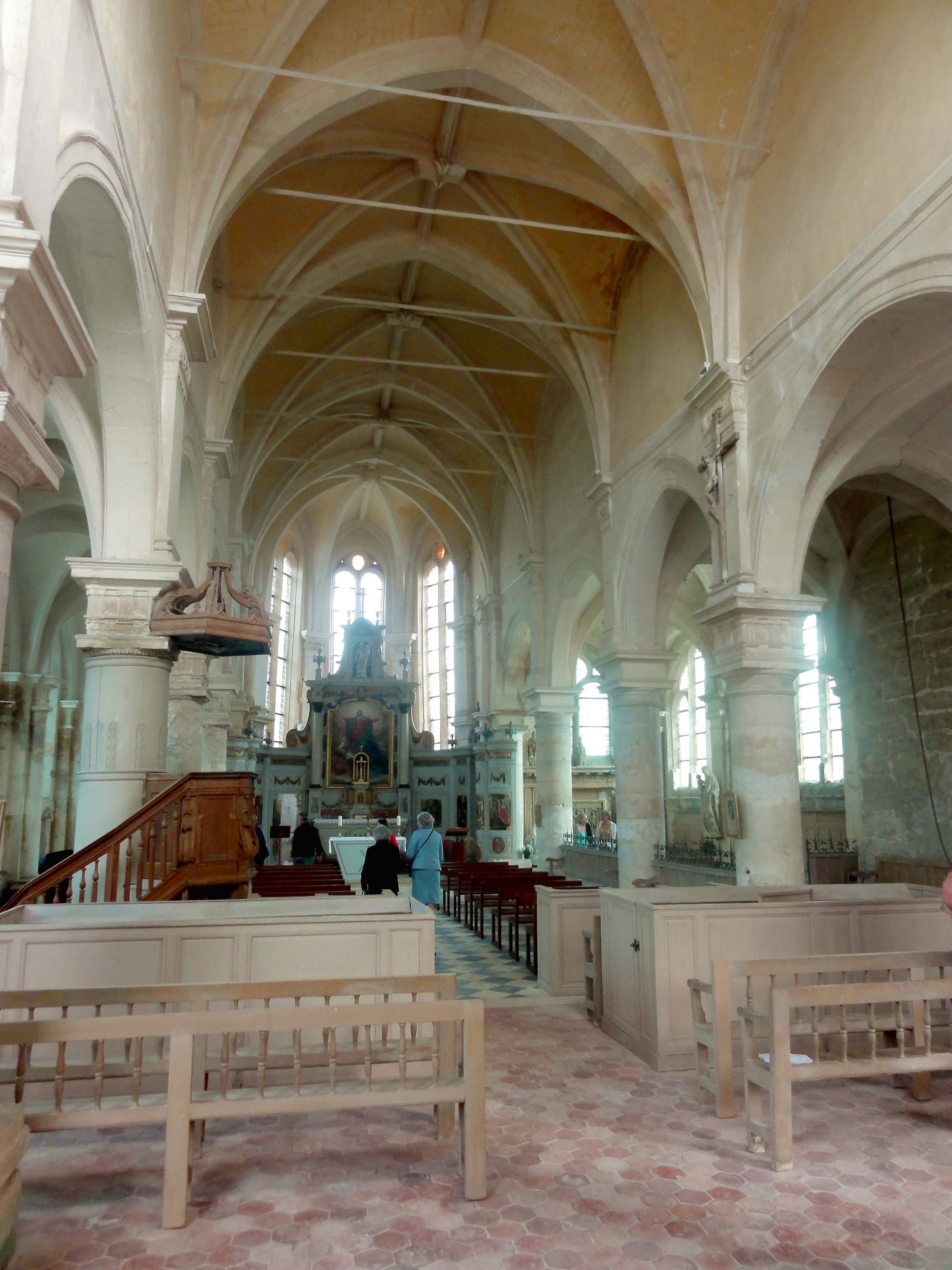
Nef, vue vers l'est.

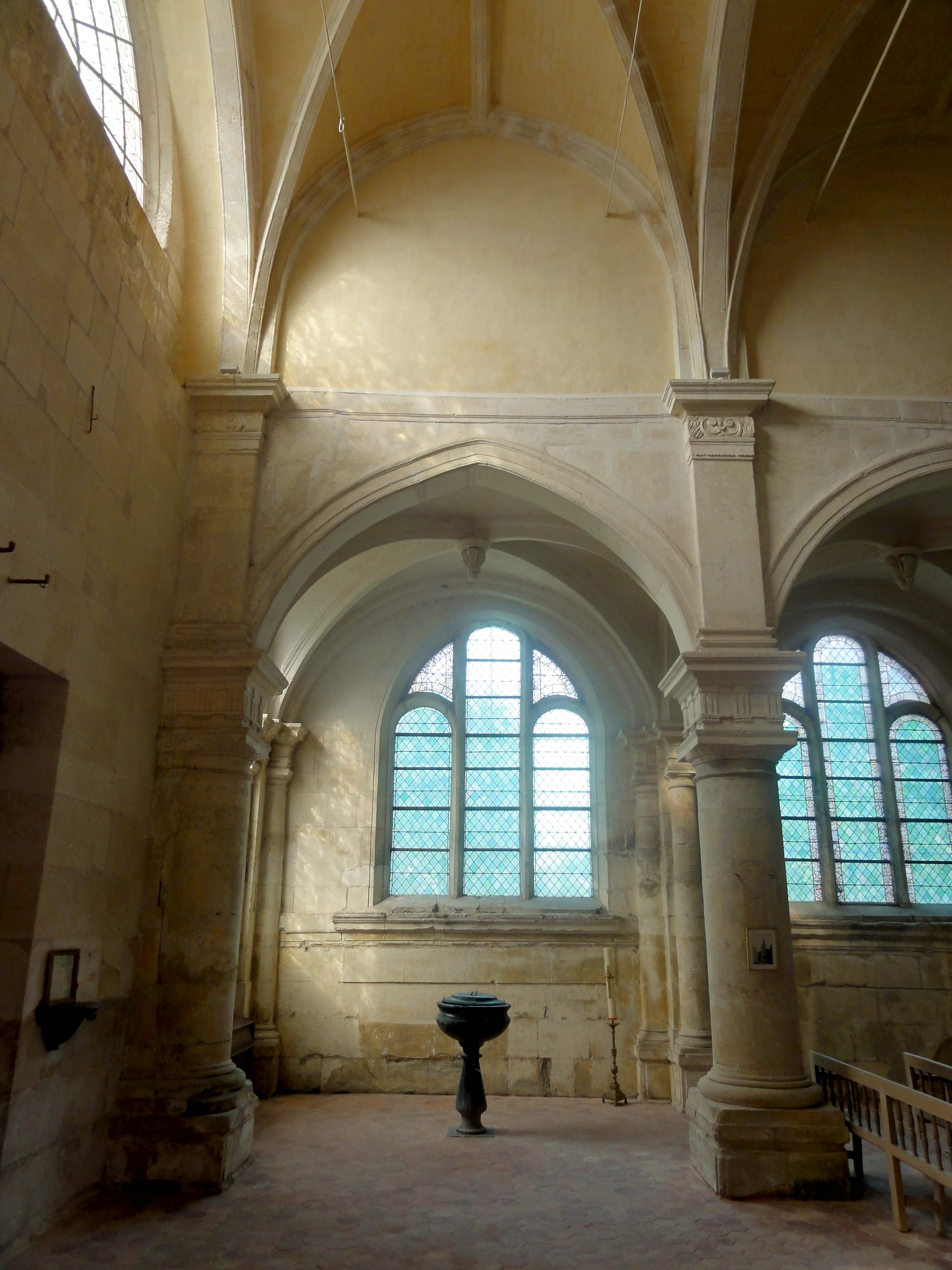
1re travée, élévation nord.

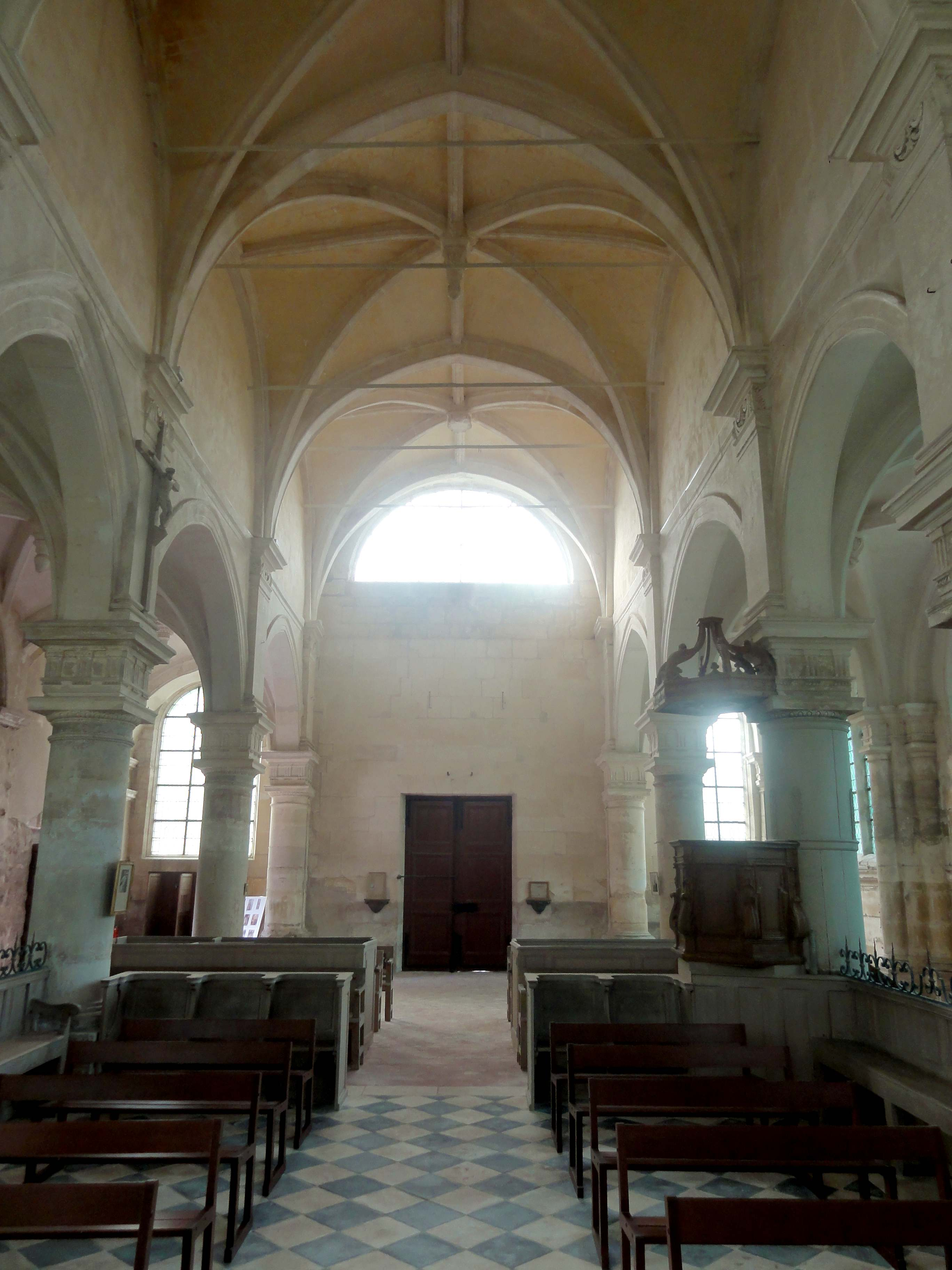
Nef, vue vers l'ouest.

Dans l'œuvre de Nicolas de Saint-Michel, le début du chantier de l'église du Plessis-Gassot se situe après l'église de la Nativité-de-la-Vierge du Mesnil-Aubry, qui a été commencée par un autre architecte et achevée vers 1582 seulement, et après l'église Saint-Martin d'Attainville, qui a été commencée en 1572 et terminée provisoirement en 1575, en même temps que Le Plessis-Gassot. C'est en cette année qu'est lancé le chantier de l'église Saint-Martin de Mareil-en-France. Dans les quatre cas, le maître-maçon renonce à la superposition de trois ordres comme il l'avait expérimenté dans la première travée de l'église Saint-Côme-Saint-Damien de Luzarches, et se limite à deux ordres. Il reste toujours fidèle aux structures gothiques et à l'arc brisé, qu'il emploie de façon plus restreinte à Attainville seulement. En l'occurrence, les grandes arcades, les arcs-doubleaux, les arcs formerets et les fenêtres (sauf au chevet du bas-côté nord) sont en arc brisé, et seulement les ogives sont en plein cintre. L'élévation latérale comporte invariablement l'étage des grandes arcades et un étage de murs hauts, sans fenêtres. Les grandes arcades sont toujours largement ouvertes, sauf dans la troisième travée du Plessis-Gassot et au début de l'abside de Mareil, et les piliers ont environ la même hauteur que la distance du sommet des grandes arcades jusqu'au sommet des formerets. Les arcades sont donc l'élément dominant de l'élévation, ce qui n'empêche pas que le vaisseau central manque un peu de luminosité. Comme plus tard à Mareil, un bandeau horizontal en faible relief structure les murs hauts. Au milieu du siècle, Nicolas de Saint-Michel avait mis au point, dans l'église de Luzarches, un système de piliers carrés cantonnés de quatre demi-colonnes doriques, dont les chapiteaux sont surmontés d'une section d'entablement complet. Dans l'église du Mesnil-Aubry, le maître-maçon luzarchois applique ce système avec une variation : vers la nef, les demi-colonnes montent directement jusqu'aux supports des hautes-voûtes. Dans l'église du Plessis-Gassot, il applique son système le long des murs gouttereaux des bas-côtés seulement, ainsi qu'à la fin des grandes arcades du nord. Celles-ci reposent sur des piliers monocylindriques appareillés en tambour. Lors de la reconstruction de la nef de Luzarches à la fin du XIXe siècle, ces piliers ont été recopiés par l'architecte Franz Boulogne.
Les piliers ont des socles carrés et des bases attiques sans griffes. Les fûts se terminent par un chapiteau dorique simple, qui est complété par un rang d'oves dans l'échine sous le tailloir. Ce détail manque sur les deux derniers piliers du sud. Les tailloirs supportent l'entablement, qui se compose d'une architrave à deux bandeaux, d'une frise à diglyphes et gouttes en forme de pyramide, et d'une corniche fortement saillante. Manque le rang d'oves à l'intersection entre la frise et la corniche, que Nicolas de Saint-Michel a habituellement ajouté ailleurs. Du reste, l'entablement reste vide sur les deux derniers piliers du sud. Les proportions n'y sont pas non plus les mêmes, et on y trouve une sobriété toute classique. Apparemment le bas-côté sud n'a pas été terminé à la Renaissance, tout comme la façade, et les fonds se seraient donc épuisés avant l'achèvement complet de l'église, comme à Attainville et Mareil-en-France. — Le renoncement aux piliers cantonnés pour la nef impose le recours à des pilastres pour supporter les chapiteaux du second ordre, comme à Roissy-en-France, où le premier ordre est ionique, Chennevières-lès-Louvres, où les piliers doriques n'ont pas d'entablement. Les pilastres ont une base, mais ne sont pas cannelés et ne disposent pas de chapiteau à proprement parler, ce qui est encore une simplification par rapport aux autres églises du pays de France que Nicolas de Saint-Michel a conçues. En guise de chapiteau, on trouve une section d'entablement, qui se caractérise par un bandeau inférieur très plat, orné d'un rang de perles, et un motif tout à fait particulier sur la frise. Il est inspiré de l'architecture antique, mais n'y existe pas sous cette forme. Il s'agit d'un plastron décoré de deux postes affrontés encadrant une petite palmette. À gauche et à droite, l'espace libre est garni de petites feuilles longues et fines. Le plastron et les sections d'entablement au premier niveau d'élévation font partie de la signature artistique de Nicolas de Saint-Michel.
Le bandeau horizontal se situe au niveau de la corniche des supports du second ordre, juste un peu au-dessus du sommet des grandes arcades, dont le profil aplati s'accommode avec celui des nervures des voûtes. Comme dans les autres églises de Nicolas de Saint-Michel, les formerets sont exhaussés et comportent une section verticale au début et à la fin, ce qui résulte du plan barlong des travées et de la volonté d'éviter des voûtes bombées. Formerets, ogives, liernes et doubleaux affectent un profil assorti, qui est de section carrée, et comportent de fines baguettes aux arêtes, dégagées du méplat central par des rainures. Toutes ces nervures sont flanquées d'un bandeau de chaque côté, qui est notamment mouluré d'une gorge et d'une rainure. Les voûtes de ce type ont aussi été adoptées pour l'église de Mareil-en-France, et au XIXe siècle, pour l'église d'Attainville. Une tendance vers des voûtes décorées sobrement de quatre liernes, en lieu et place de dessin complexes comportant des tiercerons et des losanges et cercles en vogue à la fin de la période gothique flamboyant, existe déjà au début du XVIe siècle, comme le montrent les églises de Verneuil-en-Halatte et Verberie, par exemple. La première clé de voûte a été bûchée, et était certainement armoriée. La seconde est pendante, et sculptée de motifs caractéristiques de la Renaissance. Les trois autres comportent un cartouche rectangulaire, d'un type adopté à profusion dans l'église de Mareil. L'idée d'agrémenter les liernes perpendiculaires à l'axe de la nef d'une courte barre est apparemment née dans la dernière travée de la nef du Plessis-Gassot, puis le concept a lui aussi systématiquement été appliqué à Mareil. — L'imagination a manqué pour l'inscription sur la clé de la troisième travée, où l'on lit simplement le chiffre romain III. Suivent le monogramme IHS et l'année 1575, principal argument pour la datation de l'église.

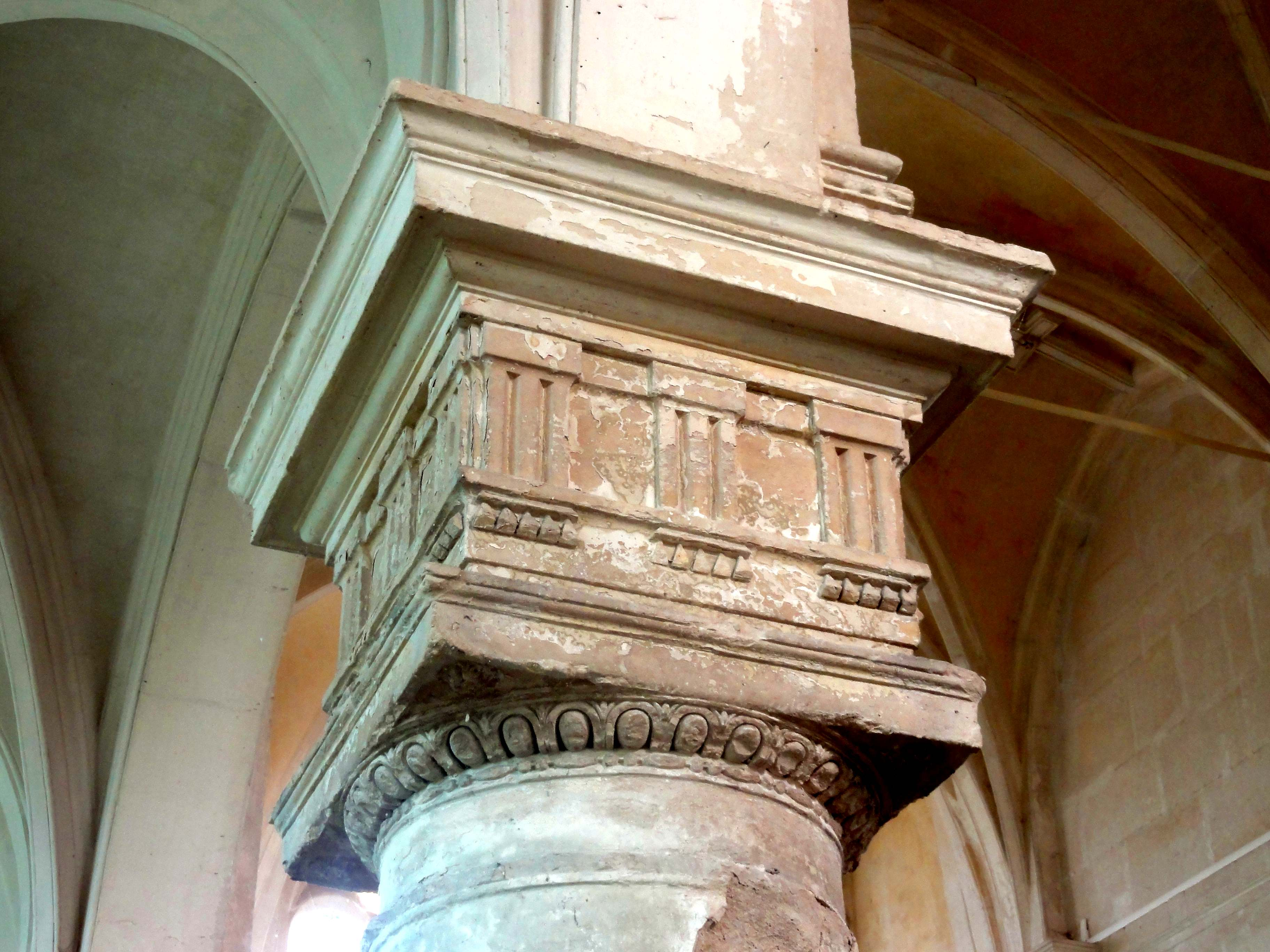
Chapiteau des grandes arcades.
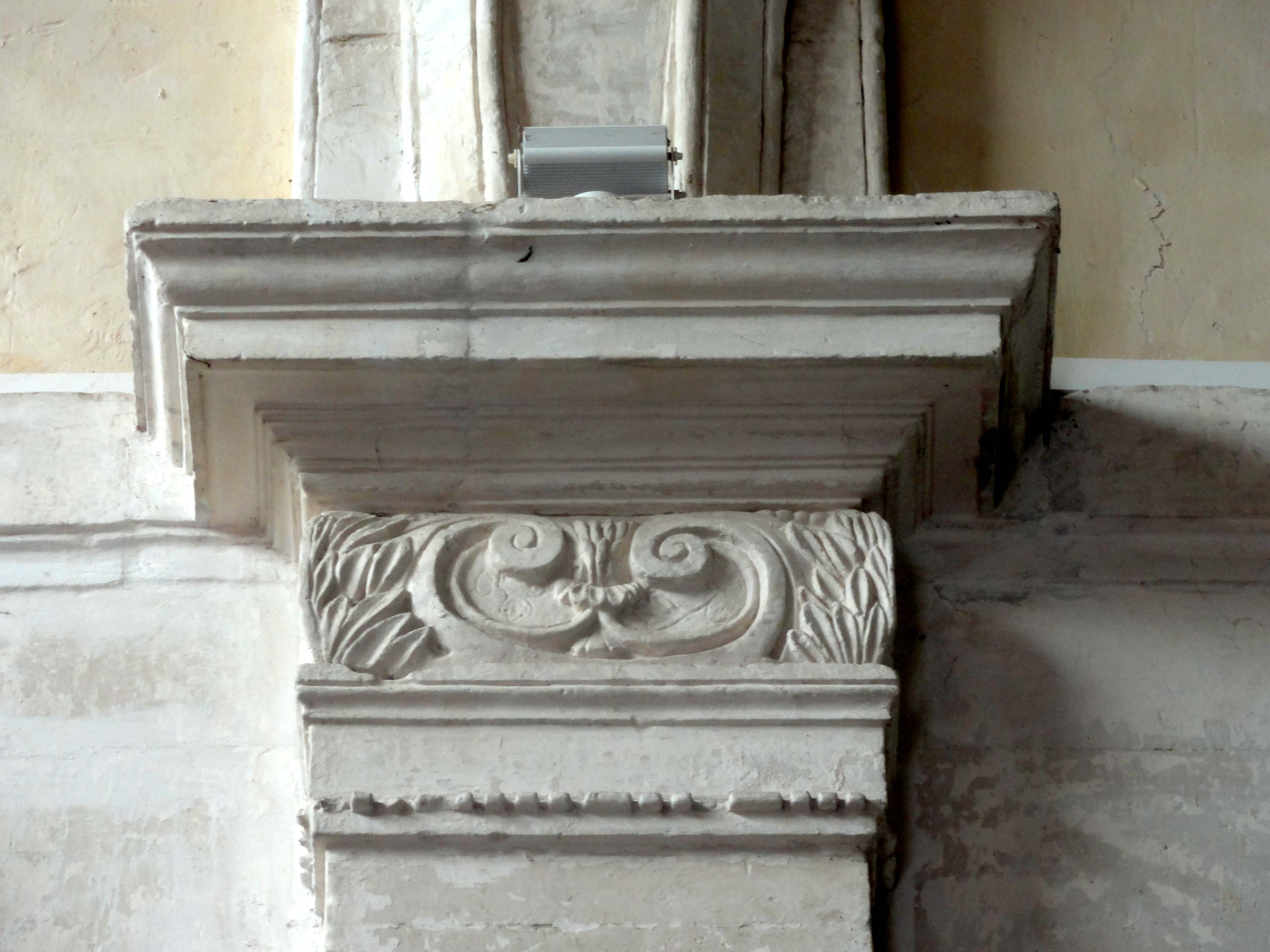
Support du 2e ordre.
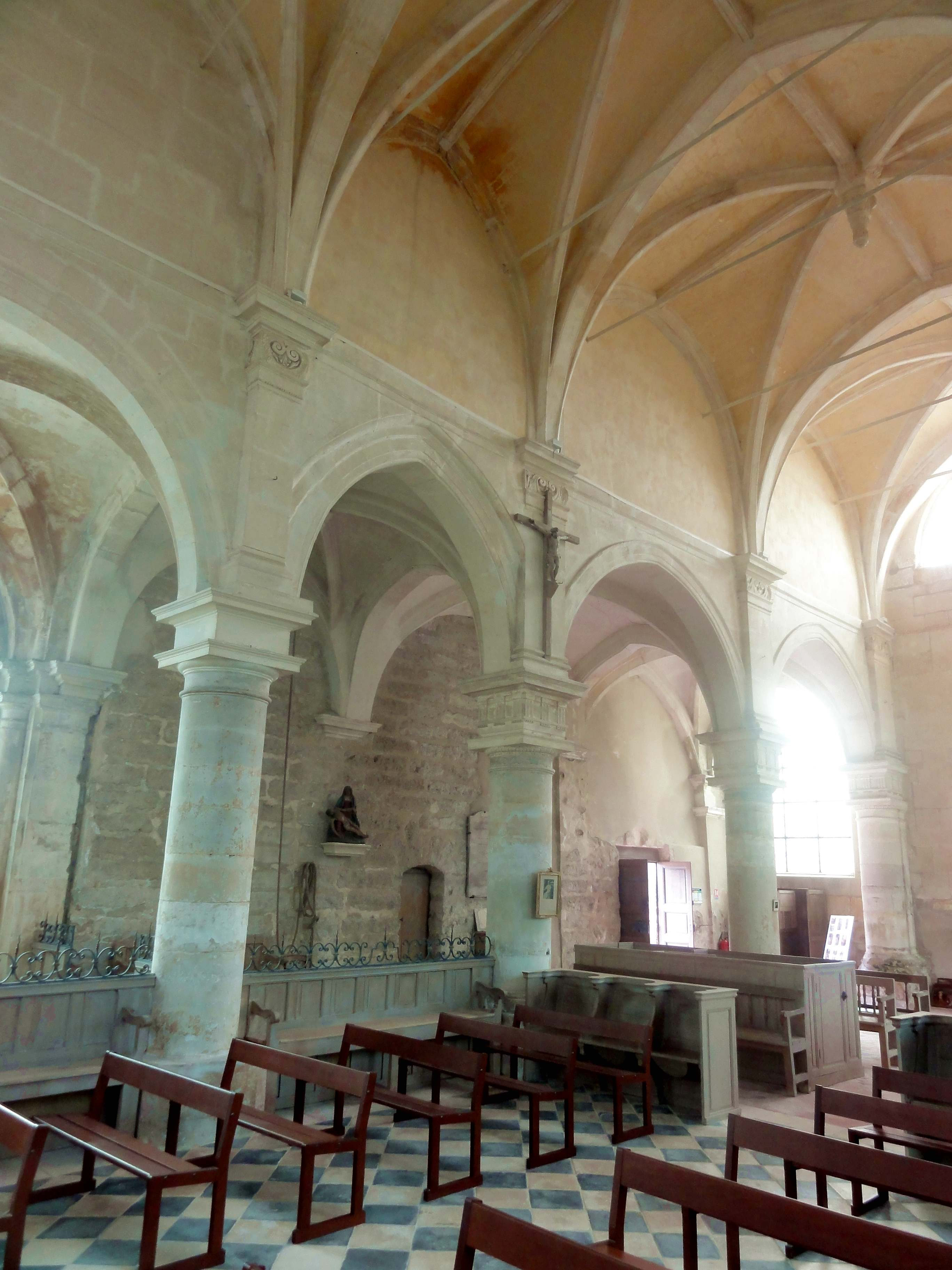
Élévation sud.
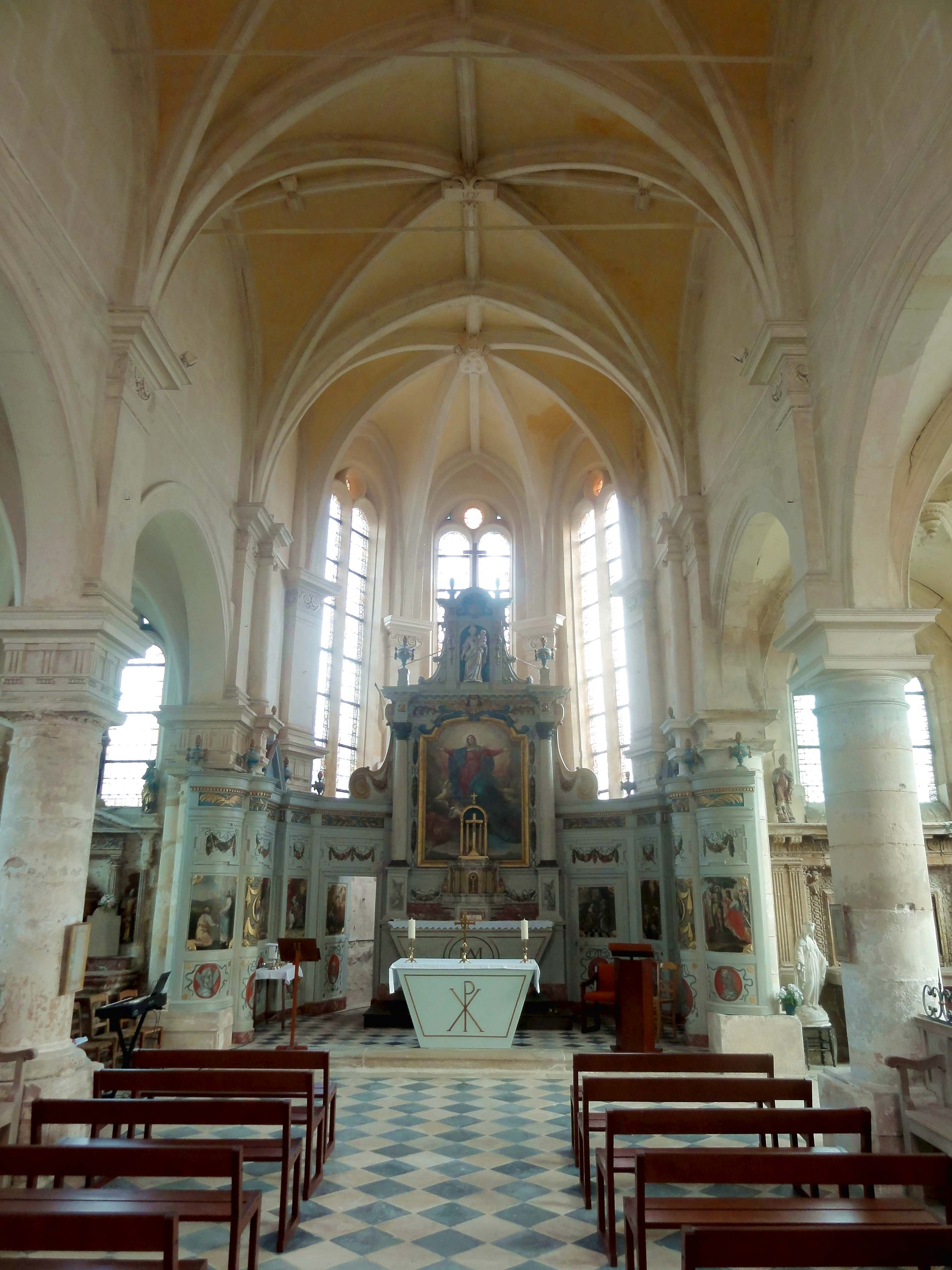
Nef, vue vers l'est.
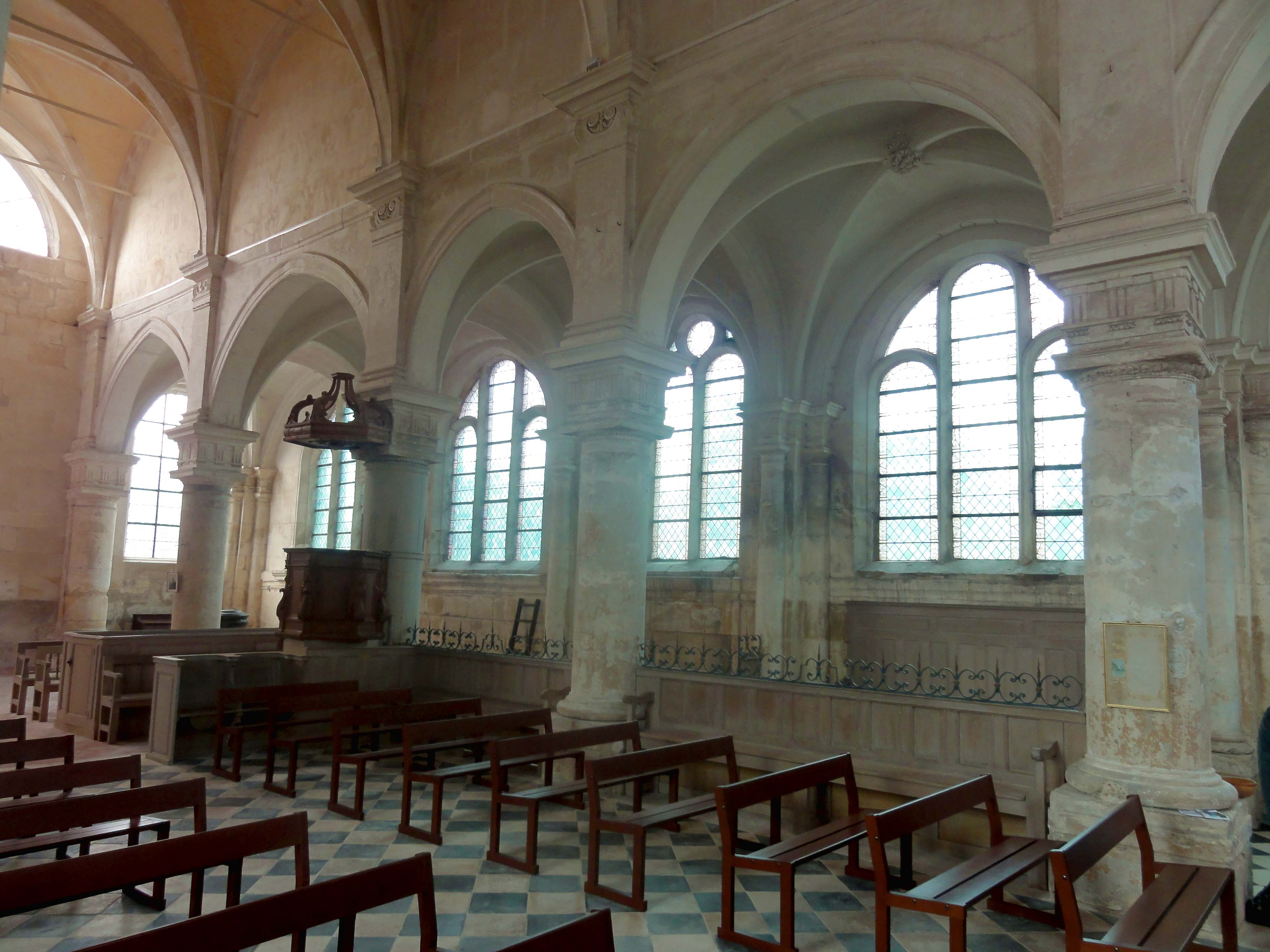
Grandes arcades du nord.
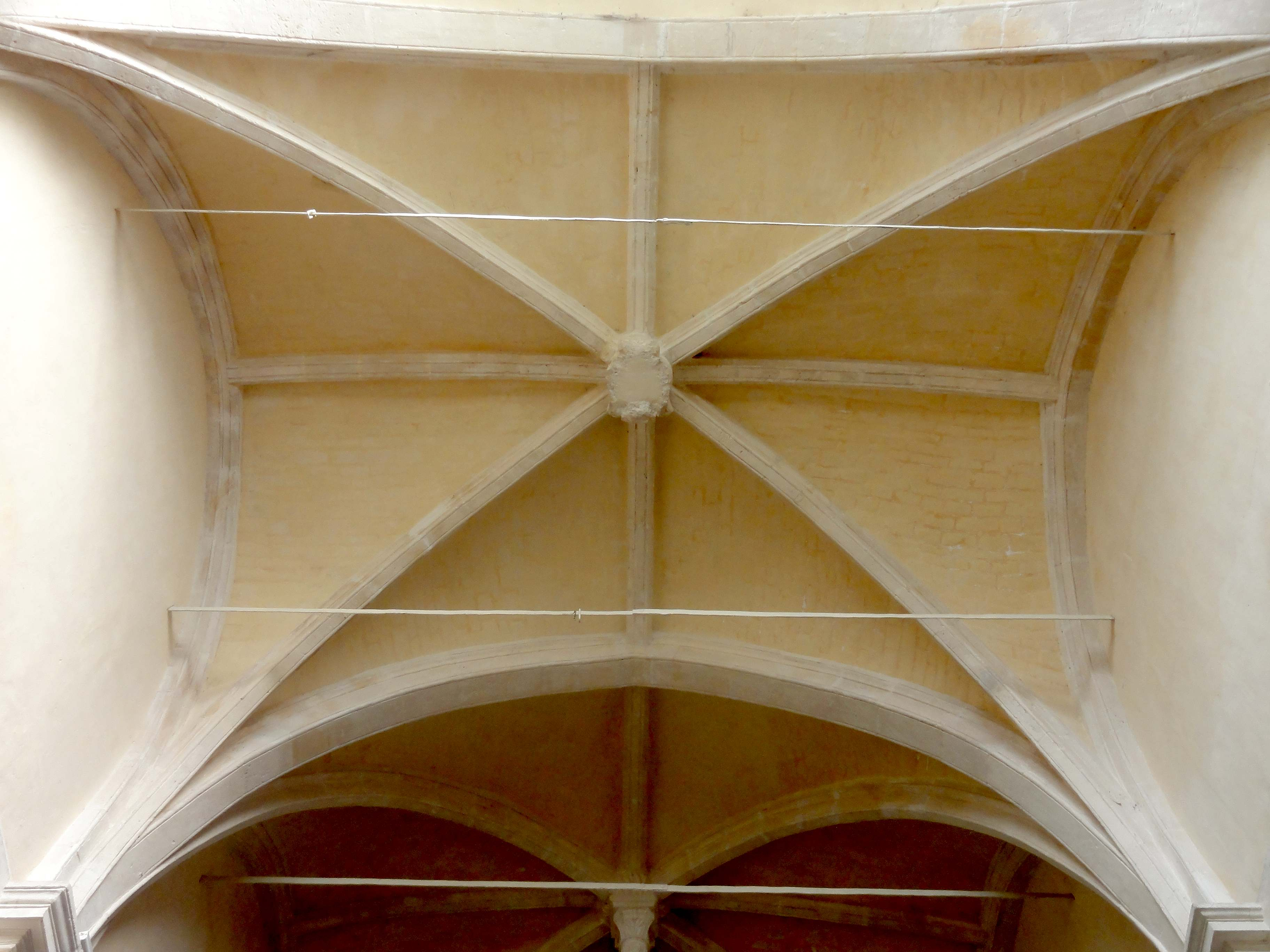
Voûte de la 1re travée.

#### Abside

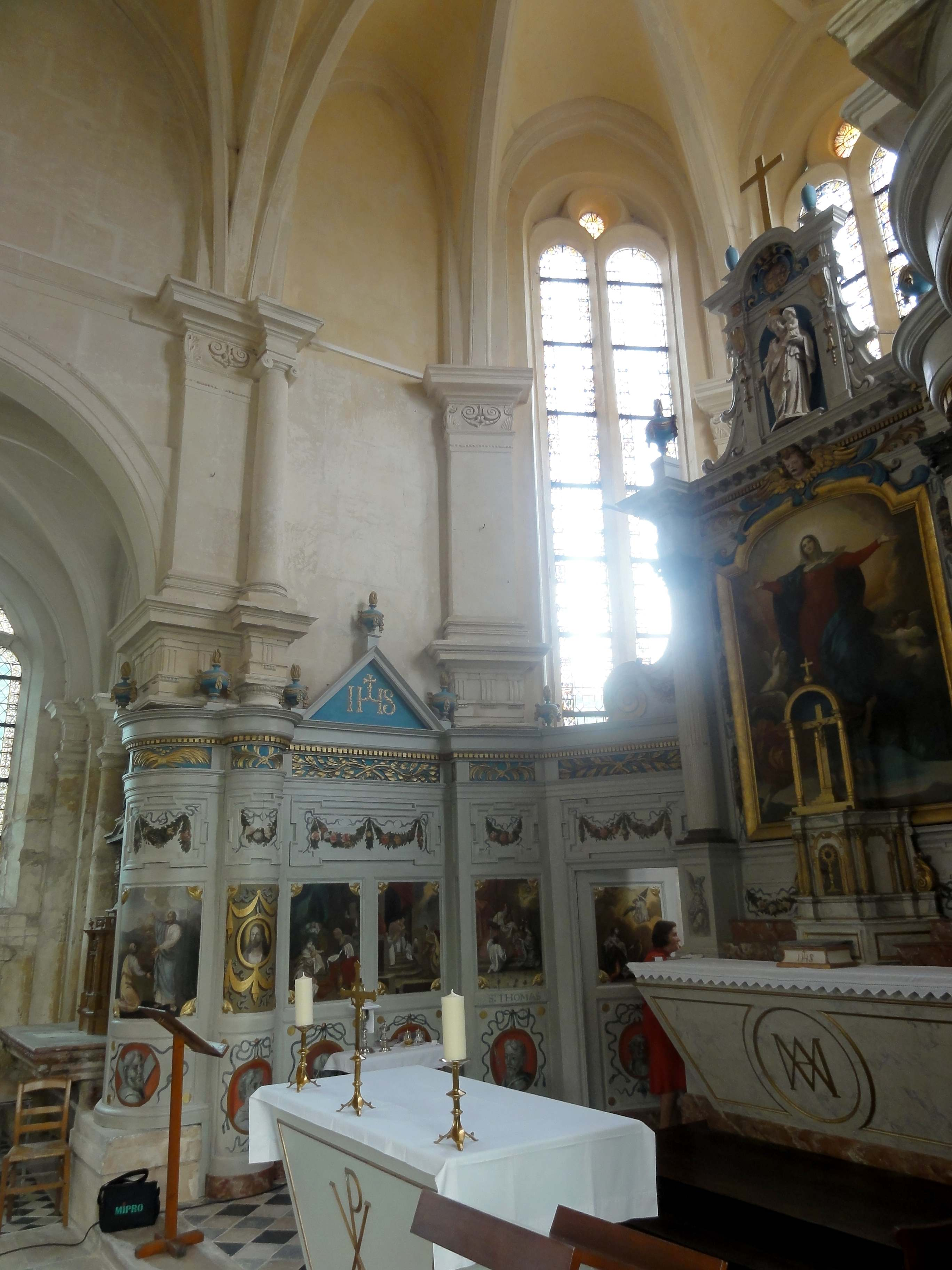
Abside, côté nord.

L'abside adopte un plan typiquement gothique, avec une partie droite et un chevet à trois pans, comme à Attainville, Maffliers et Le Mesnil-Aubry. Elle est libre tant au nord qu'au sud, mais néanmoins dépourvue de fenêtres latérales, ce qui explique en partie que la nef du Plessis-Gassot soit plus sombre que son homologue d'Attainville. Vers 1560 déjà, l'architecte de l'église Saint-Martin de Groslay est revenu vers une abside en hémicycle, parti également retenu pour l'église de Roissy-en-France, qui est tout à fait contemporaine de l'église du Plessis-Gassot. Comme déjà évoqué, les grandes arcades du nord s'achèvent par un pilier cantonné. Au sud, le pilier est cantonné d'un gros fût vers la grande arcade, et d'un petit fût vers le doubleau ouvrant dans l'abside, mais reste libre vers le bas-côté. Cette irrégularité s'inscrit dans les particularités des dernières travées du bas-côté sud, où les supports sont plus simples et affectent un style plus tardif. Selon la logique des piliers cantonnés, une colonnette engagée monte vers les supports du second ordre, et elle est sommée d'un chapiteau ionique ainsi que d'une section d'entablement. Mais curieusement, cette colonnette est secondée par un pilastre du même type que dans la nef. Les ogives de l'abside retombent à l'intersection entre les entablements du pilastre et de la colonnette ionique. — L'abside étant l'unique travée du vaisseau central où l'on ne trouve pas de grandes arcades, les supports ont été conçus d'une façon plus discrète : les grosses colonnes sont remplacés par un pilastre. Entre les pans de l'abside, on trouve donc des pilastres superposés, avec des chapiteaux et sections d'entablement sinon analogues à la nef. Les fenêtres commencent au niveau des chapiteaux du premier ordre. Puisqu'il n'y a qu'un seul niveau d'élévation, un seul ordre aurait suffi, et à Maffliers et au Mesnil-Aubry, l'abside ne comporte que les supports du second ordre, qui reposent sur des grosses colonnes engagées. On remarque que les formerets en tiers-point ne correspondent pas au plein cintre des fenêtres, qui n'utilisent donc pas la hauteur maximale disponible. Elles sont pourvues d'un remplage de deux formes en plein cintre, surmontées d'un oculus. Quant à la clé de voûte, elle arbore un cœur orné de cinq roses en bas-relief, qui est flanqué de quatre consoles ou agrafes, dont celle tournée vers l'ouest affiche une tête d'angelot. Dans le motif principal, Dominique Foussard voit une allusion aux armes des pères Guillemites de Paris, seigneurs du village.

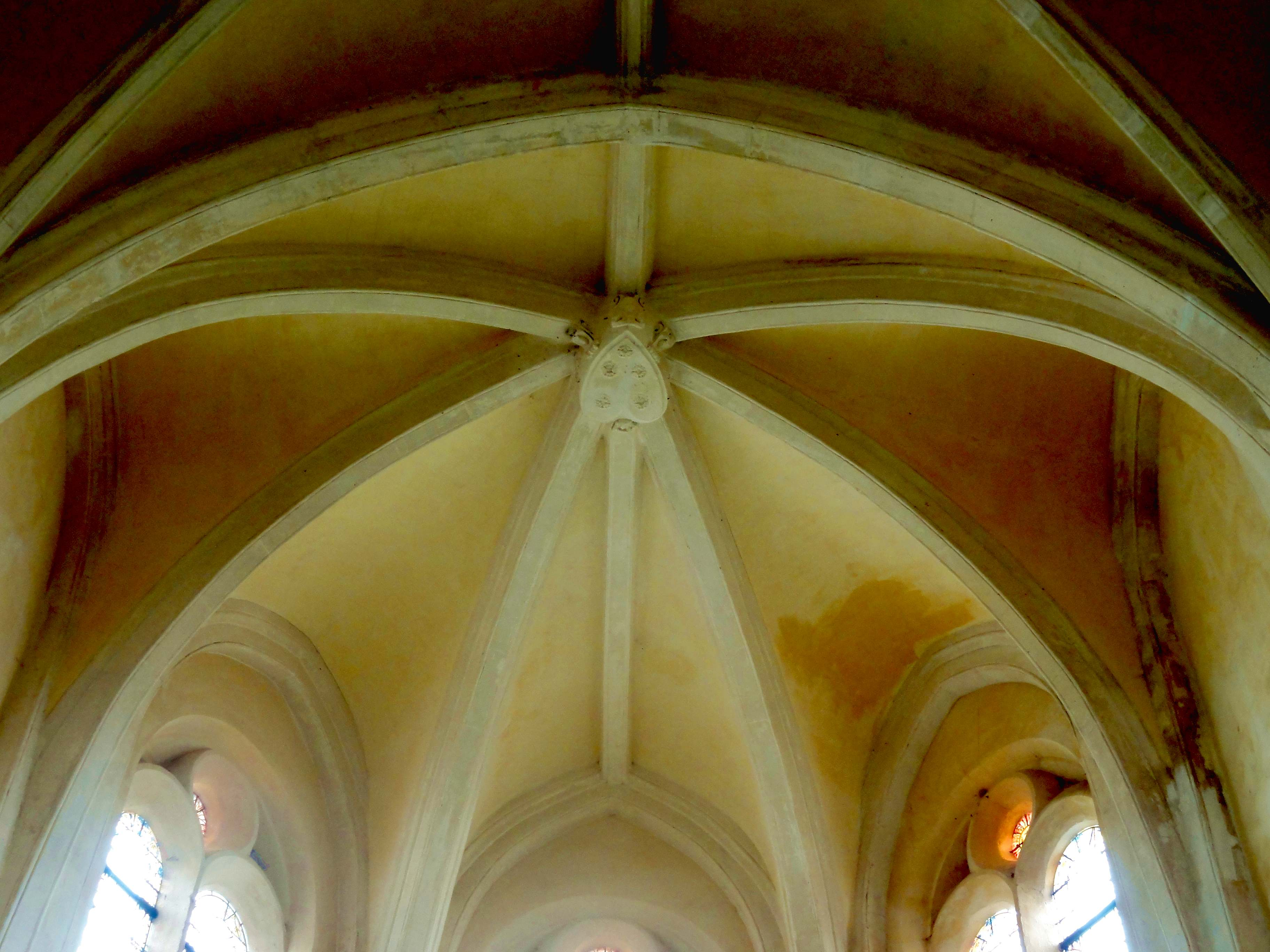
Voûte de l'abside.
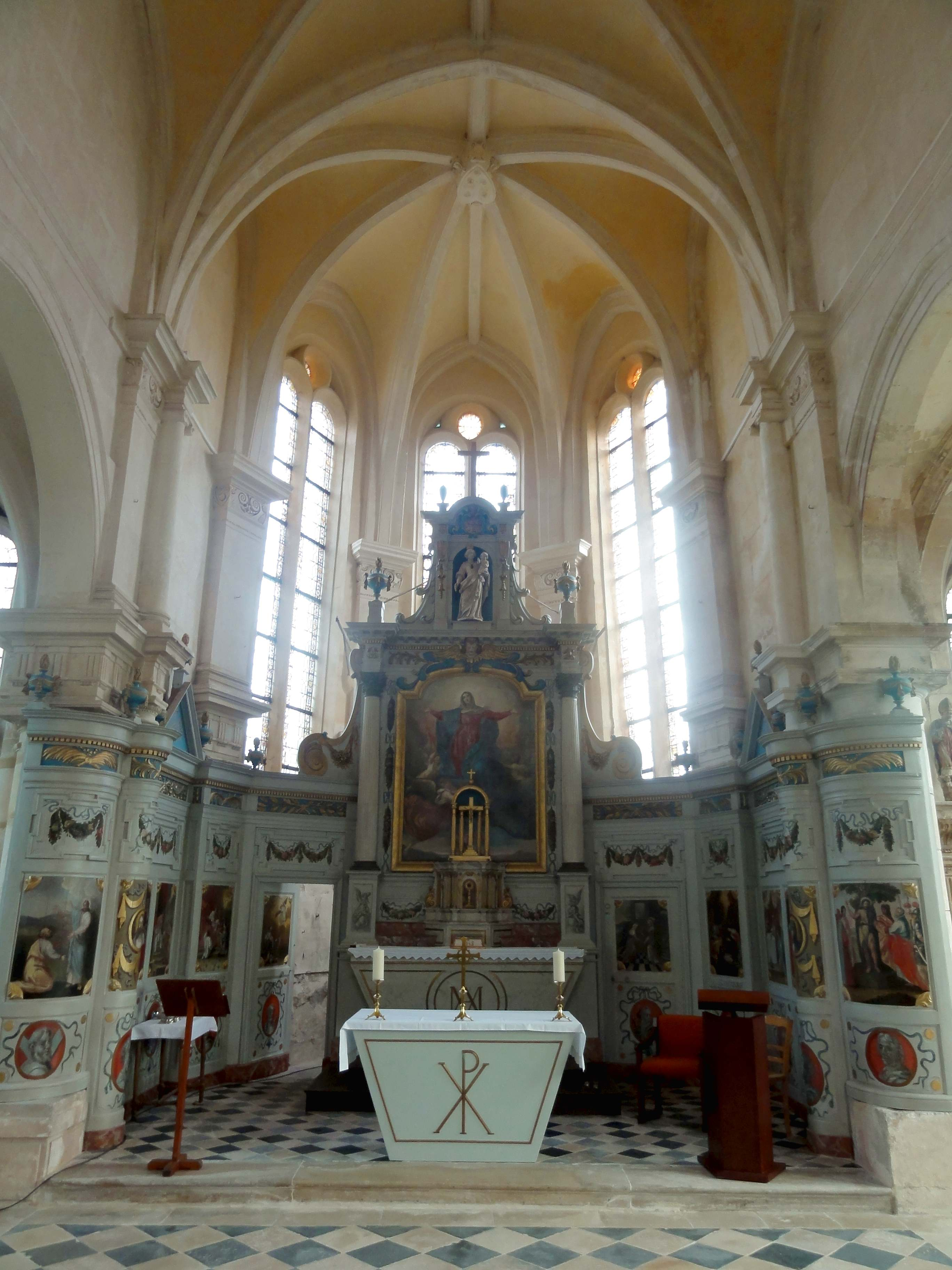
Vue dans l'abside.
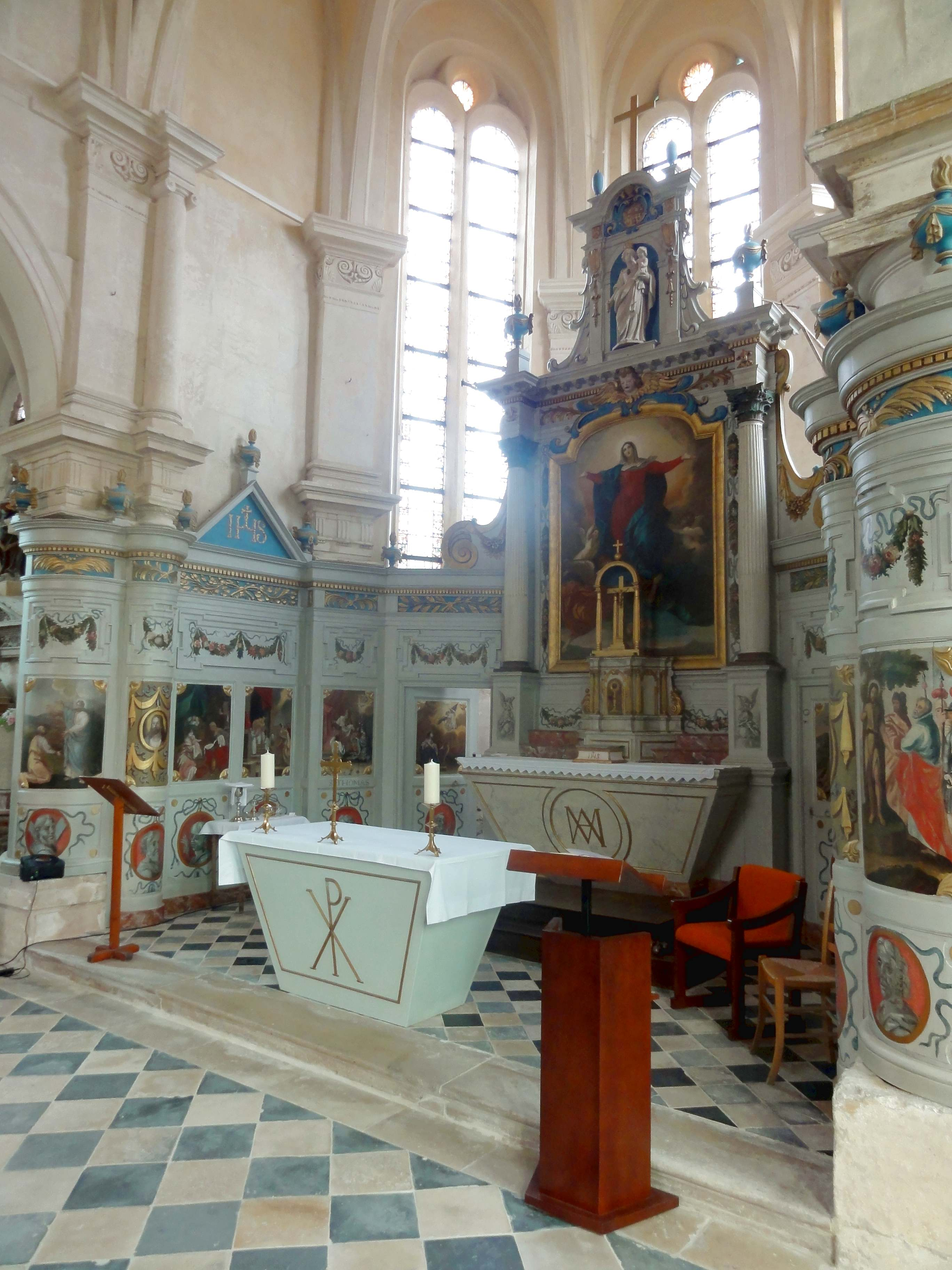
Parties basses, côté nord.
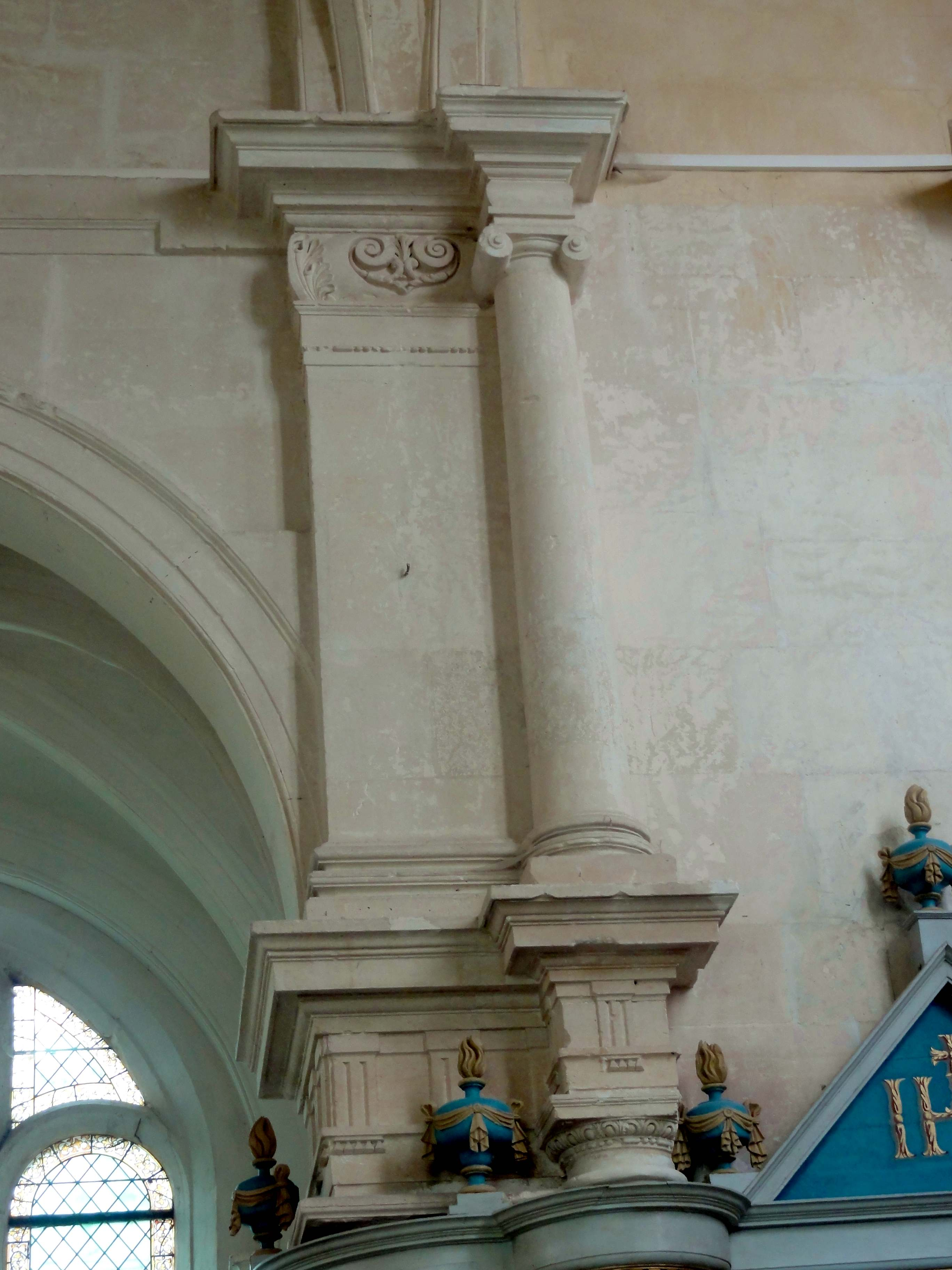
Supports du doubleau.
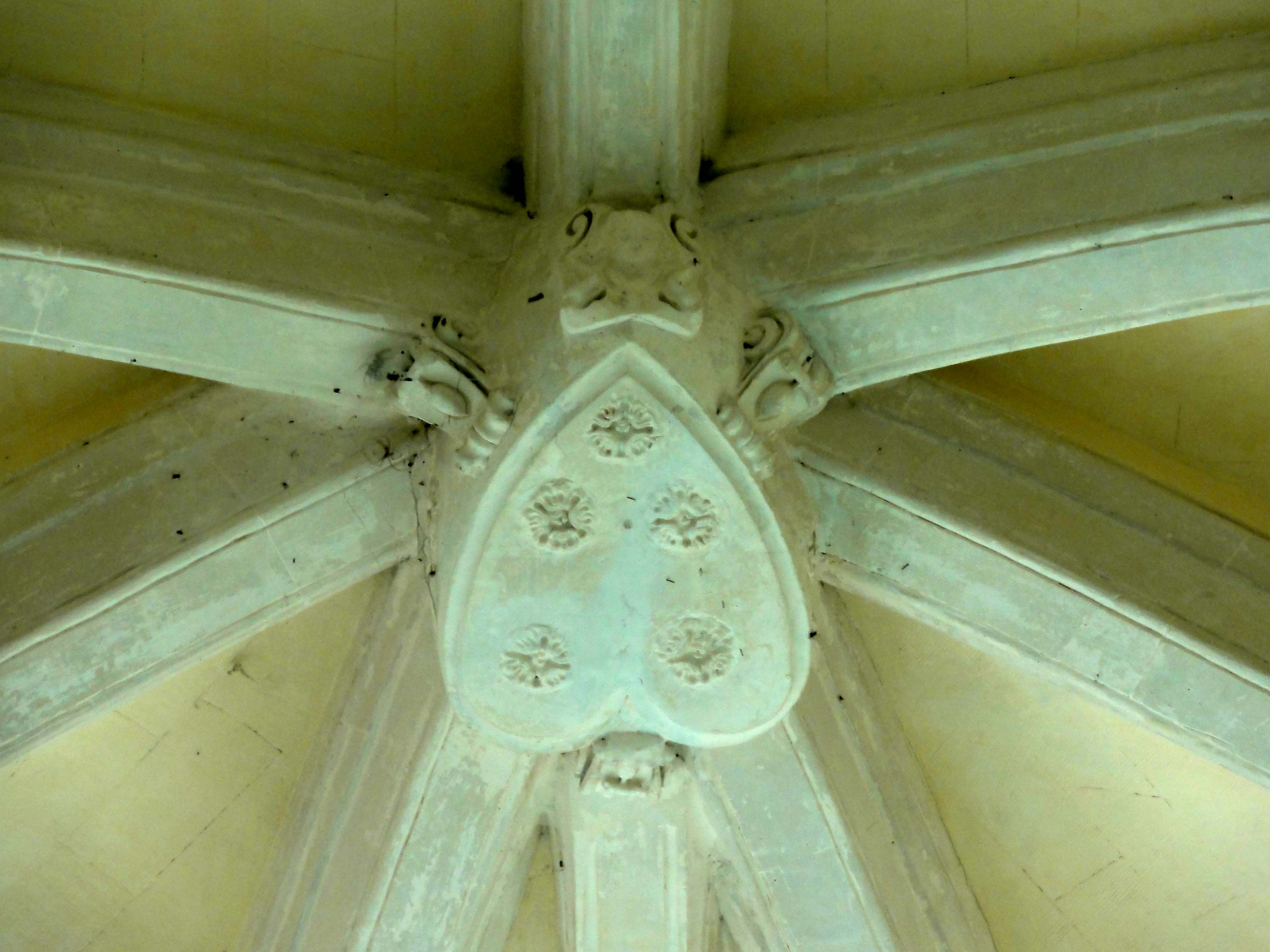
Clé de voûte.

#### Bas-côtés

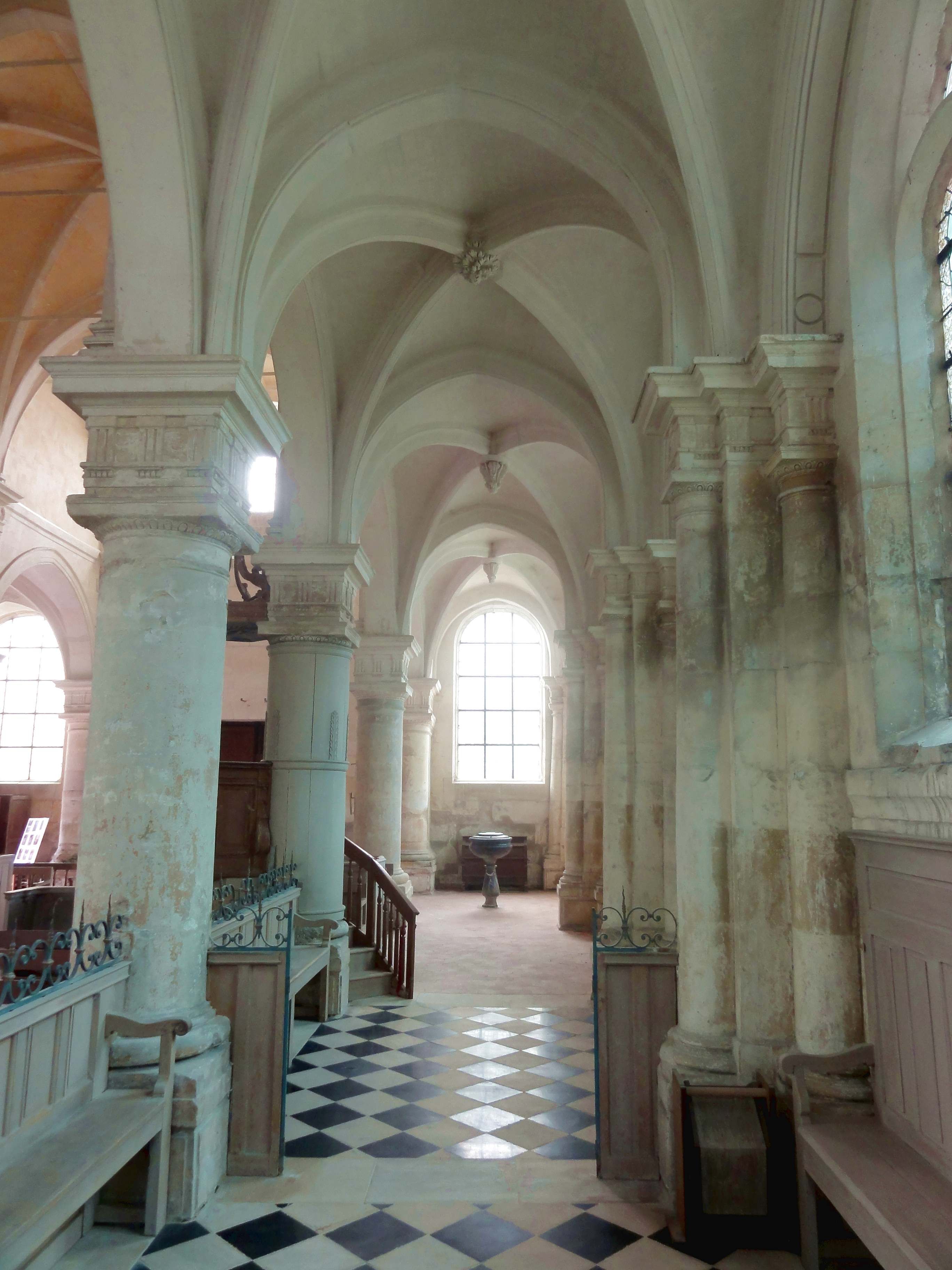
Bas-côté nord, vue vers l'ouest.

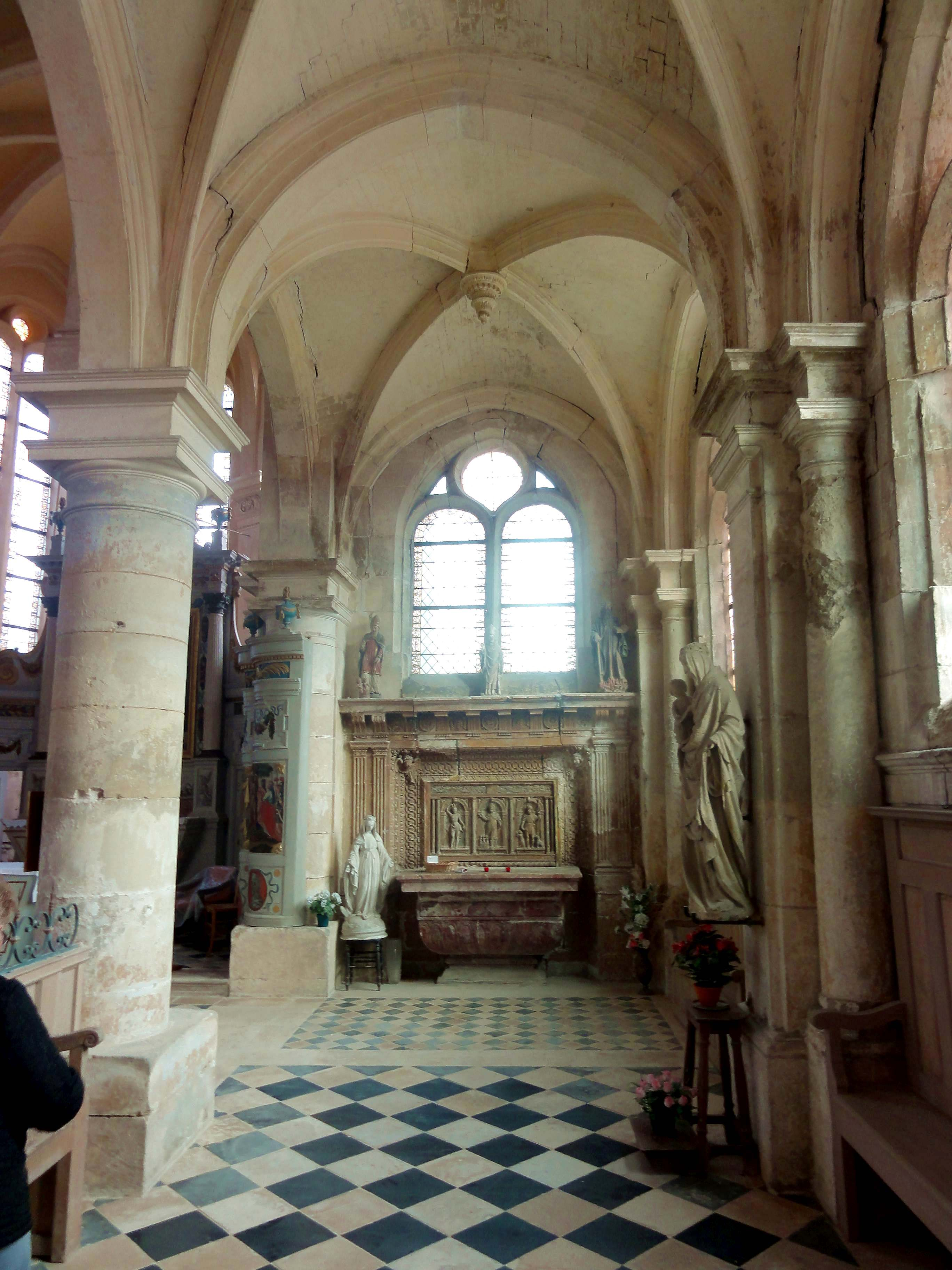
Bas-côté sud, chevet.

Les deux bas-côtés sont de même longueur, de même largeur et de même hauteur, et ils se terminent tous les deux par un chevet plat après la cinquième travée. Comme déjà signalée, la troisième travée est moins profonde que les autres. La principale raison est d'ordre technique, car la profondeur de cette travée correspond à la largeur du clocher, qui a besoin d'appuis solides et doit être efficacement contrebuté. Nicolas de Saint-Michel a fait le pari de reprendre le clocher en sous-œuvre. Grâce à des étais en bois montés par des compagnons charpentiers expérimentés, il a pu faire abattre la grande arcade au nord de la base du clocher, ainsi que les arcades ou doubleaux latéraux dans l'axe du bas-côté. Au niveau du rez-de-chaussée, seulement le mur méridional du clocher est ainsi conservé, mais en revanche, le mur méridional des deux travées contigües du bas-côté sud de l'ancienne église est également conservé. En rétrospective, le choix du maître-maçon ne s'est pas avéré judicieux, ou le travail n'a pas été assez précis, ou bien la stabilité du terrain n'a pas été suffisante : à la fin du XIXe siècle, le clocher menace ruine, et il est démoli en 1899 en ne conservant que l'étage intermédiaire, au niveau des murs hauts de la nef. Considérant la reprise en sous-œuvre complexe et périlleuse, il paraît surprenant que les deux dernières travées du bas-côté sud n'ont apparemment pas été construites à la Renaissance. On a peut-être conservé provisoirement une partie du bas-côté de l'ancienne église, à l'instar des premières travées du bas-côté nord d'Attainville, dont les murs extérieurs subsistent également de l'ancienne église. Mais pour revenir à la profondeur réduite de la troisième travée, elle a également un impact esthétique : les grandes arcades ne paraissent pas monotones, et en complément à l'axe de symétrie qui correspond à l'axe de l'édifice (sans tenir compte des irrégularités du bas-côté sud), on obtient un second axe de symétrie perpendiculaires au premier, car il y a deux larges arcades précédant l'arcade plus serrée, et deux arcades succédant à cette dernière.
Comme dans toute église sans fenêtres hautes, les bas-côtés sont bien plus clairs que la nef. Cependant, les trois premières travées du bas-côté ne prennent le jour que par la fenêtre occidentale. Sans véritable raison, le portail dans la première travée n'est pas surmonté d'une fenêtre, et ne suit pas l'exemple du portail méridional de l'église Saint-Justin de Louvres, également situé dans la première travée du sud. Dans les travées suivantes, ce sont la tourelle d'escalier et le mur du clocher qui expliquent l'absence de fenêtre. Ainsi, l'église du Plessis-Gassot est plus sombre que l'église d'Attainville, dont le côté sud est enclavé dans une ferme, et beaucoup plus sombre que l'église d'Attainville, où toutes les travées du sud sont pourvues de fenêtres. Les fenêtres occidentales sont en plein cintre et dépourvues de remplage, ce qui est sans doute imputable à la date de construction tardive, 1682. Les fenêtres latérales larges présentent un remplage de type Renaissance, qui se compose de trois formes en plein cintre, celle au milieu étant plus haute que les autres. La fenêtre latérale étroite de la troisième travée du nord, ainsi que les fenêtres du chevet, possèdent un remplage analogue à celui des trois baies de l'abside. Les soubassements sont structurés par un bandeau horizontal en faible relief. Mais le caractère des bas-côtés est avant tout déterminé par les piliers cantonnés, qui appartiennent au type décrit ci-dessus, et par les doubleaux surhaussés en tiers-point. Sauf dans le voisinage du clocher, ceux-ci et les formerets retombent sur les sections d'entablement portées par les chapiteaux, tandis que les ogives retombent directement sur les angles saillants des piliers carrés. Les profils des nervures sont les mêmes que dans le vaisseau central. Les clés de voûte sont seulement de deux types différents au nord. Dans les deux premières travées, quatre consoles pendantes supportent une petite fleur, et dans les autres travées, on voit une étrange fleur à cinq niveaux de pétales superposés, très fouillée mais composée de pétales fortement stylisées, structurées seulement par des entailles. Des clés similaires existent à Mareil. Dans le bas-côté sud, la clé pendante de la première travée connaît une variante reproduite dans la quatrième et la cinquième travée. Les motifs sont dérivés des chapiteaux et des sections d'entablement des grandes arcades, et appartiennent au répertoire conventionnel de la Renaissance. Les clés de la seconde et de la troisième travée sont différentes toutes les deux, mais plus simples.

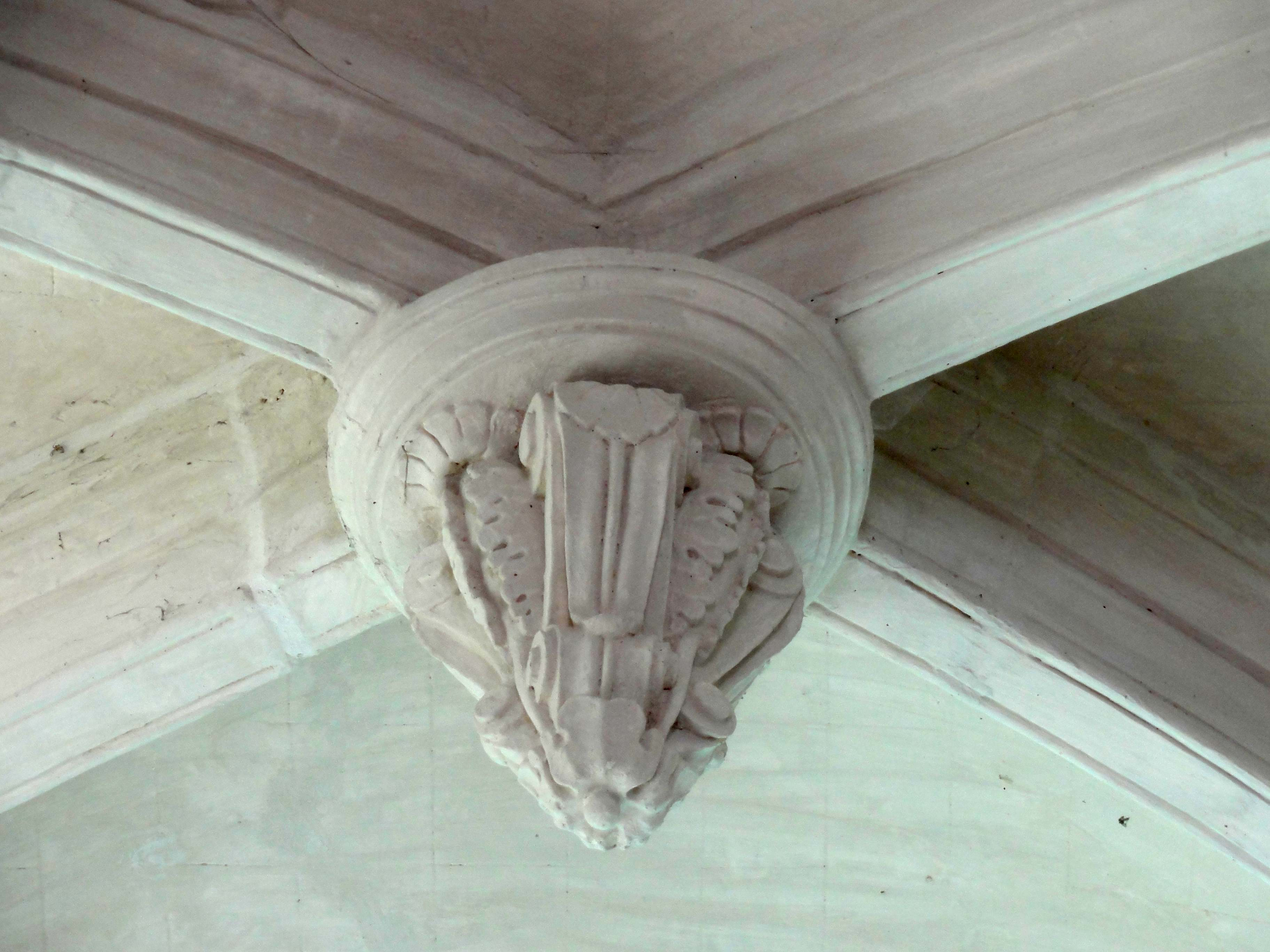
Clé de voûte au nord.
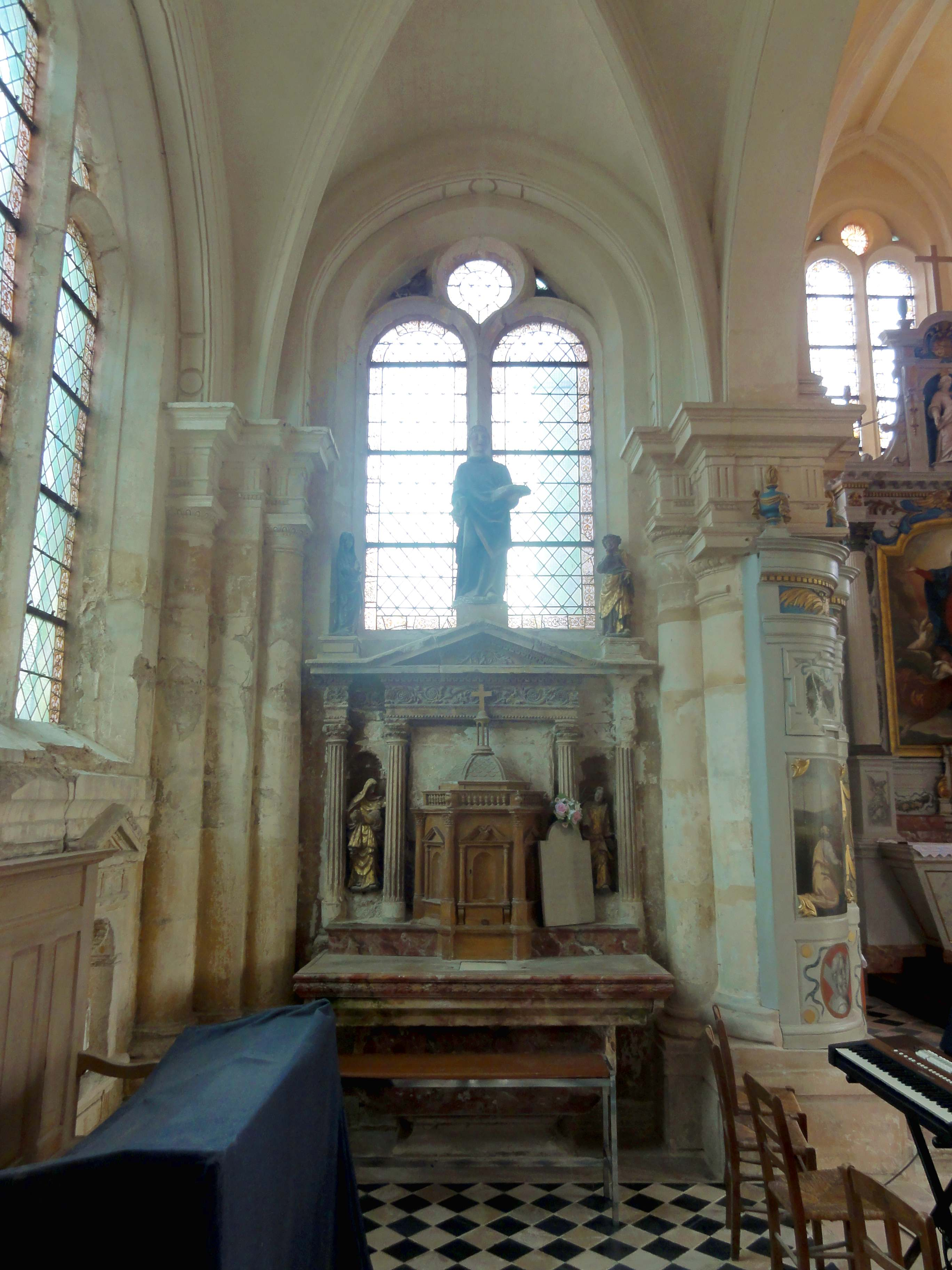
Bas-côté nord, chevet.
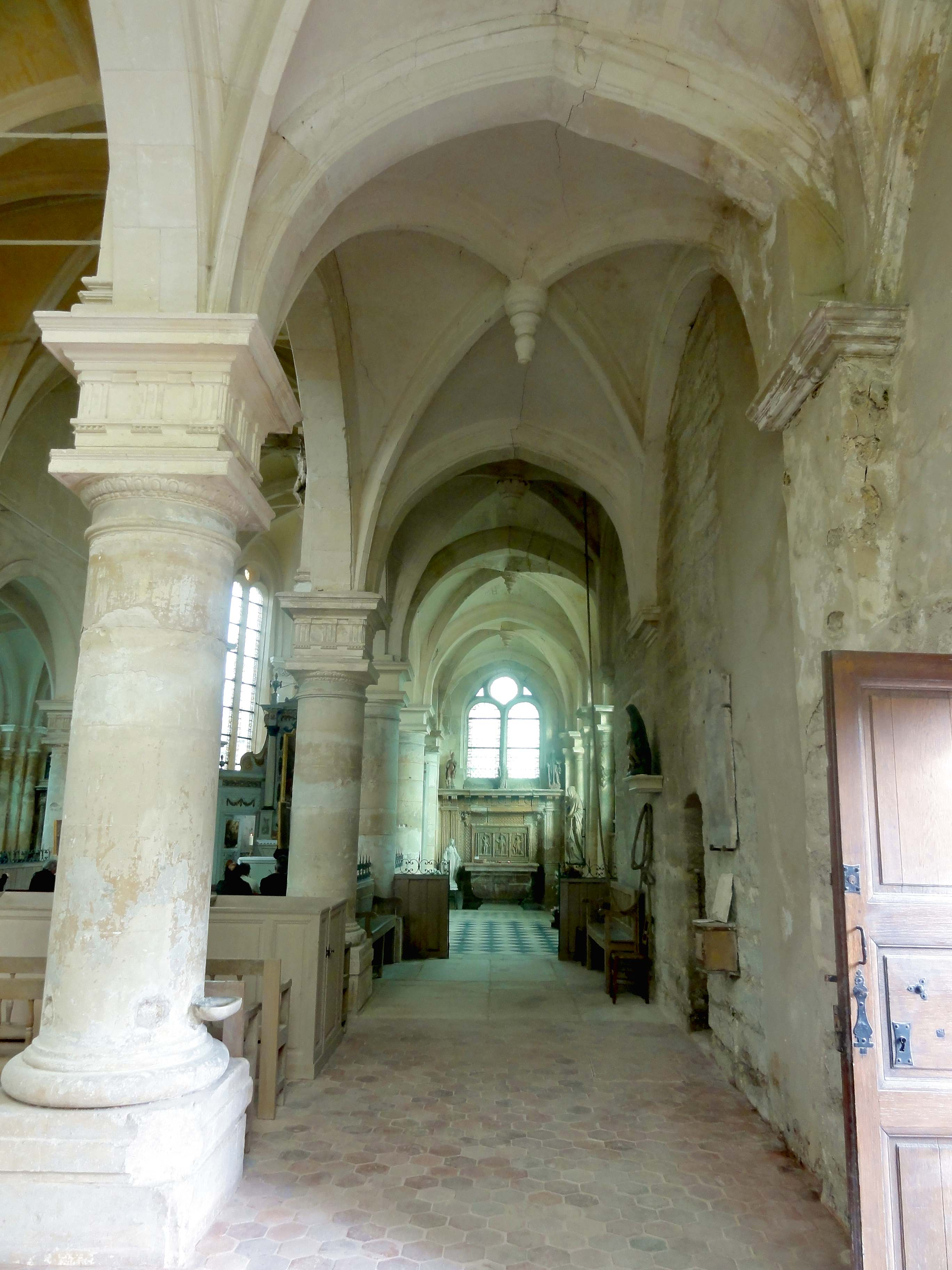
Bas-côté sud.
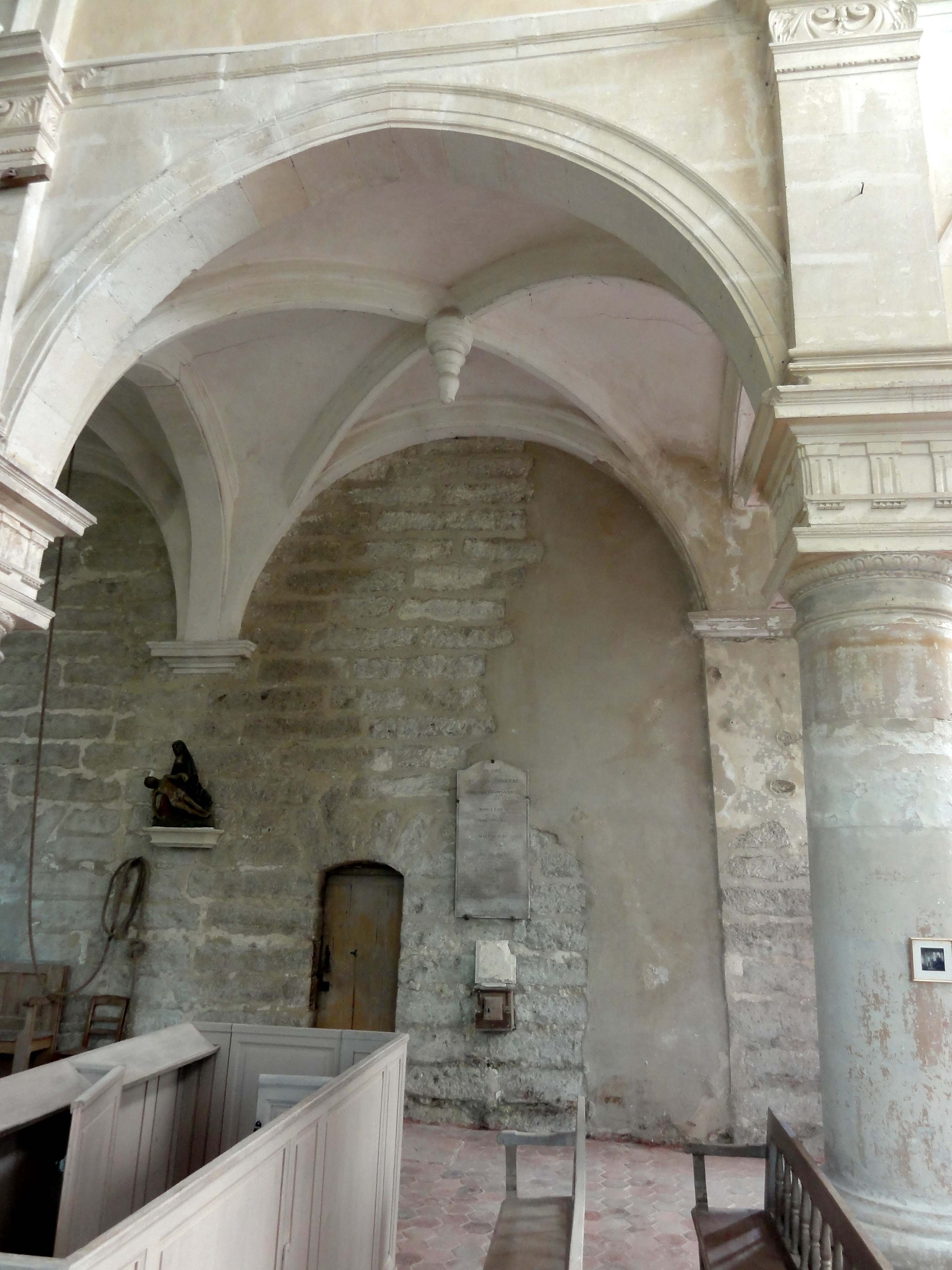
Bas-côté sud, 2e travée.
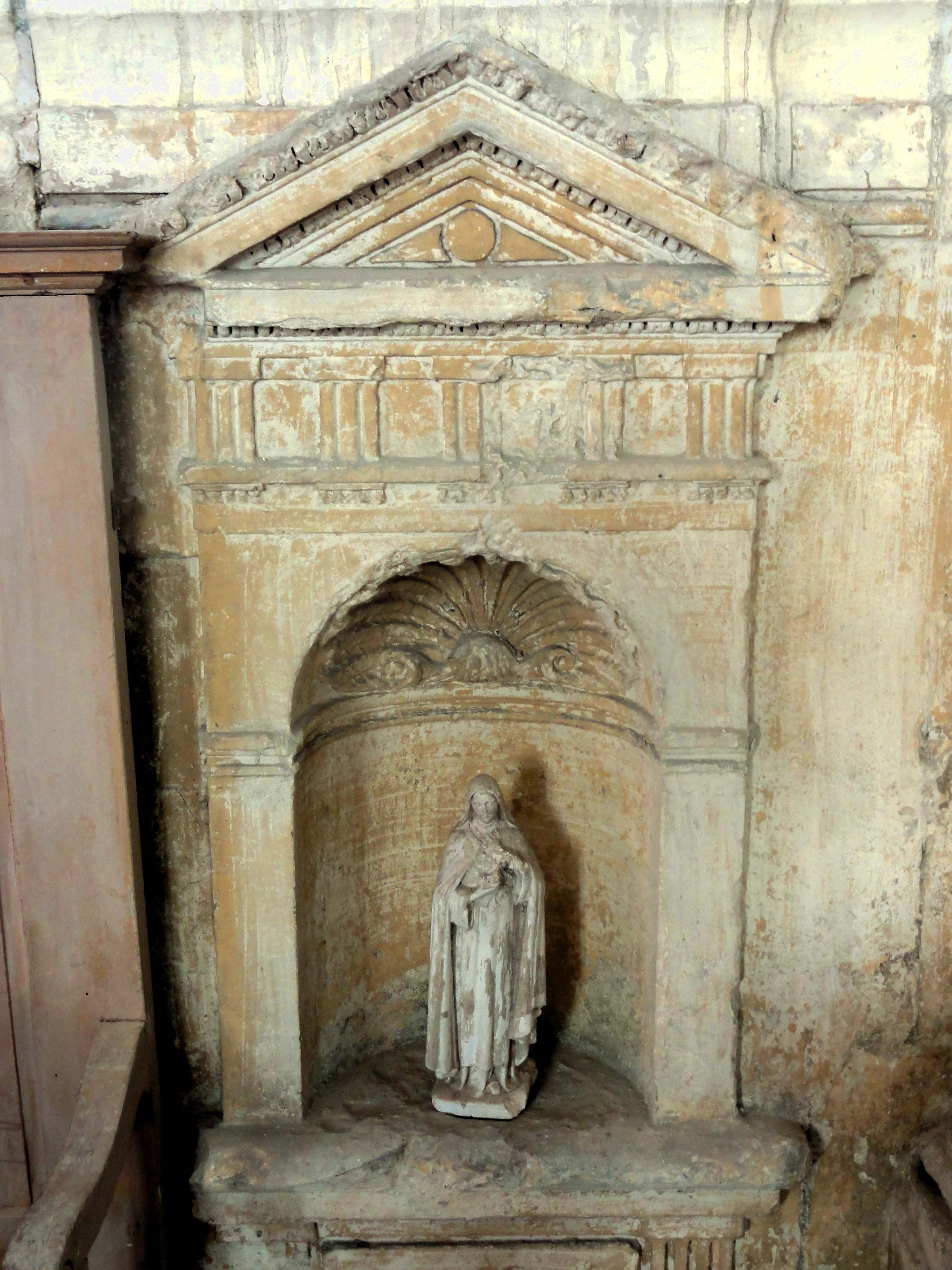
Piscine liturgique au nord.
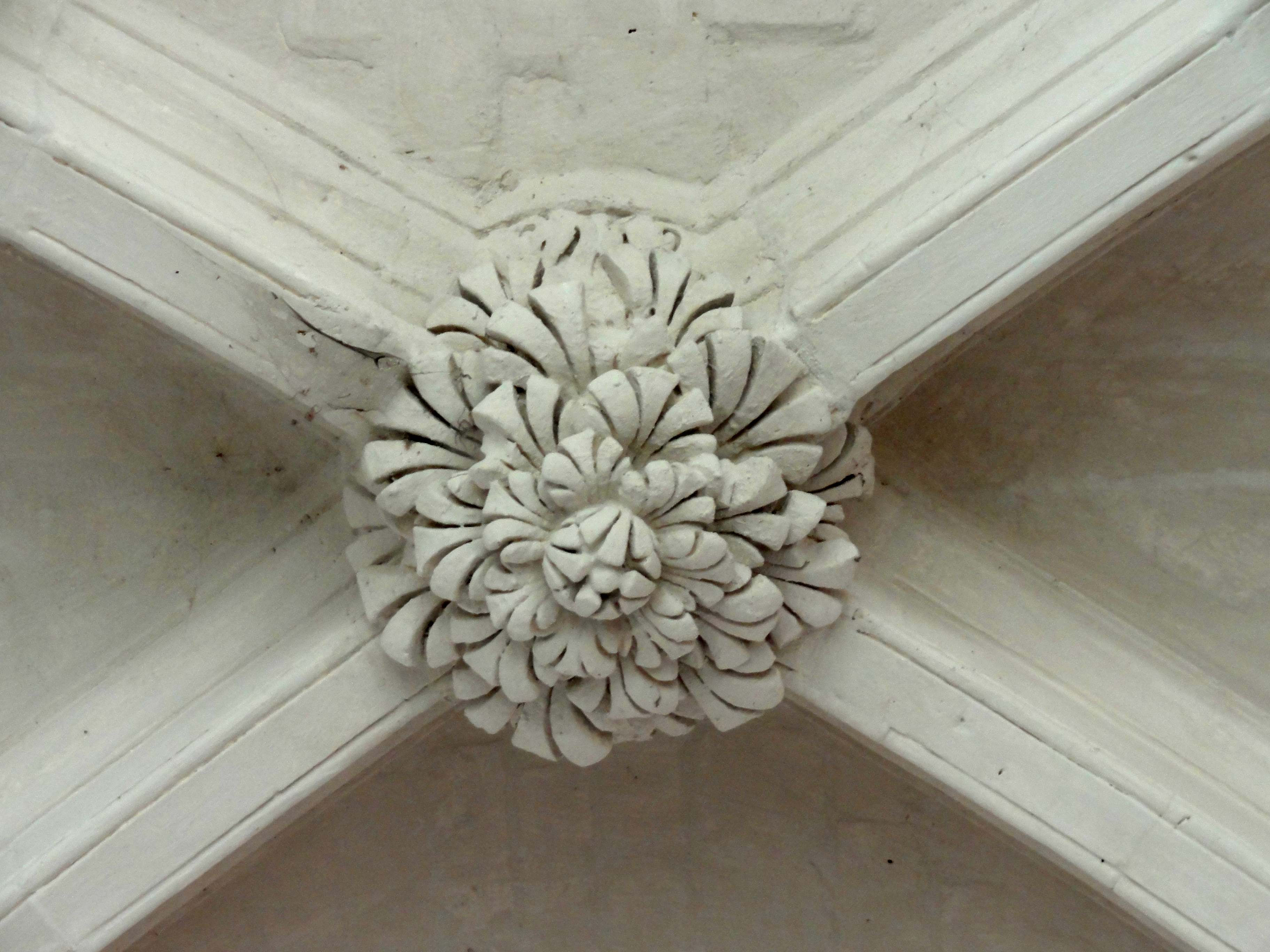
Clé de voûte au nord.

### Extérieur

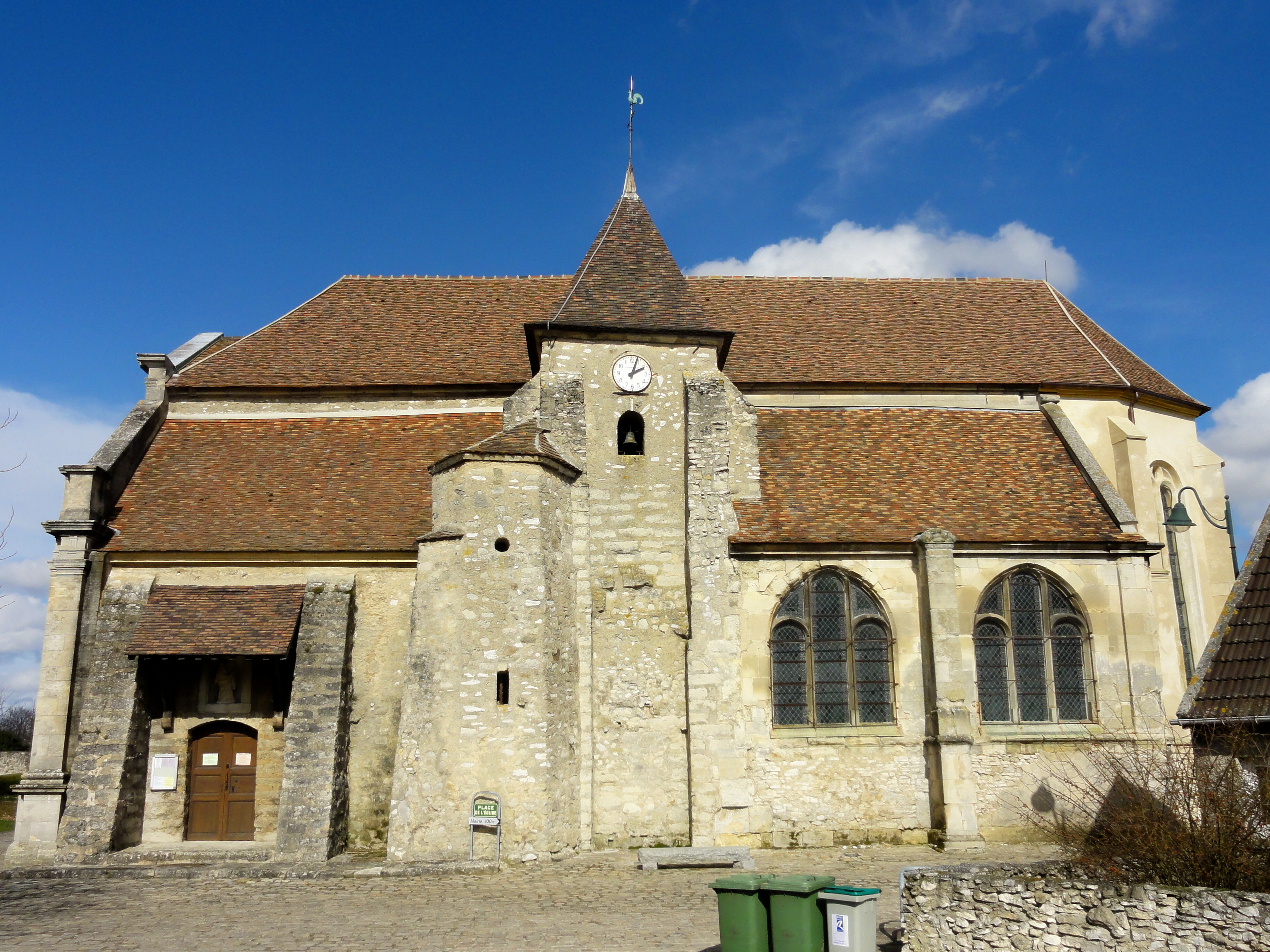
Élévation méridionale.

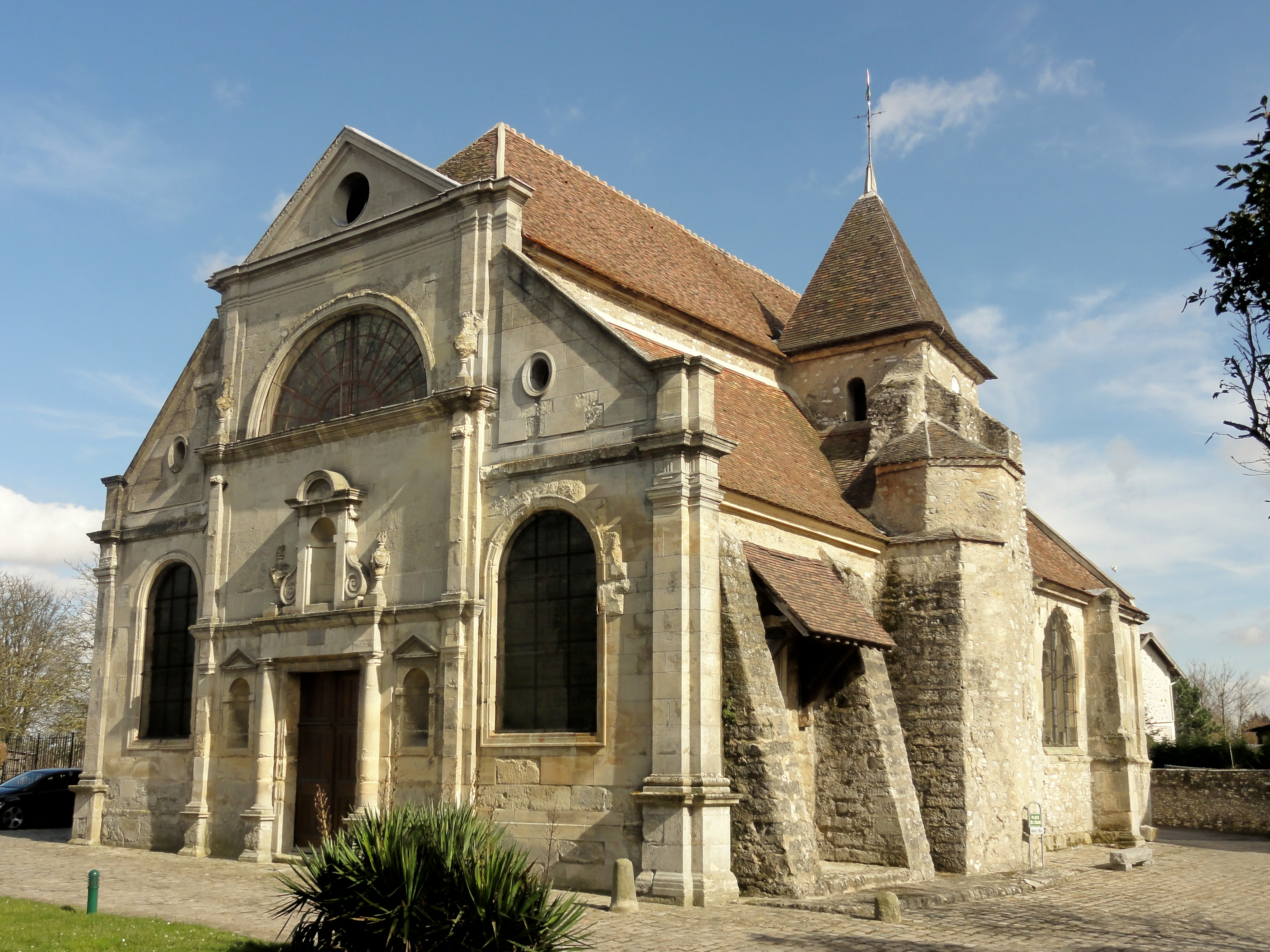
Vue depuis le sud-ouest.

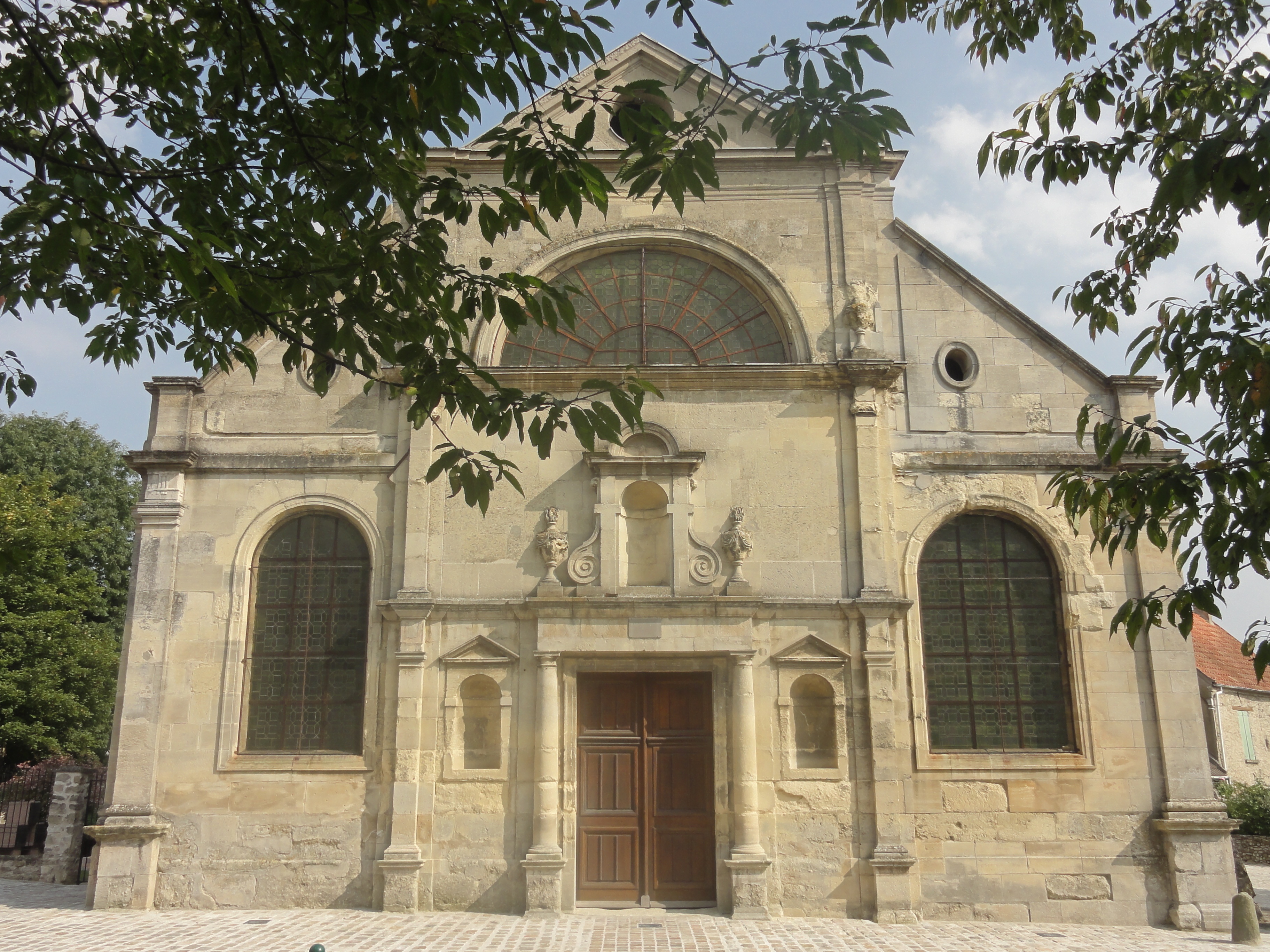
Façade occidentale.

Les deux élévations les plus exposées à la vue ne reflètent pas le pure style Renaissance régnant à l'intérieur, et ne permettent pas de se douter de la grande qualité architecturale de l'église. En effet, la partie centrale de la façade occidentale est d'un siècle plus jeune que le reste, et l'élévation méridionale est d'une facture rustique, sans style réel. Elle est bâtie à l'économique, comme le montre son appareil de petits moellons irréguliers noyés dans un mortier. Les contreforts de la première travée, purement fonctionnels, sont réalisés en grands moellons retaillés. Ils sont établis en glacis, alors que l'architecture de la Renaissance privilégie les contreforts strictement verticaux. À l'instar du portail est en anse de panier, ils sont dépourvus de toute ornementation. Le portail est tout au moins surmonté d'une niche à statue, qui abrite une Vierge à l'Enfant en pierre. Un porche sous la forme d'un petit toit en appentis en encorbellement la protège des intempéries. À droite, la tourelle d'escalier polygonale est flanquée d'un massif de maçonnerie difforme, tenant lieu de contrefort, et témoignant sans doute d'une reprise. L'escalier est seulement éclairé par une meurtrière et un orifice rond, pour lequel le terme d'oculus paraît bien exagéré. Le mognon du clocher est épaulé, à chacun de ses deux angles, par deux contreforts orthogonaux, qui sont verticaux et s'achèvent par un glacis. La verticalité de ces contreforts met en exergue l'inclinaison du mur du clocher, dont l'épaisseur diminue imperceptiblement avec la hauteur croissante. En bas, les contreforts paraissent plats ; en haut, ils sont fortement saillants. L'étage intermédiaire du clocher abrite l'unique cloche depuis le rasage des deux étages supérieurs. Elle est suspendu sous l'arc en plein cintre de l'unique baie. De tels clochers rustiques sont fréquents en pays de France, mais concernent généralement des églises non classées aux monuments historiques, à l'exception de Jagny-sous-Bois. Enfin, à droite du clocher, les deux dernières travées du bas-côté ont été bâtis avec un peu plus de soin. Un larmier court en haut du soubassement des fenêtres, et à partir de ce niveau, l'appareil est exceptionnellement en pierre de taille. Une corniche moulurée tout simple termine le mur, et le contrefort médian est pourvu d'un chaperon cintré.
La première œuvre de Nicolas de Saint-Michel, et sans doute aussi la plus connue, est la façade occidentale de l'église de Luzarches. Par la suite, le maître-maçon n'eut plus jamais l'opportunité de réaliser une façade occidentale, et aucune des quatre églises qui lui sont attribuées avec certitude n'ont été totalement achevées de son vivant. Contrairement aux églises d'Attainville et Mareil-en-France, l'église Notre-Dame-de-l'Assomption a toutefois bénéficié d'une façade digne, avenante et tout à fait à la hauteur de son niveau. Les deux contreforts orthogonaux qui flanquent l'angle de chacun des bas-côtés sont traités à la façon de pilastres doriques, sans cannelure, mais avec un entablement complet comportant une frise à biglyphes. Au-delà de la corniche, les contreforts se continuent encore sur une courte section afin de consolider les demi-pignons des bas-côtés. Ils sont percés de œils-de-bœuf pour l'aération des combles. Les grandes fenêtres en plein cintre des bas-côtés sont entourées de discrètes moulures. Quant au corps central, correspondant à la nef, il est délimité par des contreforts-pilastres, et s'organise sur trois registres, sans compter le fronton triangulaire ajouré d'un grand oculus. Ce n'est qu'au niveau du troisième registre que l'entablement des pilastres se développe sur toute la largeur du mur. Tous les entablements sont aniconiques et annoncent le classicisme. En plus, les pilastres sont plus étroits qu'ailleurs dans l'église, et il est certain qu'il ne peut s'agir d'une création de Nicolas de Saint-Michel. Le premier registre est occupé par le portail rectangulaire, qui est cantonné de deux colonnes doriques supportant un entablement ébauché, et par deux petites niches à statues sous des frontons triangulaires. Le second registre est réservé à la grande niche à statue couronnant le portail. Son fronton est en arc de cercle, et elle est flanquée de deux ailerons, puis de deux pots-à-feu en bas-relief. Le troisième registre comporte une grande fenêtre en hémicycle, sans remplage, et des pots-à-feu en bas-relief sur la corniche des sections d'entablement.
L'élévation nord, visible uniquement depuis le cimetière et peu remarquée, porte la signature de Nicolas de Saint-Michel. Elle montre les mêmes dispositions que l'élévation nord de l'église de Mareil, mise en chantier vers 1575. Les contreforts sont largement analogues à ceux qui épaulent les angles des bas-côtés, et prennent donc la forme de pilastres doriques avec base, chapiteau simplifié, entablement et corniche. À Mareil, les triglyphes, plus conventionnels, remplacent les biglyphes, et les pilastres n'ont pas de corniche, à la faveur d'une corniche unique et continue pour terminer le mur. Les fenêtres sont entourées de légères moulures, avec une emphase particulière sur la limite inférieure, où l'on trouve un bandeau mouluré retombant sur une paire de diglyphes, qui encadrent un panneau en faible relief. Sur l'abside, on ne retrouve pas tout ce registre décoratif. C'est la plus austère parmi celles attribuables à Nicolas de Saint-Michel, et contraste notamment avec la richesse ornementale de l'abside d'Attainville, alors que l'argent avait manqué pour réaliser cette église voisine. Mais tenant compte du très faible nombre d'habitants du village du Plessis-Gassot, de telles simplifications se comprennent facilement, et on ne sera que davantage étonné des dimensions de l'édifice, et de la splendeur de l'espace intérieur. Sur l'abside, le décor se résume donc à un larmier en haut du soubassement des fenêtres ; un larmier supplémentaire sur la face antérieure des contreforts ; un glacis formant larmier au sommet des contreforts ; et une corniche moulurée. Toute la couverture est en tuiles plates du pays.

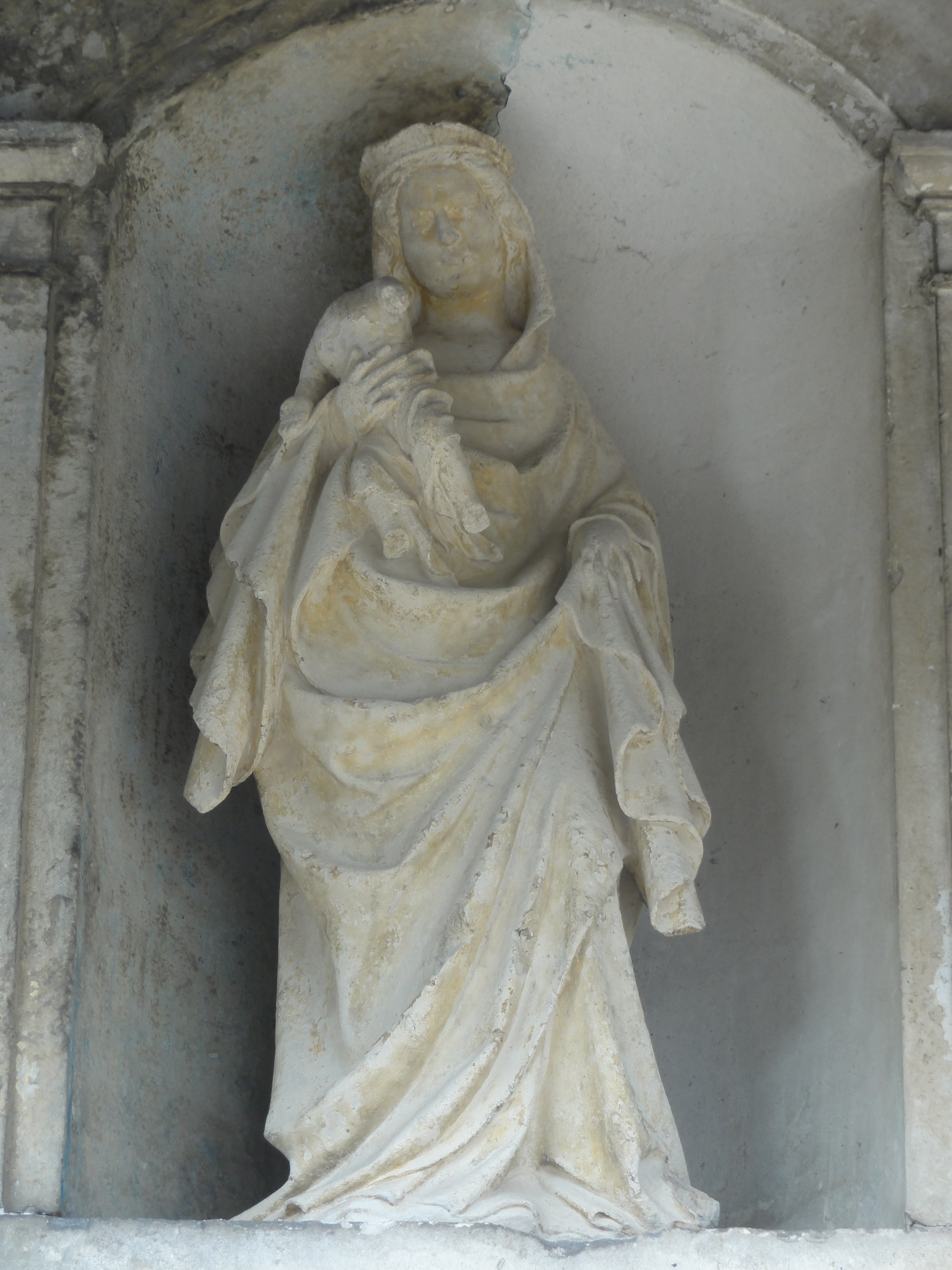
Vierge à l'Enfant.
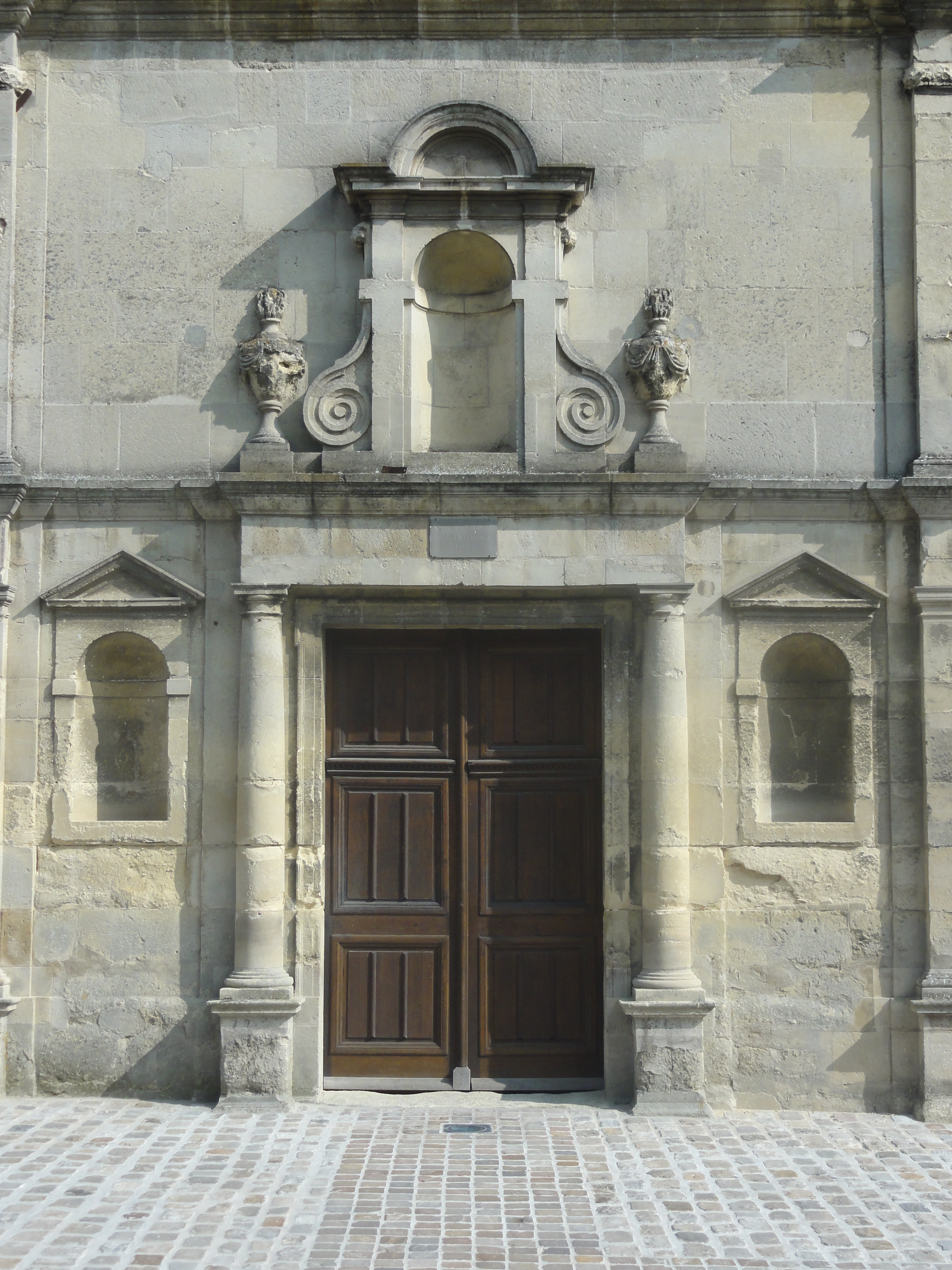
Portail occidental.
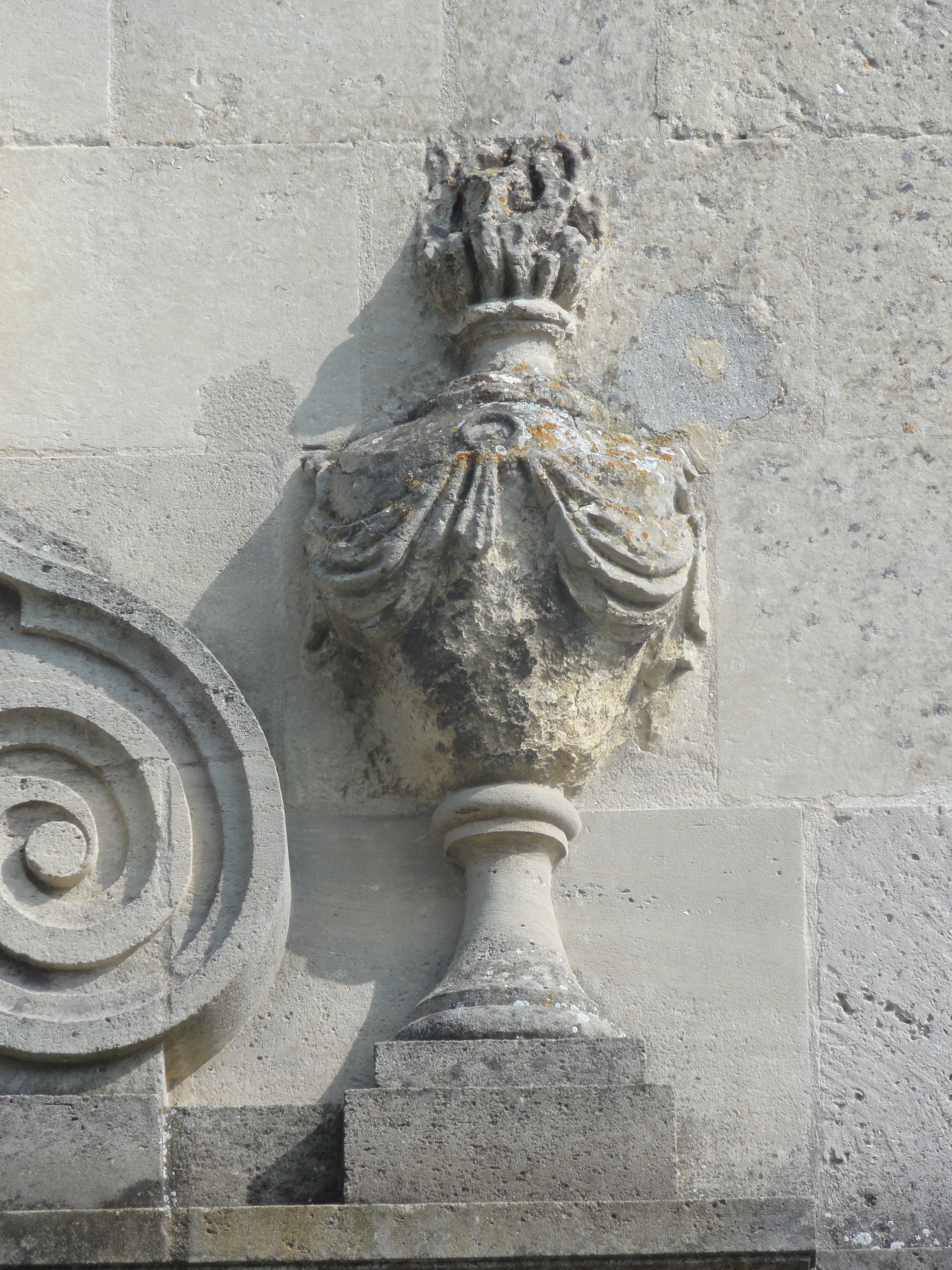
Pot-à-feu.
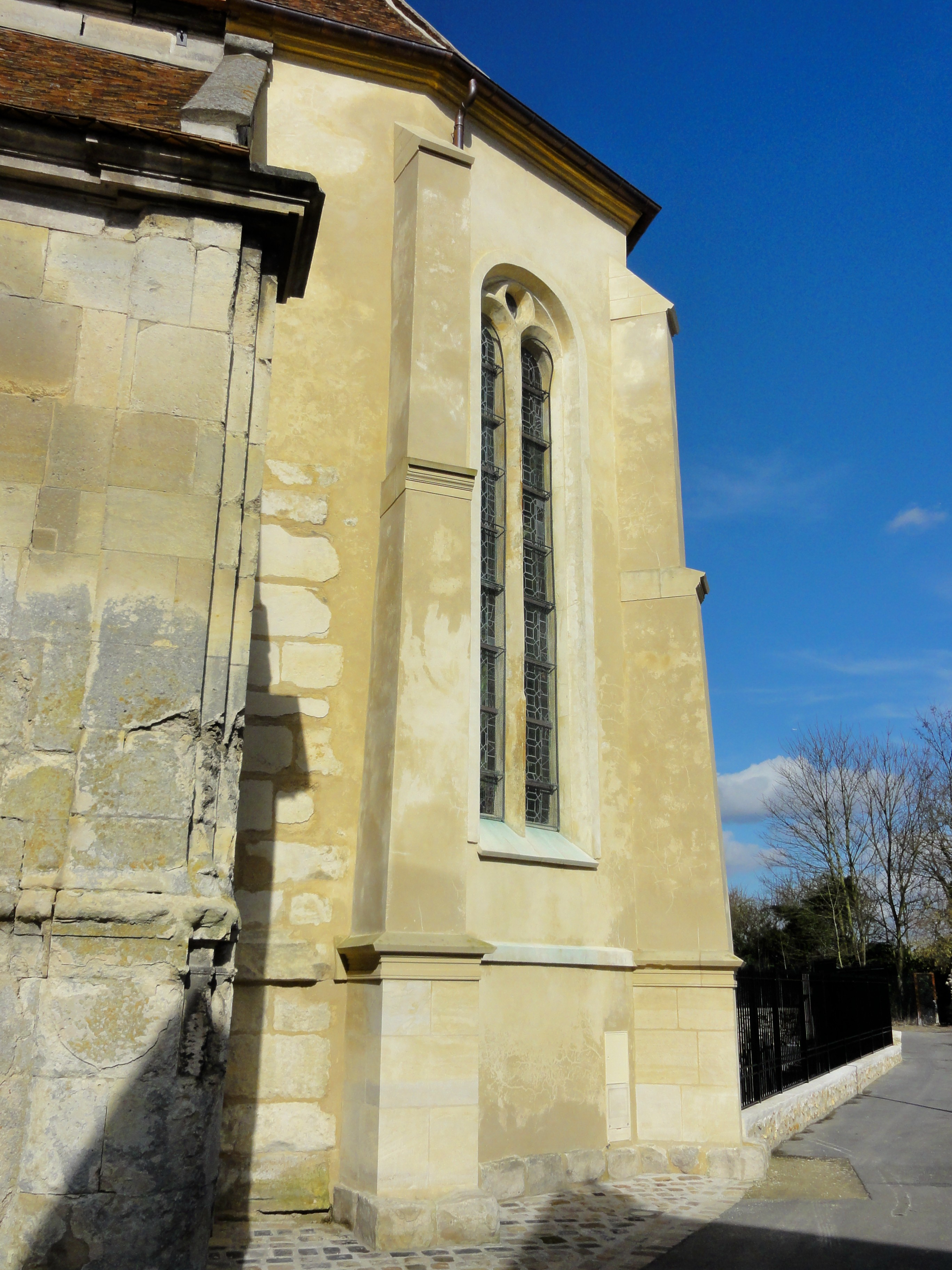
Abside, côté sud.

## Mobilier

### Retable majeur

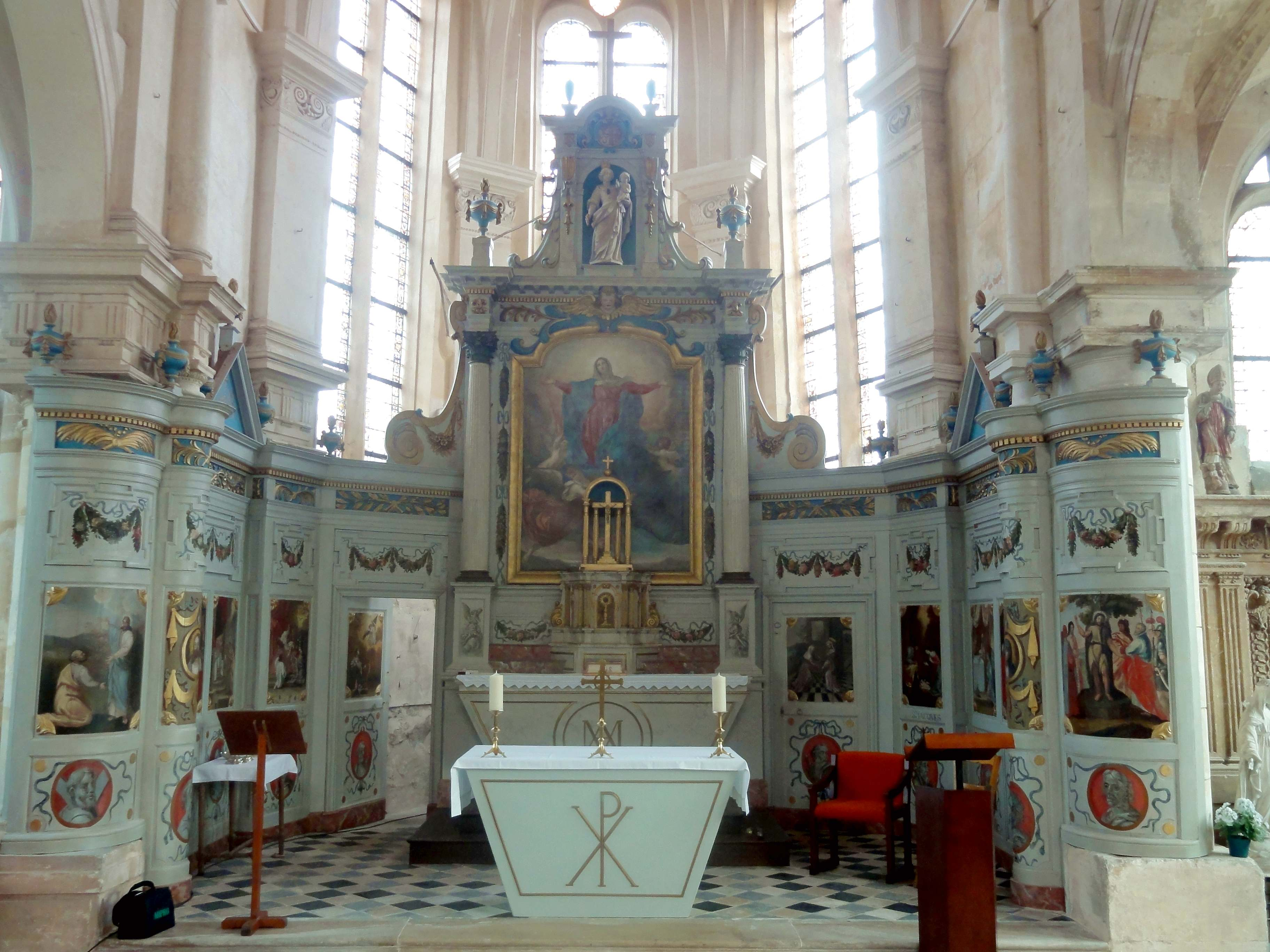
Vue d'ensemble.
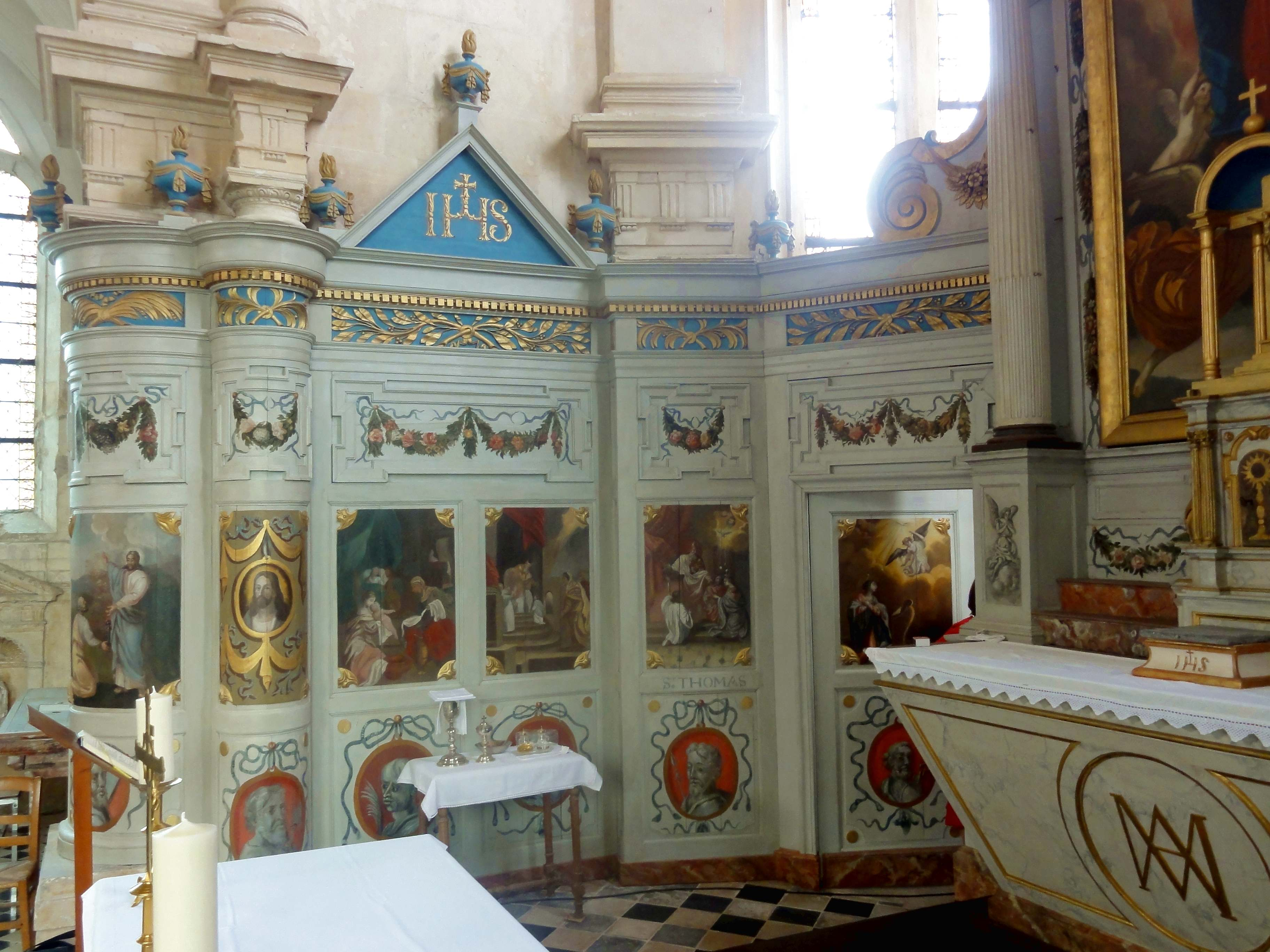
Boiseries côté nord.
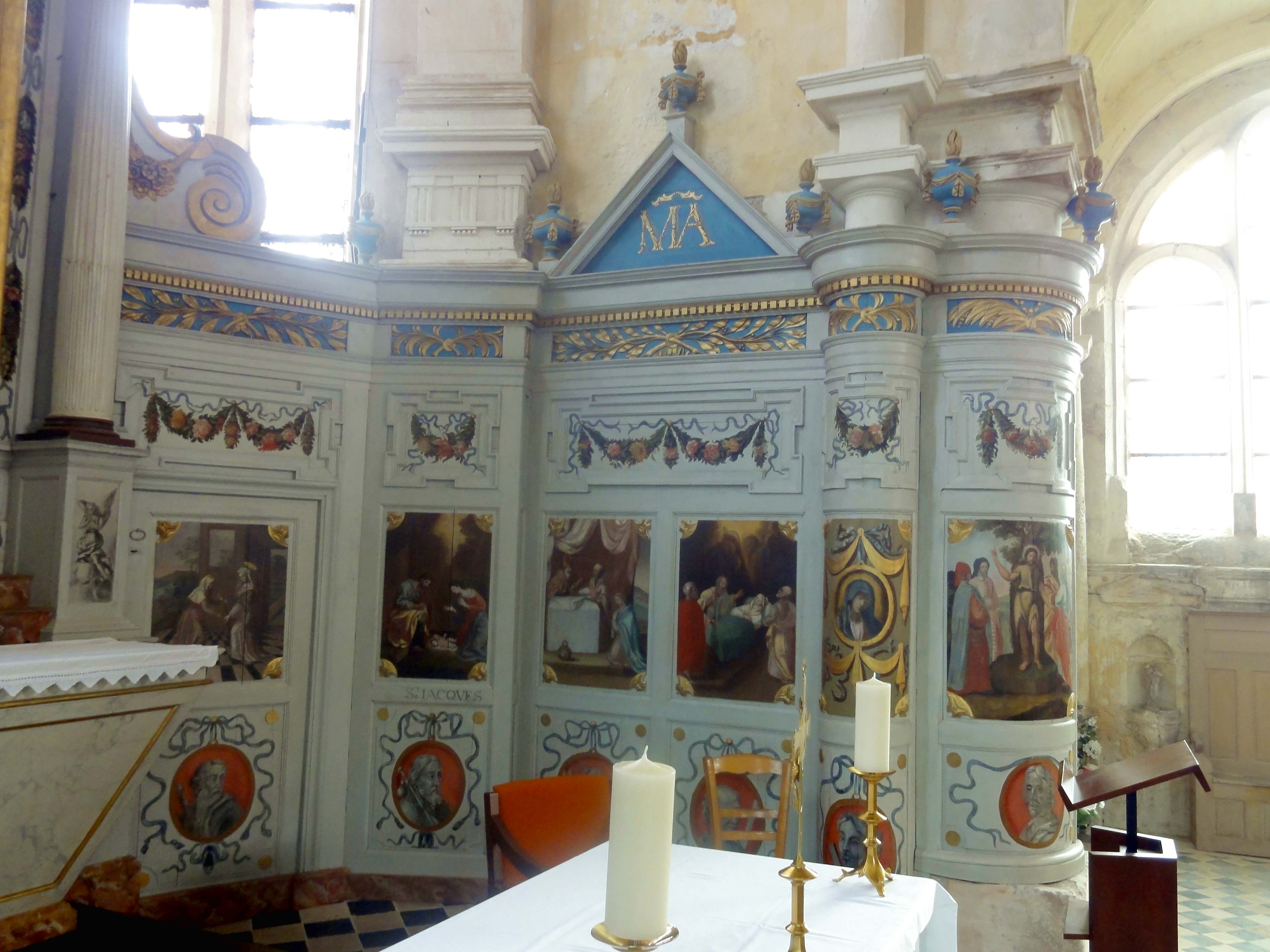
Boiseries côté sud.
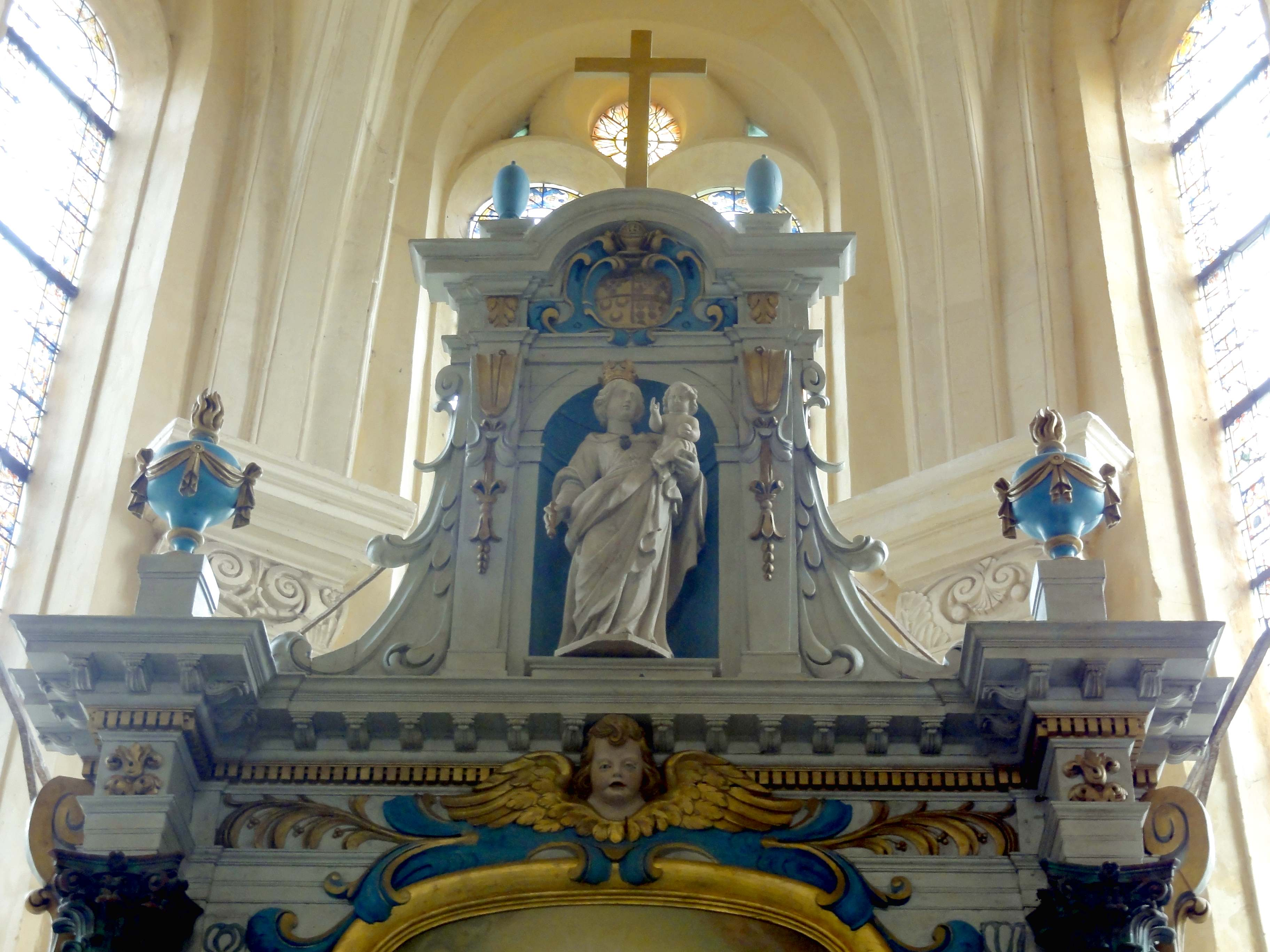
Couronnement du retable.
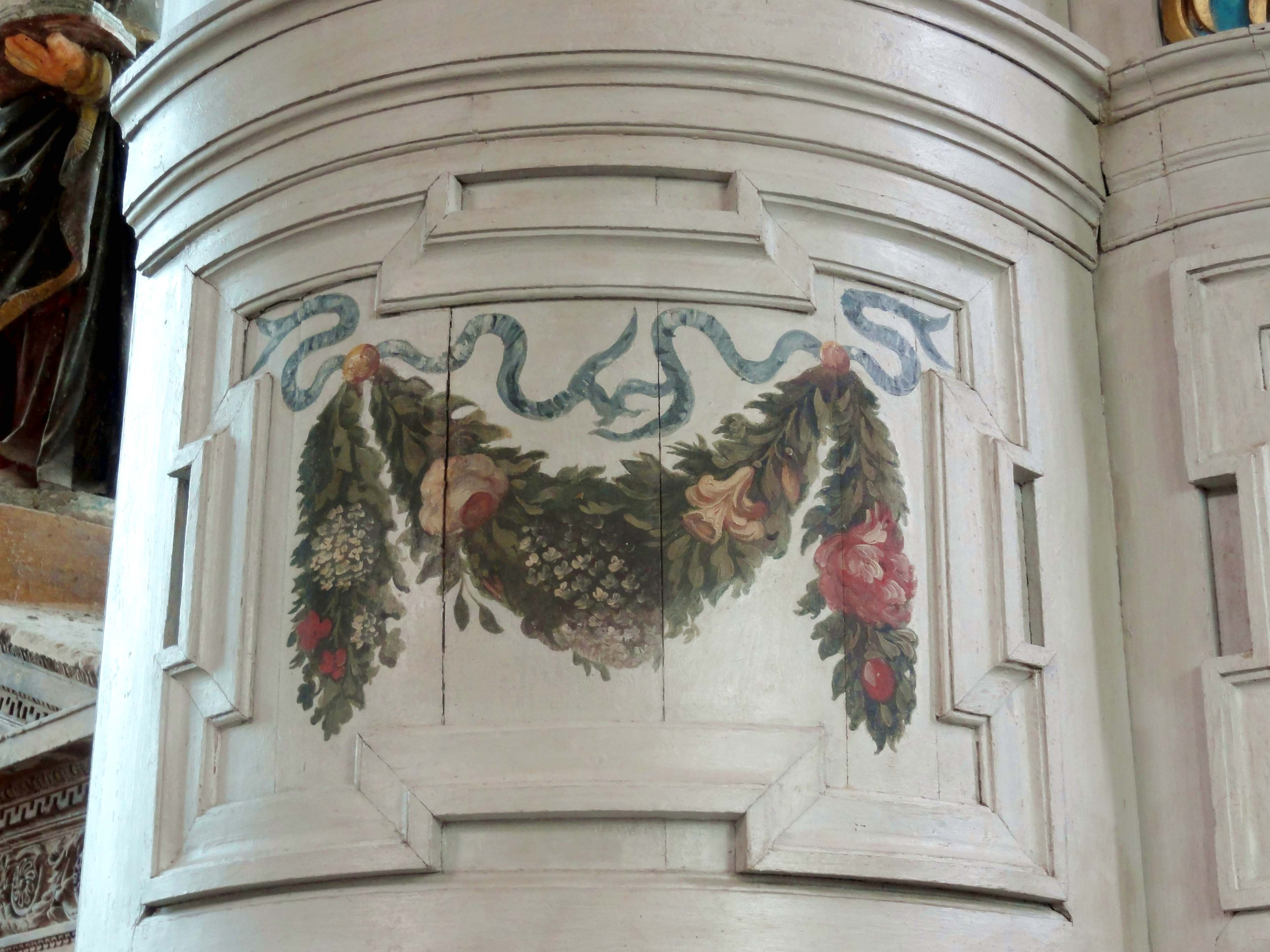
Guirlande peinte.
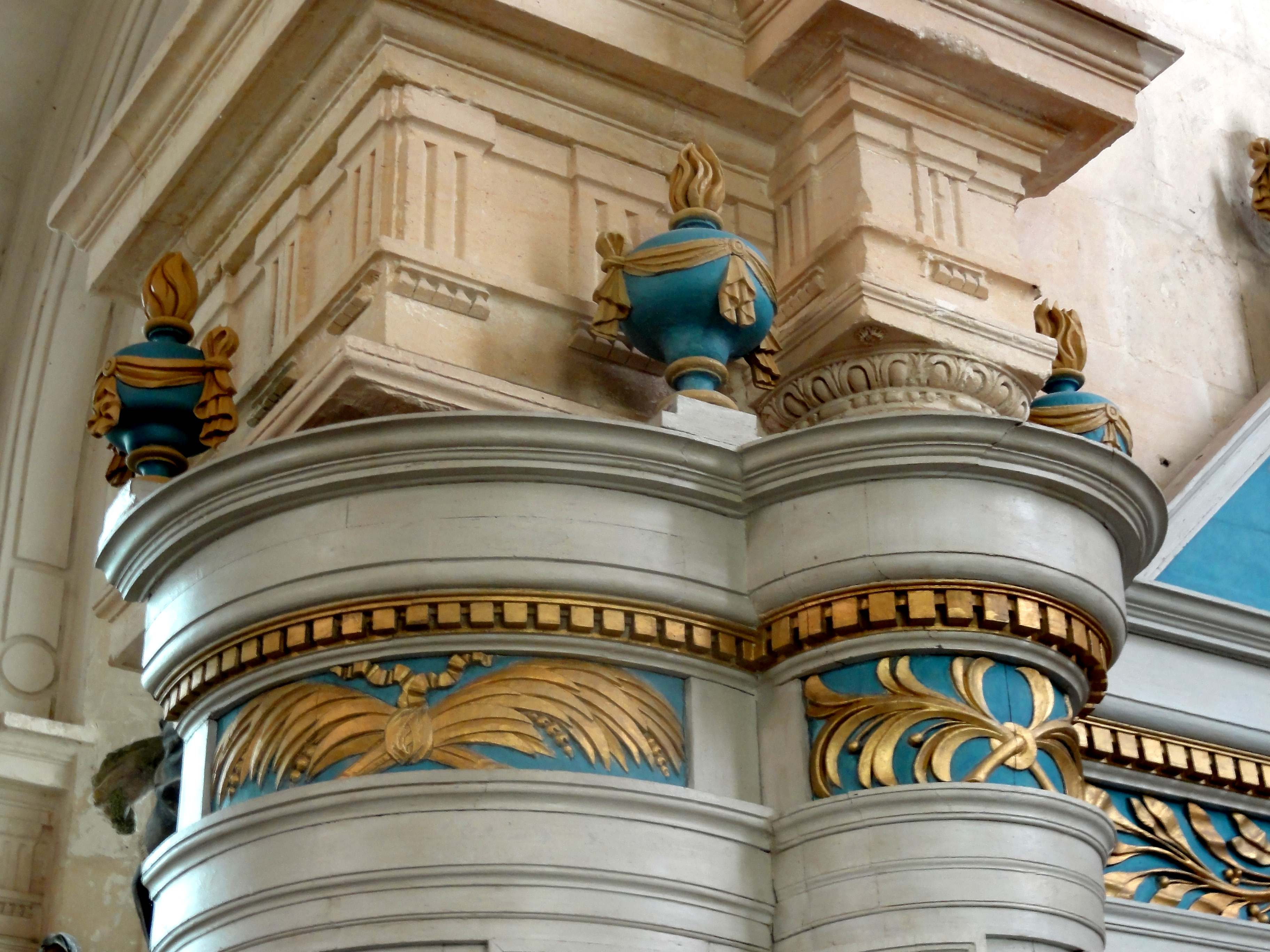
Entablement.

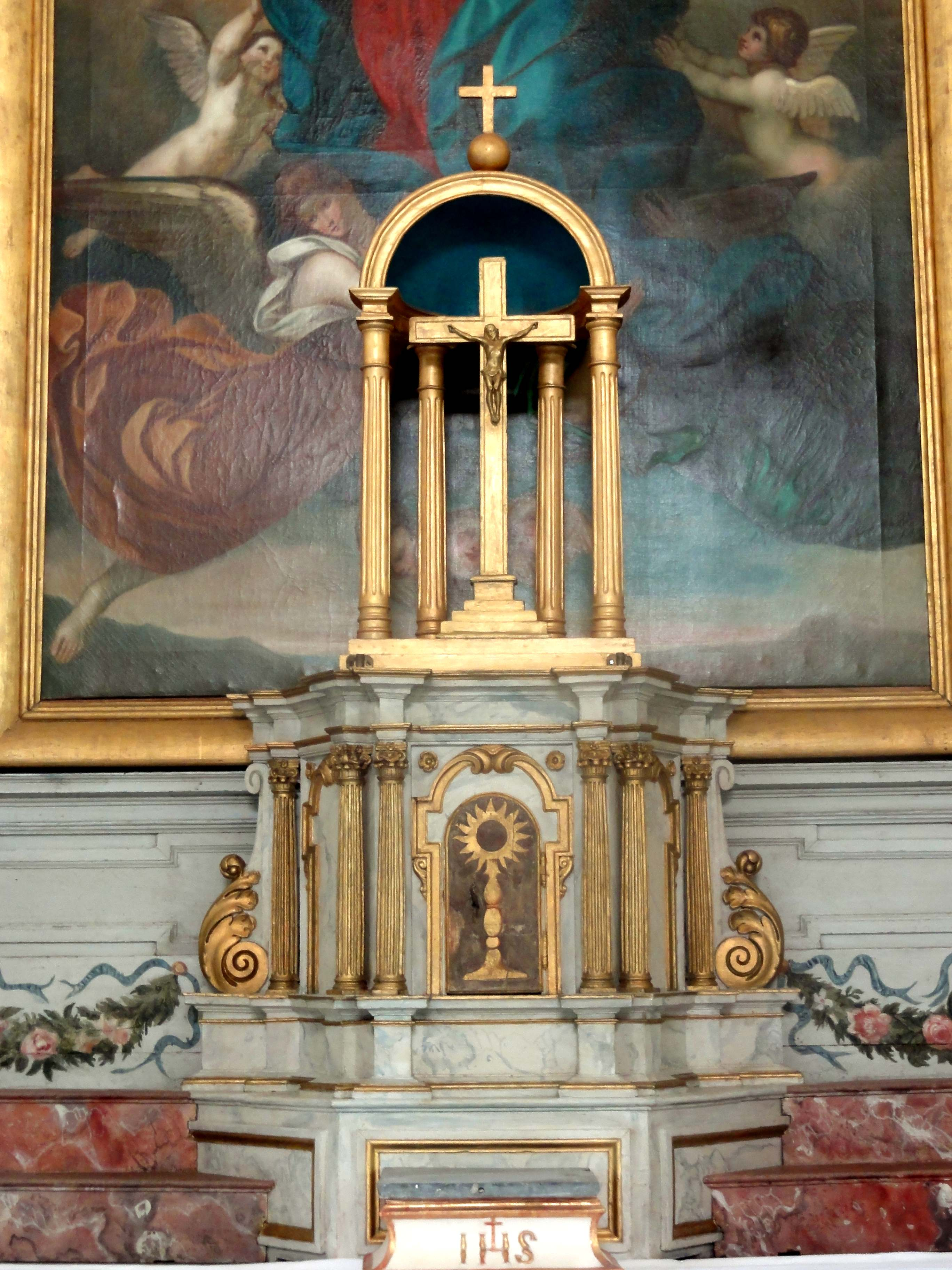
Tabernacle et dais.

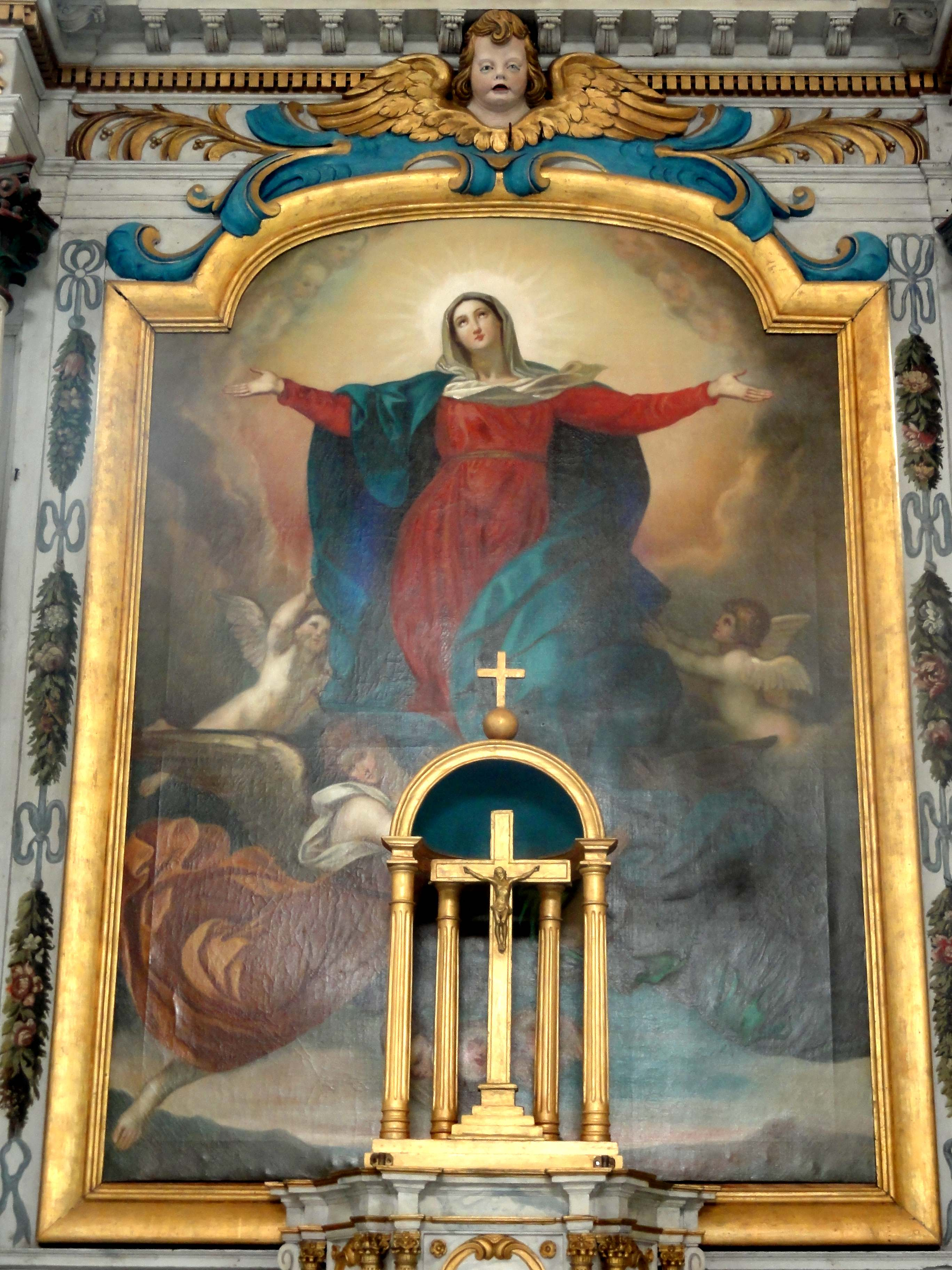
Retable - L'Assomption.

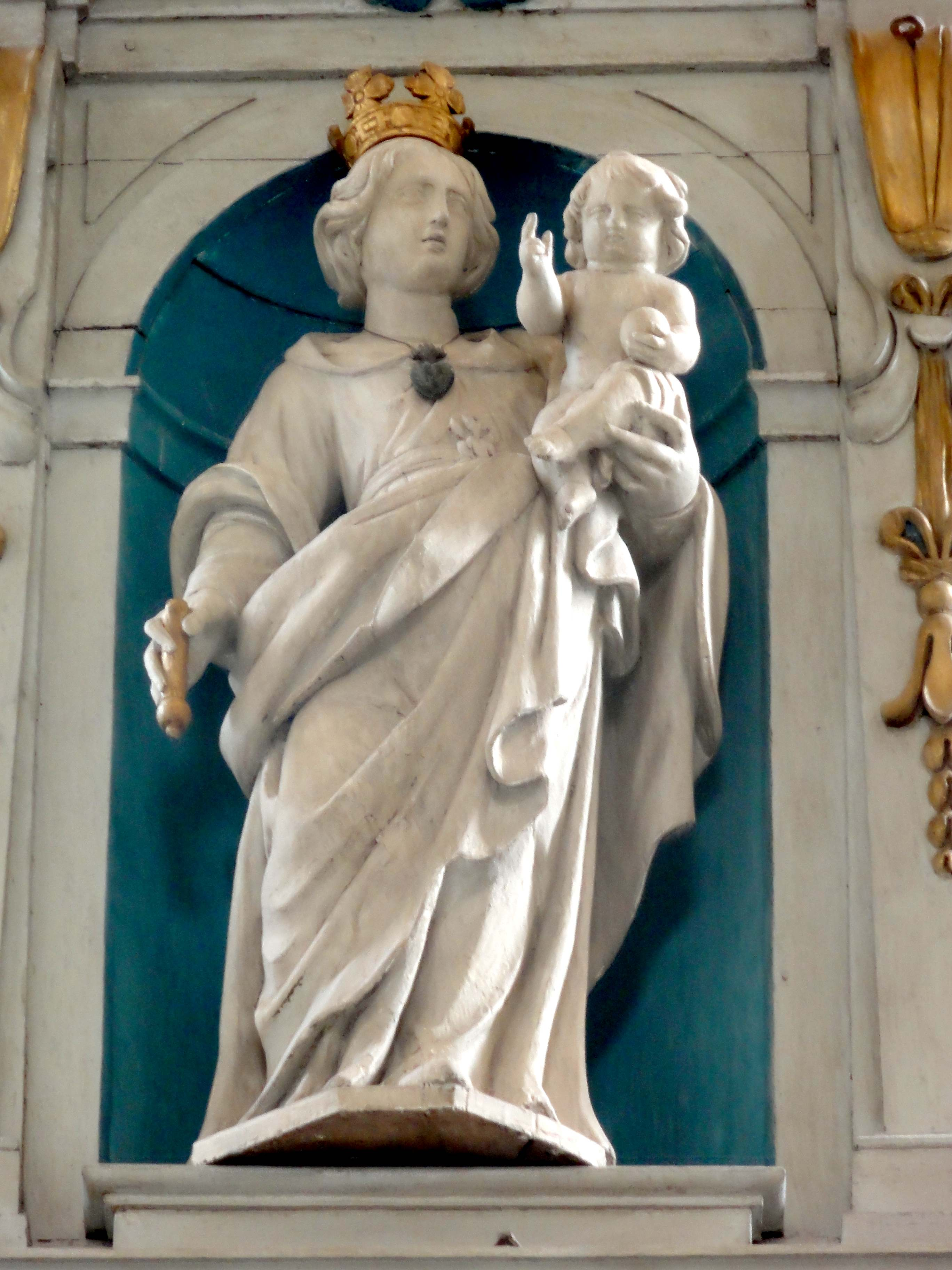
Vierge à l'Enfant.

Le retable majeur et ses boiseries représentent l'une des principales richesses artistiques de l'église, et cette grande composition contemporaine de la façade occidentale est sans pareil dans la région. Elle affiche le style baroque tardif et assagi en vigueur vers 1680. Contrairement à beaucoup d'autres retables postérieurs à l'époque de construction de l'église, il ne porte pas préjudice à l'effet architectural du chœur, car il ne s'impose pas outre mesure grâce à sa couleur blanche dominante, proche du teint clair de la pierre, et il épouse en grande partie les formes de l'abside. Le corps central se superpose néanmoins à la partie inférieure de la fenêtre d'axe, sans pour autant l'obturer. Deux fois plus élevé que les boiseries qui le flanquent, le corps central se compose de l'ancien maître-autel, très sobre et décoré seulement du monogramme MA de la Vierge Marie ; du tabernacle, qui évoque à la fois un édicule d'ordre corinthien et l'ébénisterie de l'époque, avec des cartouches et ailerons ; d'un dais pour la croix d'autel ; du grand tableau de retable peint à l'huile sur toile, et représentant l'Assomption de la Vierge Marie ; de l'encadrement du tableau, formé par deux colonnes corinthiennes supportant un entablement, où une tête de chérubin flanquée de deux ailes occupe l'emplacement de la frise ; et du couronnement constitué d'une niche abritant une Vierge à l'Enfant entre deux pots-à-feu. À partir des chapiteaux des colonnes, le décor sculpté est assez abondant, et il est rehaussé en bleu et or, couleurs qui se retrouvent sur la frise des boiseries,.
La conception des boiseries résulte sans doute du compromis entre l'ambition de vouloir créer un cadre resplendissant et digne pour la célébration eucharistique, et le budget restreint, qui amène à privilégier le décor peint, et à limiter le décor en bas-relief. Les boiseries s'organisent sur cinq registres, dont les deux premiers sont les plus importants. On y trouve des représentations figurées, peintes directement sur des lattes en bois. Le premier registre comporte des médaillons rouges entourées de guirlandes vertes très simples, chaque médaillon arborant l'effigie de l'un des Douze Apôtres peint en grisaille. Le second registre comporte le portrait de Jésus Christ au nord, et le portrait de la Vierge Marie au sud, et sinon un total de dix tableaux, qui sont principalement dédiés à des scènes de la vie de la Vierge, tirés des apocryphes. D'autres illustrent des épisodes des Évangiles. Au nord, on trouve, de gauche à droite : la remise des clés à saint Pierre par Jésus Christ ; la Nativité de Marie ; la Présentation de Marie au Temple ; le mariage mystique mystique de la Vierge avec Jésus devant Dieu le Père ; et l'Annonciation. Au sud, et en poursuivant dans le même sens, on trouve de gauche à droite : la Visitation de la Vierge Marie ; la Nativité de Jésus Christ ; la Circoncision de Jésus ; la Dormition de la Vierge Marie ; et l'Arrestation de Notre-Seigneur. Il n'y a donc pas d'ordre chronologique. La facture des tableaux est naïve, certains visages sont peints avec maladresse, et les compositions sont simples et limitées aux éléments essentiels. Tous les personnages se situent au même plan, et si les arrière-plans font parfois preuve d'une certaine recherche, ils sont souvent rudimentaires,.
Le troisième registre est de moindre hauteur que les précédents. À partir de ce niveau, on ne trouve plus d'iconographie religieuse, ni même de symboles religieux, et c'est l'ornementation seule qui compte. L'encadrement est plus soigné, mais chaque panneau affiche une variation du même motif, à savoir une guirlande de feuillages et de fleurs. Ensuite, le quatrième registre est un entablement avec architrave, frise et corniche de denticules. Contrairement aux autres registres, la frise est décorée en bas-relief, et montre, sur chaque segment, deux branches nouées ensemble. Ce sont des branches d'olivier pour les travée larges, et des palmes pour les travées étroites. Si ces essences peuvent évoquer la Passion du Christ (l'entrée en Jérusalem et l'agonie au jardin des Oliviers), la connotation religieuse n'est pas évidente. Finalement, le cinquième et dernier registre représente le couronnement, qui comporte un fronton triangulaire au nord et un second au sud, l'un arborant le monogramme IHS, l'autre le monogramme MA ; deux ailerons flanquant le corps central ; et de nombreux pots-à-feu (et non des cassollettes). À l'entrée de l'abside, au nord et au sud, les boiseries épousent la forme des fûts cylindriques des piliers. Ici, tous les panneaux sont galbés, et de largeur réduite. Devant le pilastre à la retombée des voûtes au nord-est et au sud-est, les boiseries s'infléchissent et donnent également des panneaux étroits. Devant les pans nord et sud de l'abside, où il n'y a pas de fenêtres, la place est suffisante pour deux panneaux par registre (au premier et au second niveau). C'est ici que l'on trouve le frontons. Finalement, devant les fenêtres à gauche et à droite de la baie d'axe, les boiseries s'avancent pour laisser libres les fenêtres, et elles incluent les portes dérobées de la sacristie. — Le classement aux monuments historiques remonte à 1966 seulement, et le dossier de protection considère l'ensemble comme datant du XVIIIe siècle. En 2013 et 2014, le retable et les boiseries ont été entièrement restaurés sous la direction de l'architecte en chef des monuments historiques, Pierre-André Lablaude.

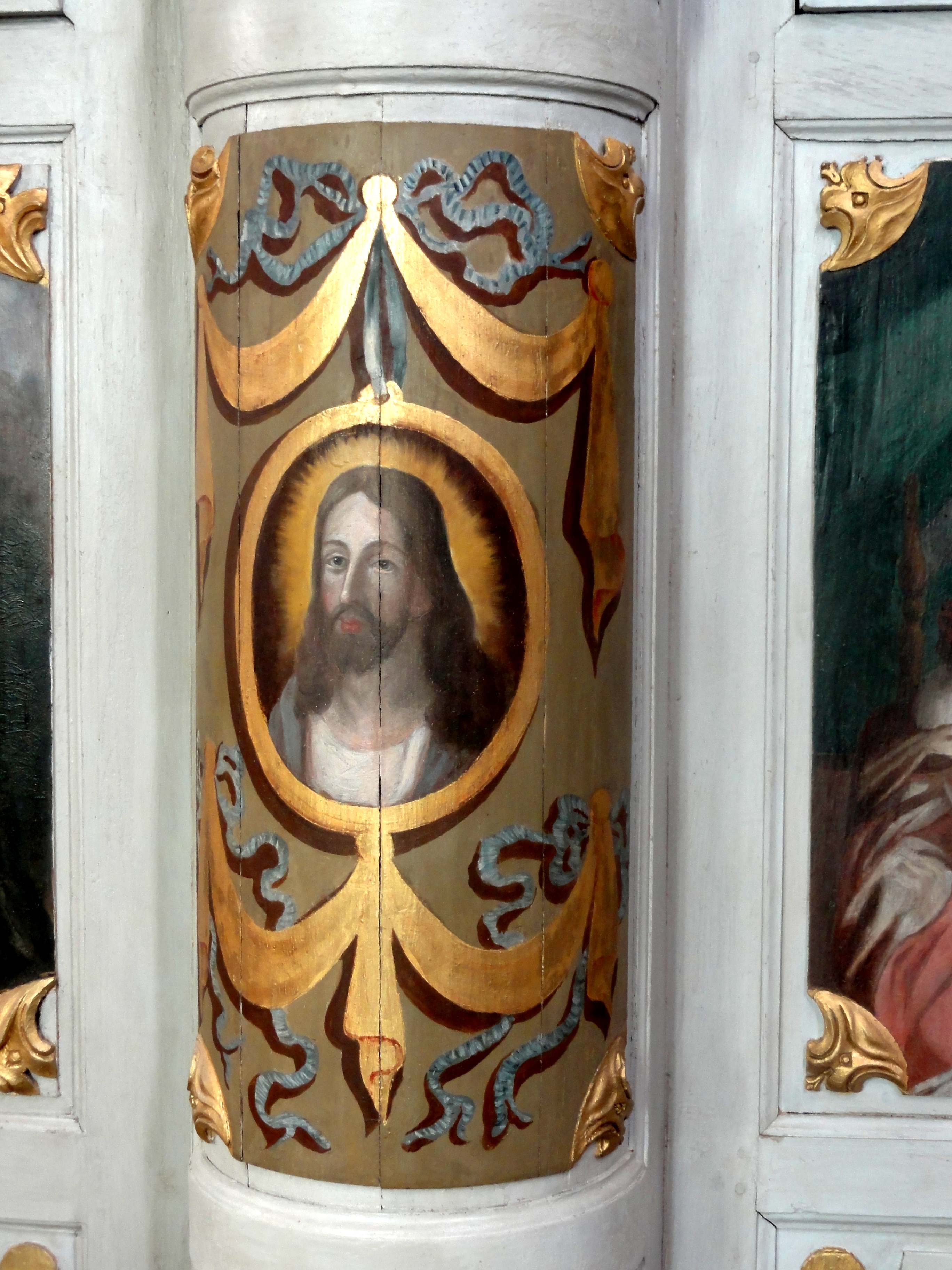
Visage du Christ.
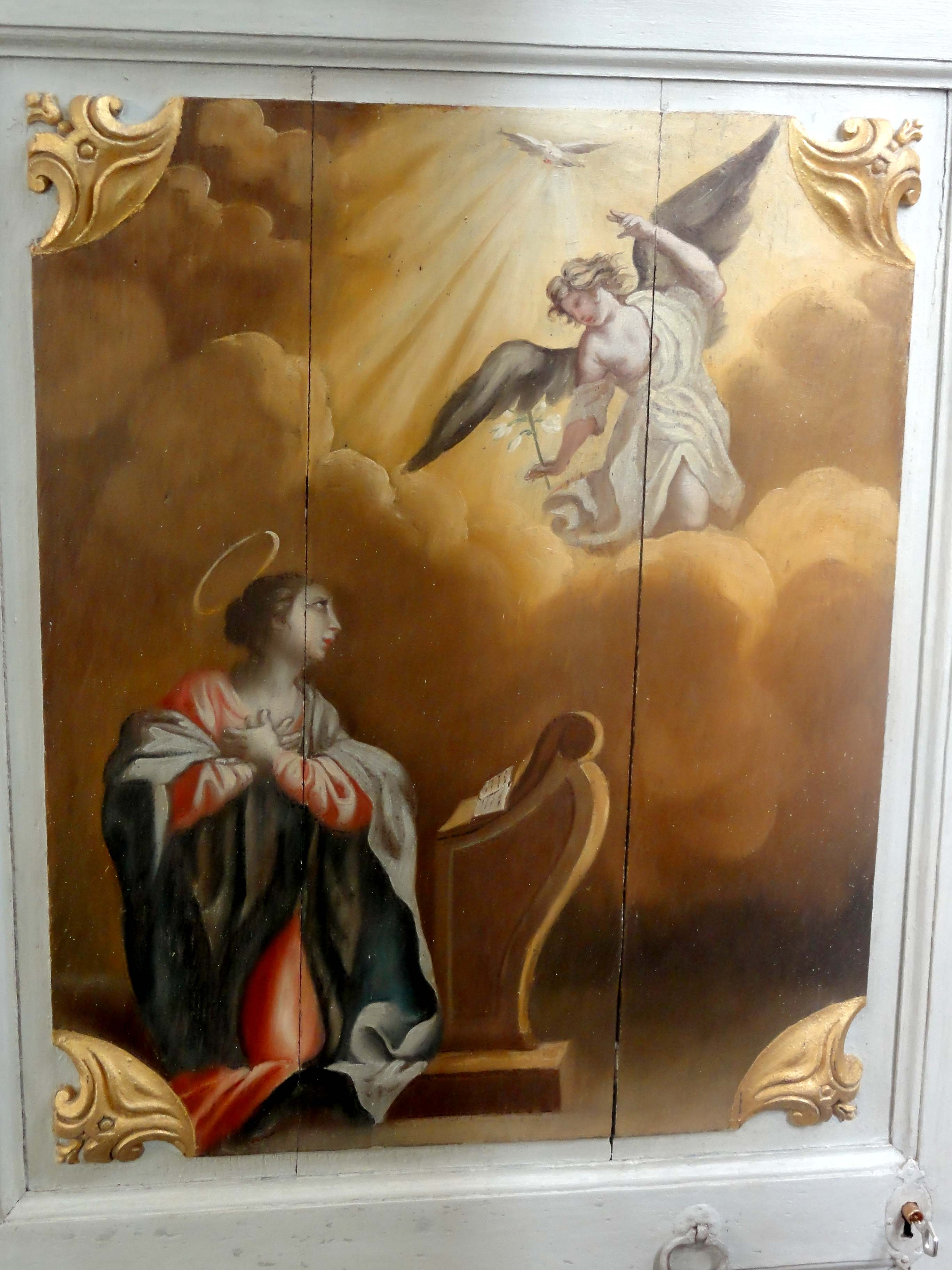
L'Annonciation.
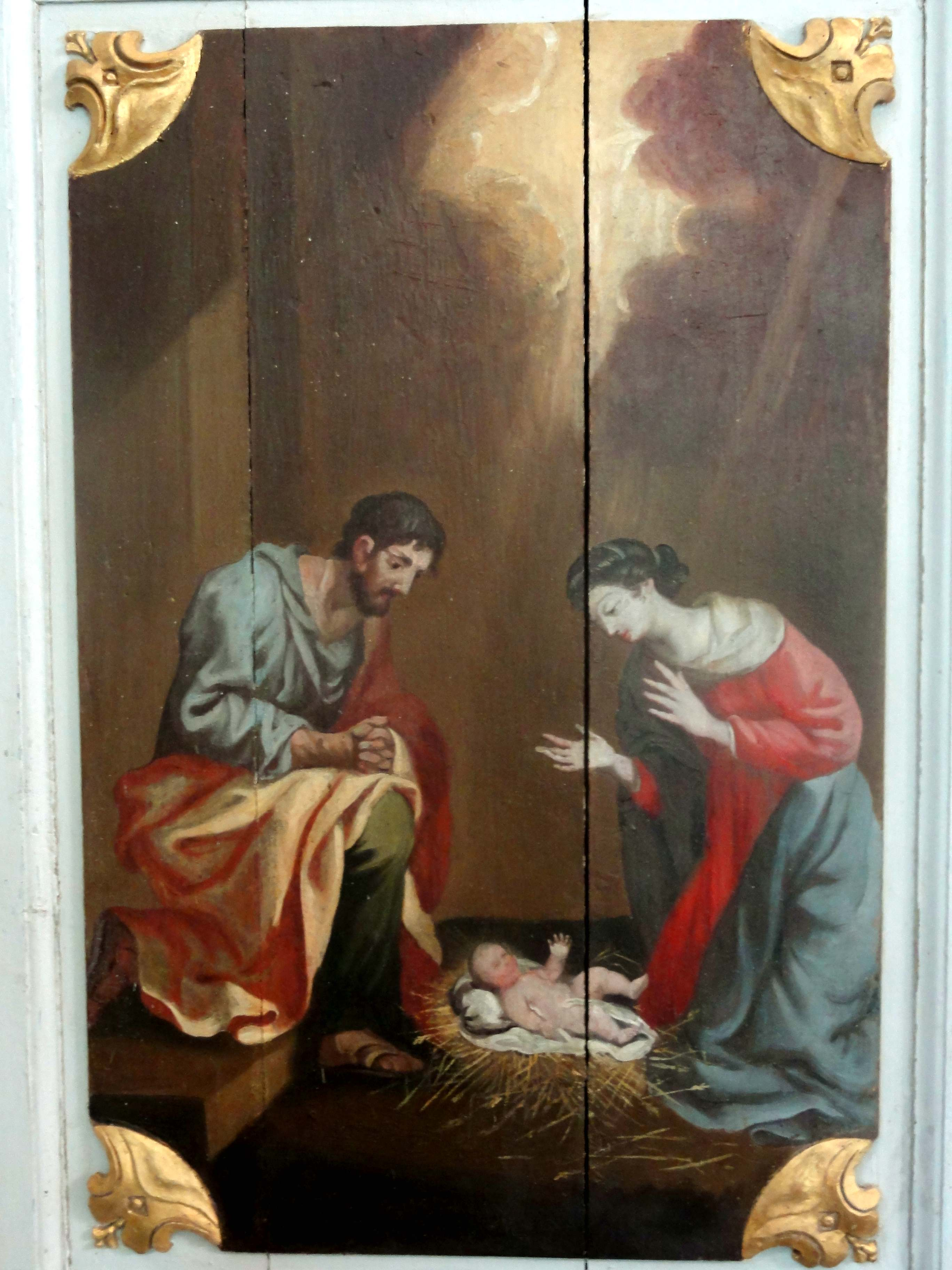
La Nativité.
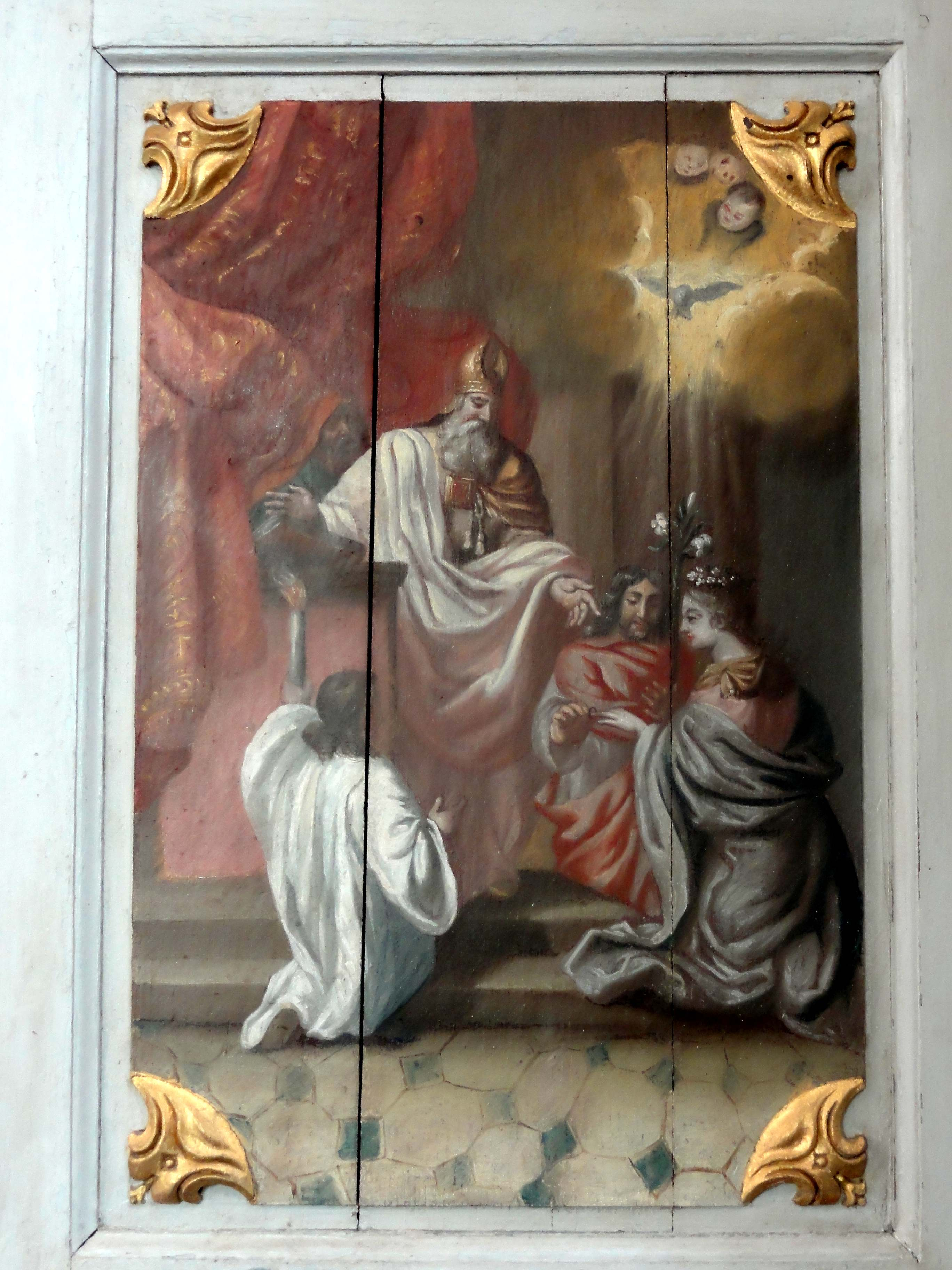
Le mariage mystique.
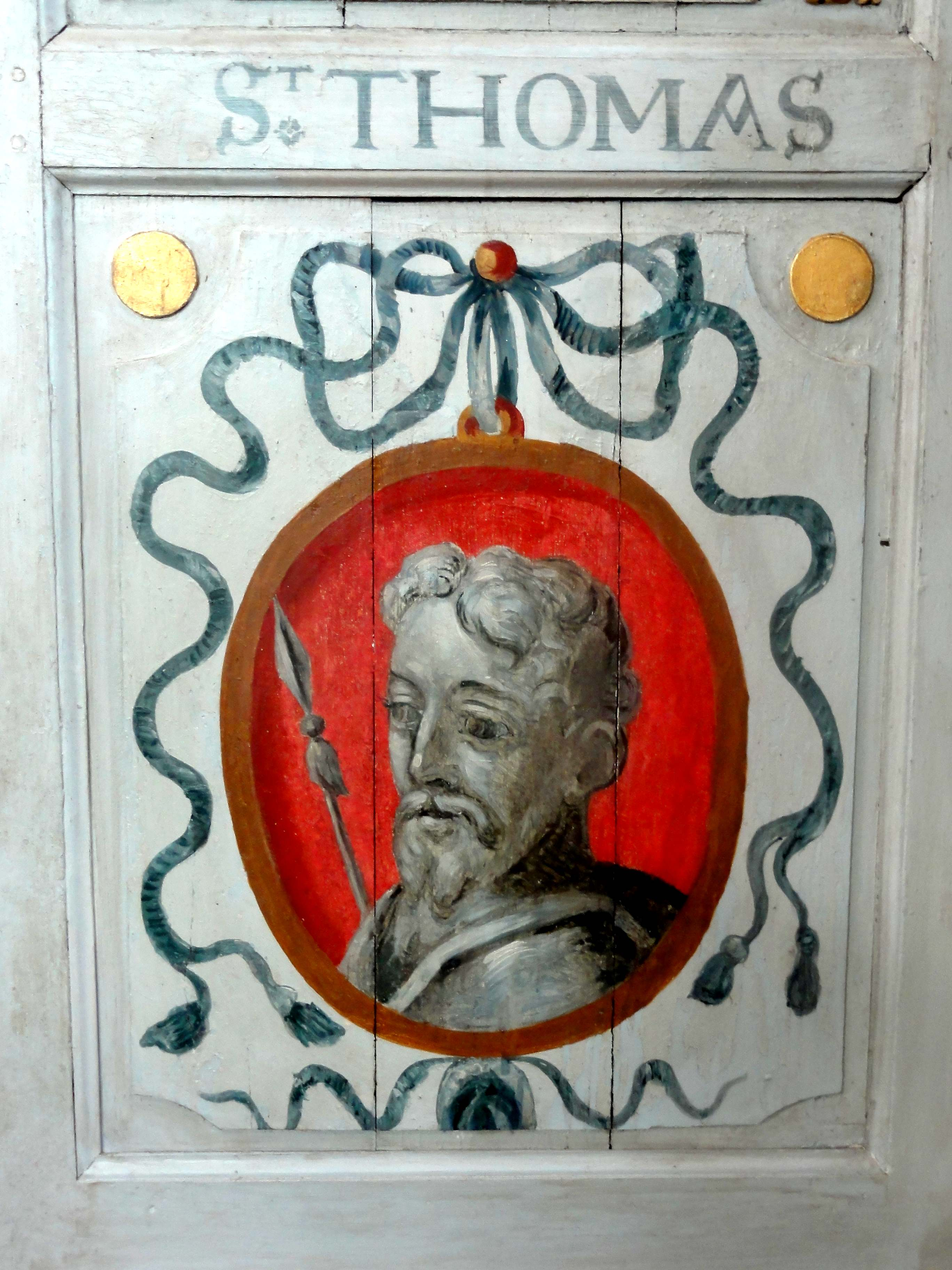
Effigie de saint Thomas.
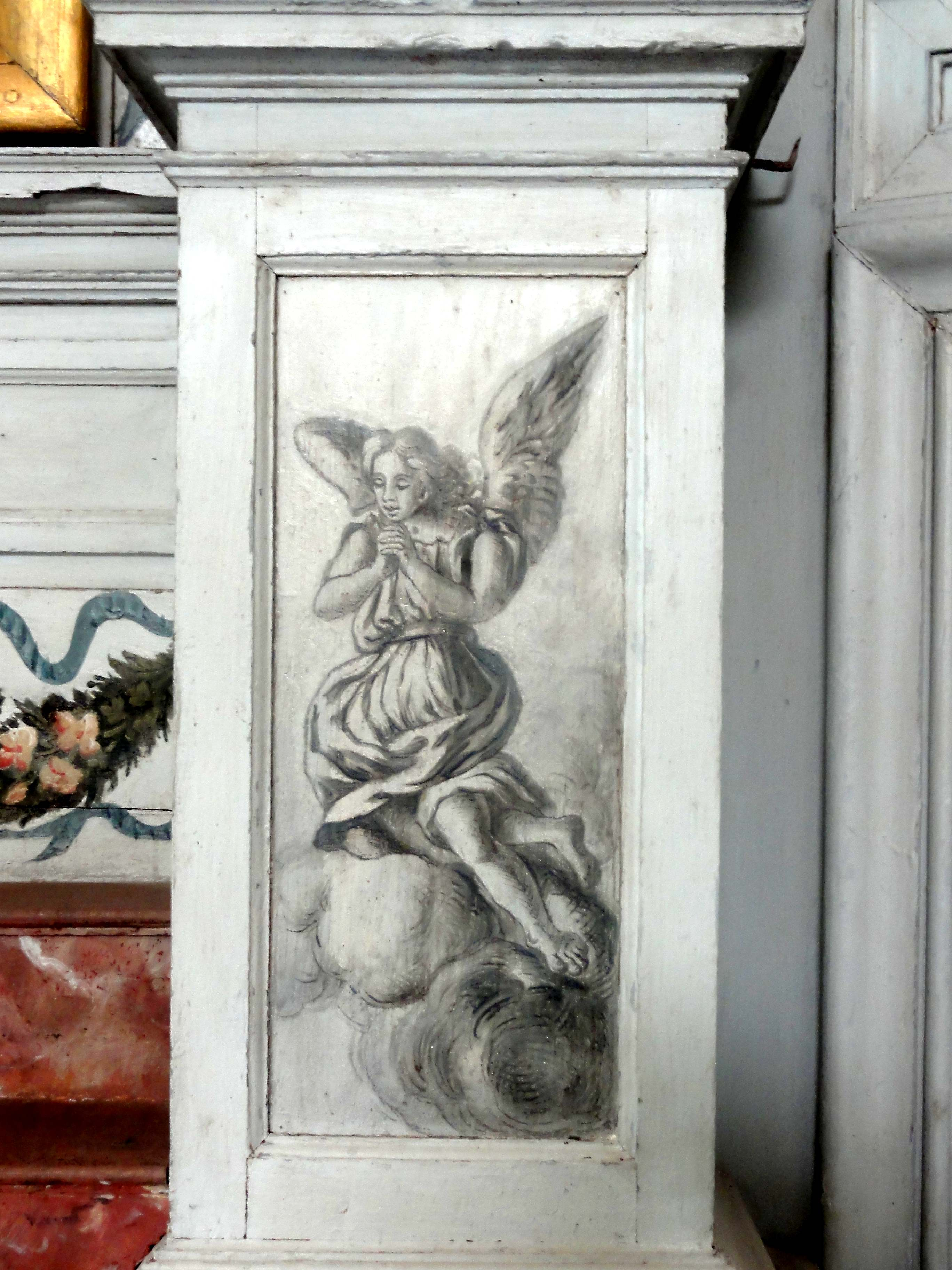
Ange musicien.

### Retables des chapelles latérales

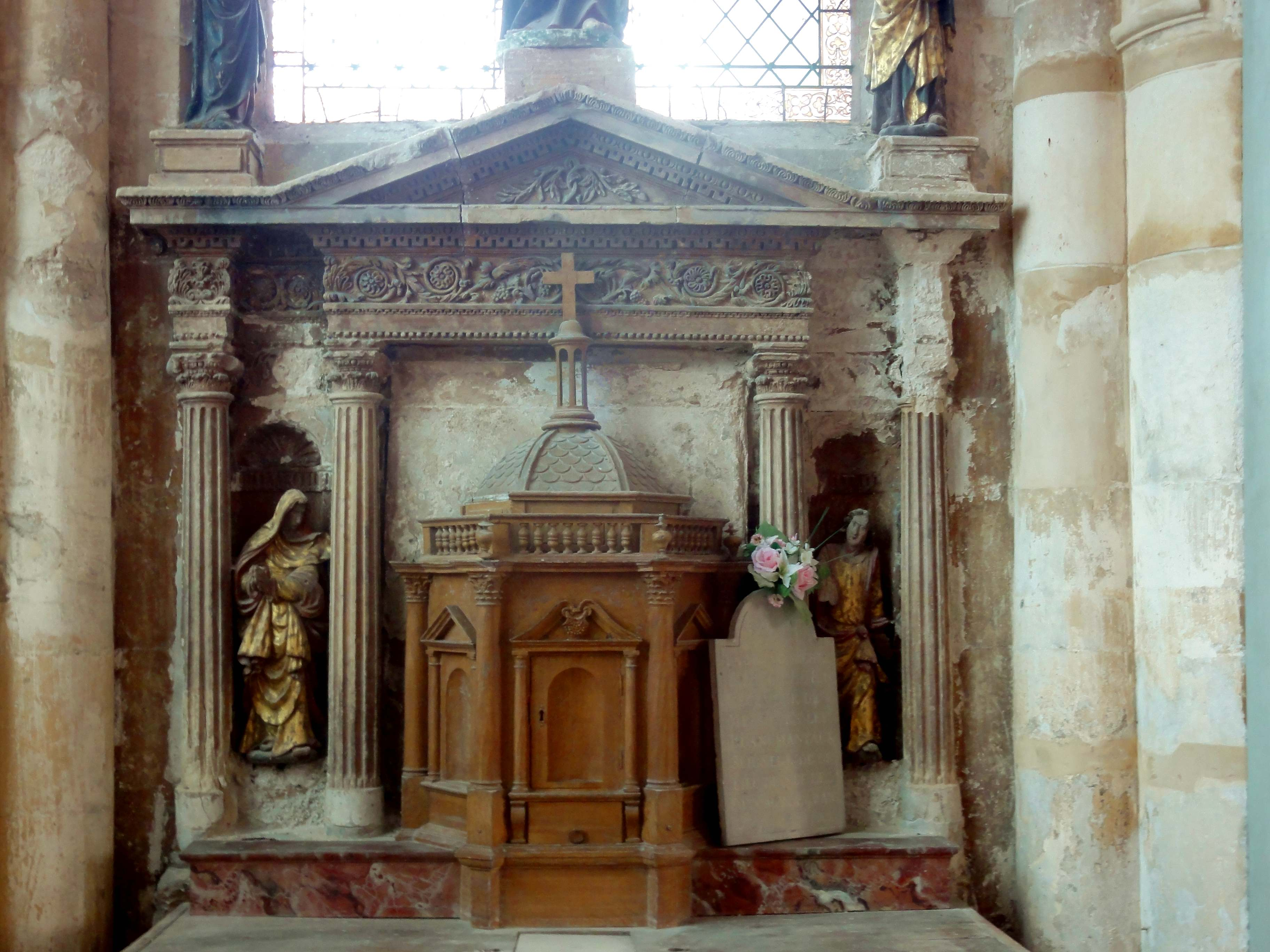
Retable de la chapelle nord.

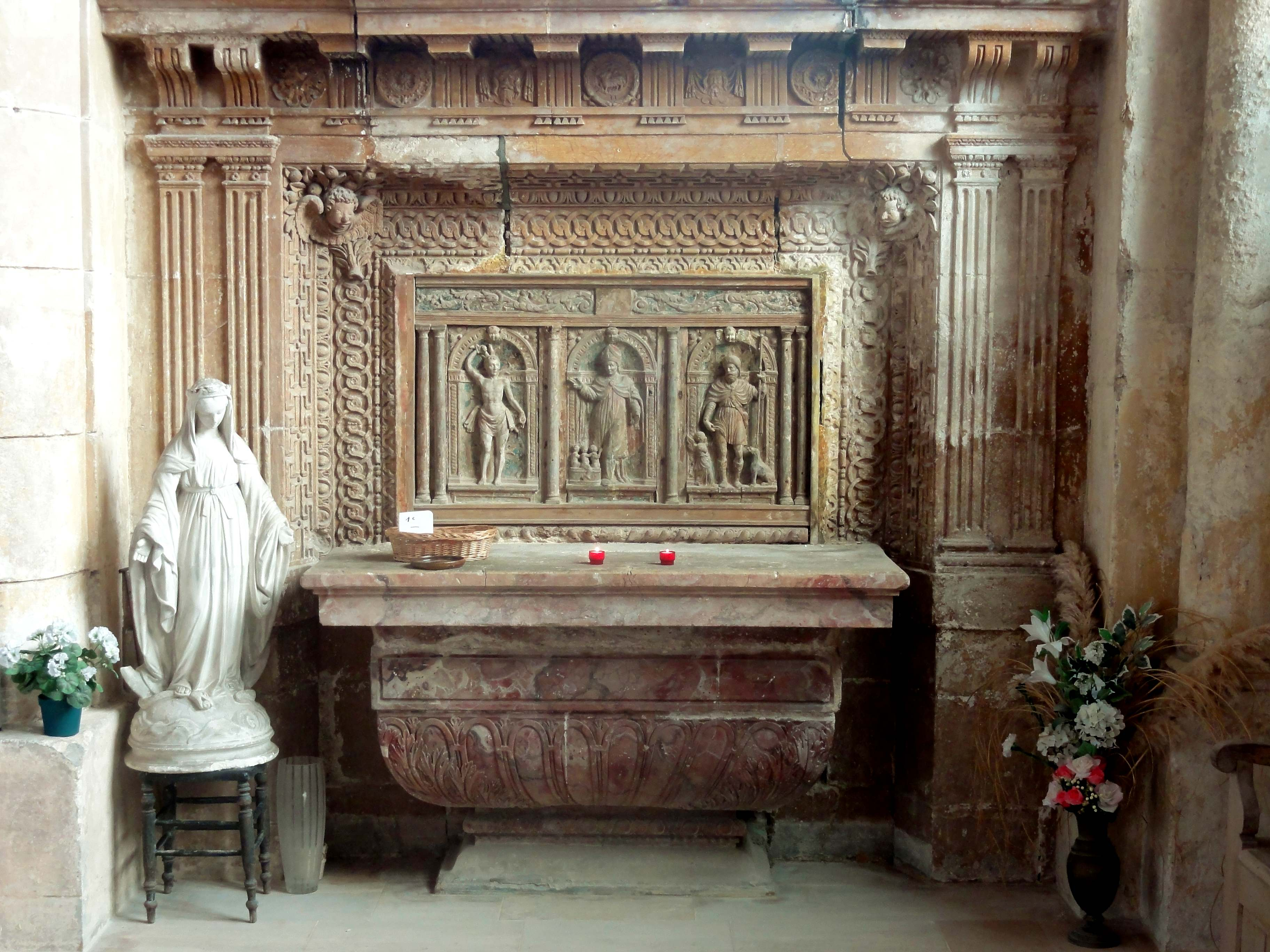
Retable de la chapelle de la Vierge.

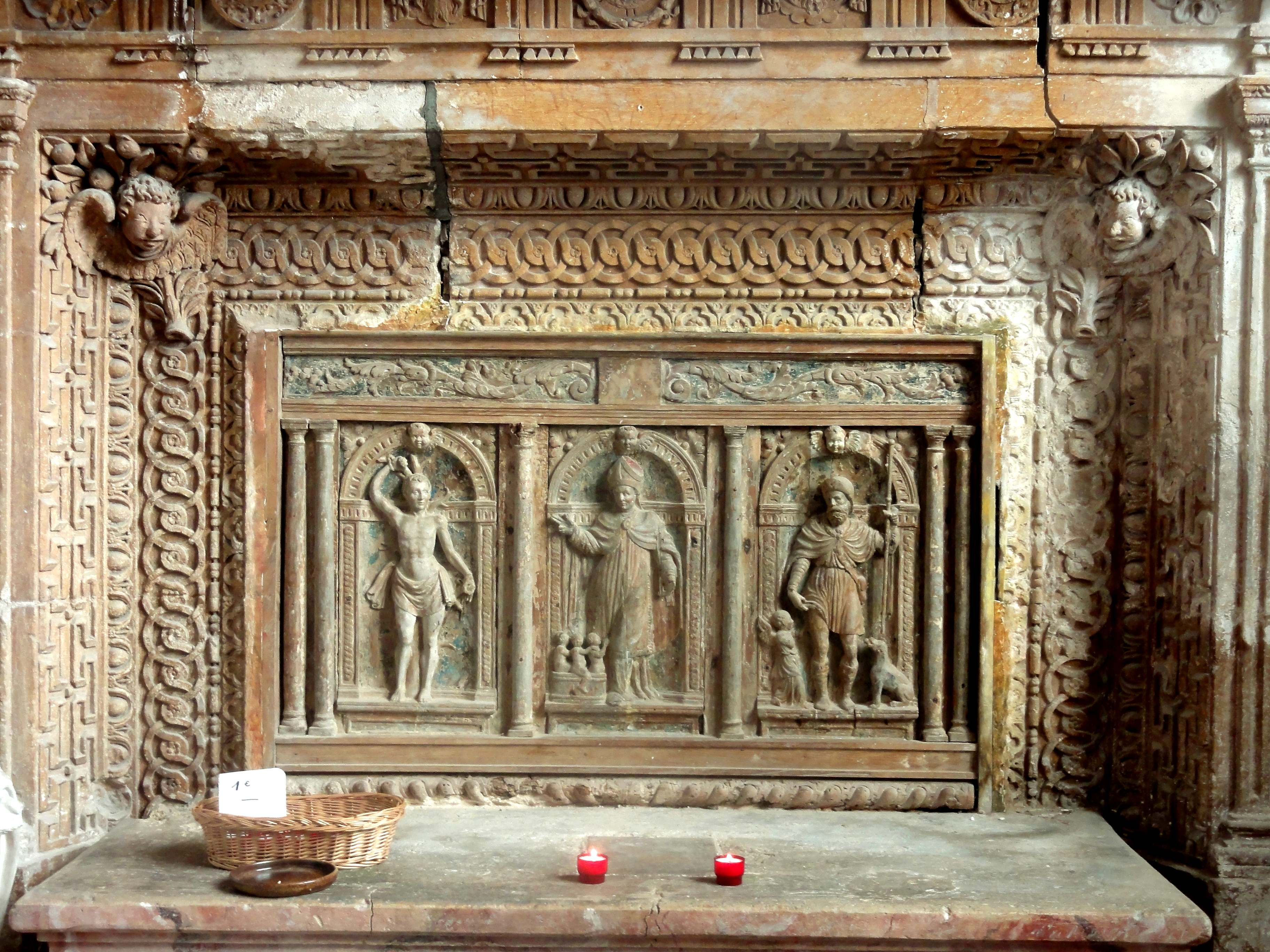
Bas-reliefs du retable.

Les extrémités orientales des deux bas-côtés tiennent lieu de chapelles. Toutes les deux possèdent de petits retables Renaissance, qui sont remarquables pour la qualité de leur sculpture, et presque aussi anciennes que l'église elle-même. Ils sont datés de 1580 environ, et comptent donc parmi le petit nombre de retables en pierre qui subsistent de cette époque dans la région. Le retable majeur de l'église Saint-Pierre-Saint-Paul de Goussainville ne date que de 1608, et la plupart des autres sont en bois ou plus récents. — Devant le chevet du bas-côté nord, on trouve un retable architecturé, qui se présente comme une façade miniaturisée d'un édifice d'ordre corinthien, avec quatre colonnes cannelées supportant un fronton. L'architrave est ornée d'un rang de perles et de grecques minuscules ; la délicate frise de rinceaux de l'entablement foisonne de détails ; et la corniche ainsi que le fronton sont décorés d'oves et de grecques. Deux branches nouées ensemble occupent le centre du fronton. Malheureusement, la partie droite de l'entablement et le chapiteau de droite manquent, mais sinon, l'état de conservation est bon. En revanche, toutes les statues d'origine ont disparu, et le tabernacle en bois est rapporté et ne cadre pas avec le style du retable. Dans les niches de part et d'autre du corps central, on a placé une Vierge de douleur et un saint Jean, qui frappent par les mauvaises proportions des têtes et des mains, et paraissent disgracieux. Les statues qui couronnent le fronton représentent les mêmes personnages, et devraient également provenir d'une poutre de gloire. Elles sont de belle facture.
Le retable de la chapelle du sud, dédiée à la Vierge, est d'une conception différente. Deux paires de pilastres flanquent une niche de faible profondeur, qui accueille trois bas-reliefs entourés d'un large encadrement sculpté, ainsi que l'autel. Ici l'architecture antique a été librement revisitée. Les chapiteaux qui terminent les pilastres sont fantaisistes, tout en reprenant les motifs habituels : des roses ou patères sur la frise, un rang de perles et un rang d'oves sur la corniche, puis une plate-bande et un rang d'oves d'un type rare. Les quatre chapiteaux sont sommés d'un entablement, dont les biglyphes à gouttes forment des consoles, afin que la corniche puisse faire saillie et servir de support à des statues. Il n'y a pas de fronton. Les sept intervalles entre les consoles sont à fond plat, et comportent chacun un motif différent. À gauche et à droite, ce sont des roses et des disques au décor végétal. Ensuite, on voit deux fois l'effigie du Christ devant une draperie. Ces deux représentations sont différentes, et celle de droite évoque l'apparition du visage du Christ sur le voile de Véronique. Au milieu, apparaît l'Agnus Dei. Le cadre des bas-reliefs du retable est lui aussi remarquable. La partie en surplomb est décorée de grecques. La partie centrale est occupée par ce que Dominique Foussard appelle des cercles recoupés, mais ce sont en réalité quatre lignes ondulées superposées et entrelacées. Sinon, on retrouve en plus grand les oves et perles déjà aperçues sur les chapiteaux des pilastres. Dans les deux angles supérieurs, deux têtes d'anges ailées se détachent. Elles rompent avec les motifs exclusivement graphiques et végétaux qui règnent ailleurs, et sont malheureusement sculptées avec maladresse, au point de paraître caricaturales. Pour venir aux bas-reliefs, ils sont réalisés en bois, contrairement au reste. Un cadre architecturé avec des colonnettes simples et un entablement décoré essentiellement de rinceaux délimite trois compartiments. Chacun contient une niche en plein cintre, où une minuscule tête de chérubin figure à la clé d'arc. Chaque niche abrite un personnage : saint Sébastien ; saint Nicolas, accompagné du baquet avec les trois petits enfants qu'il a ressuscités ; et saint Roch, accompagné non seulement de son chien, mais aussi d'un petit ange. Ces bas-reliefs sont classés au titre objet depuis 1912. Avec le cadre architecturé, la largeur totale est de 180 cm, et la hauteur est de 75 cm,.

### Sculpture
L'église Notre-Dame-de-l'Assomption renferme deux statues classées monument historique au titre objet. Il s'agit d'une Vierge à l'Enfant en pierre de la fin du XIVe siècle, qui mesure 115 cm de haut, et d'une Pietà en bois polychrome, qui date du premier quart du XVIe siècle et mesure 80 cm de haut. Les pieds du Christ manquent. D'autres statues, non classées, méritent également l'attention : ce sont la Mater Dolorosa et le saint Jean au-dessus du fronton du retable de la chapelle du nord ; ainsi qu'un saint Nicolas, un saint évêque malheureusement mutilé et un saint Laurent (?) sur la corniche du retable de la chapelle de la Vierge. On peut également signaler l'élégante chaire à prêcher de style baroque, dont le décor est exclusivement abstrait, hormis la colombe de l'Esprit Saint sous l'abat-voix.

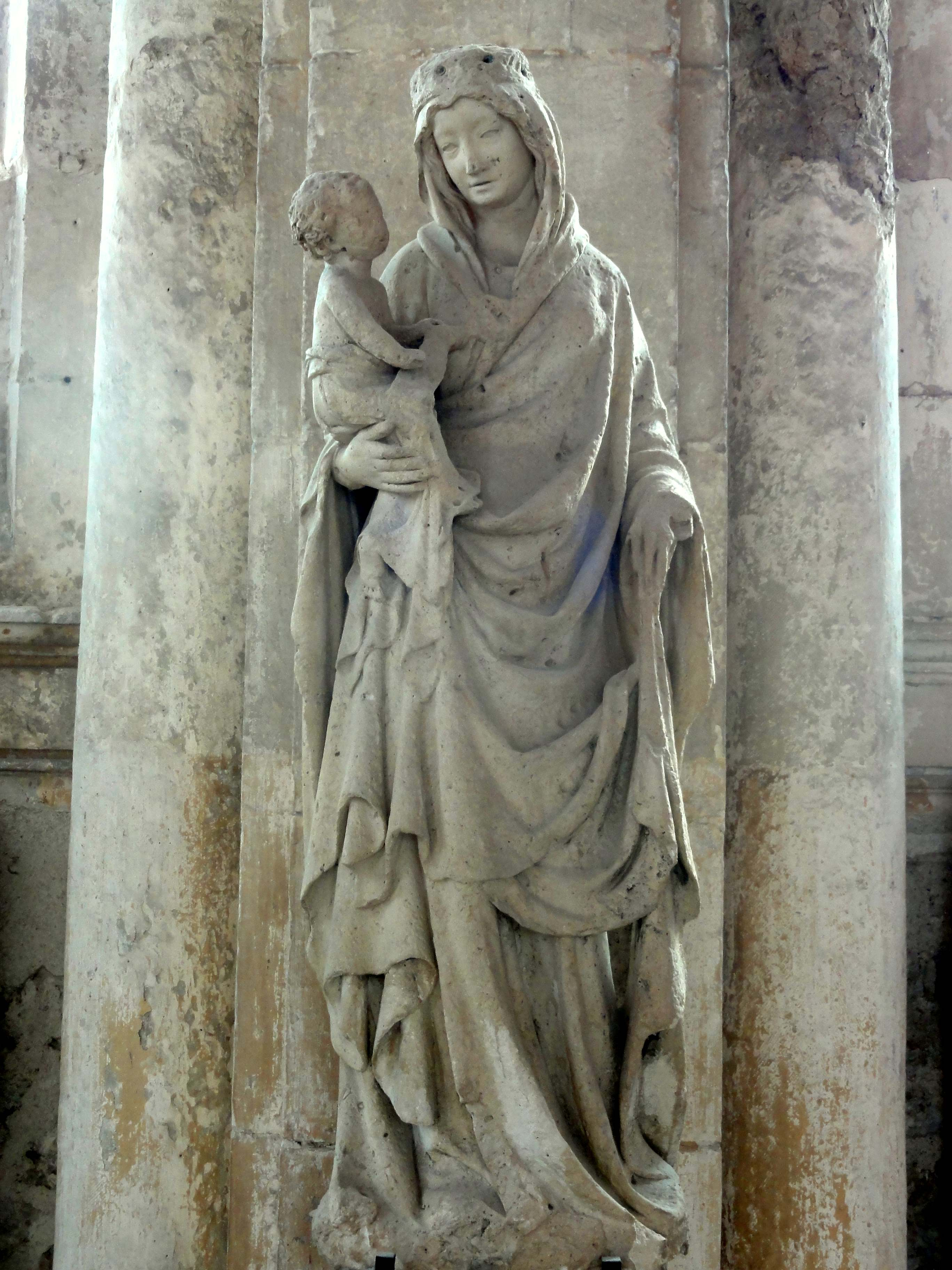
Vierge à l'Enfant.
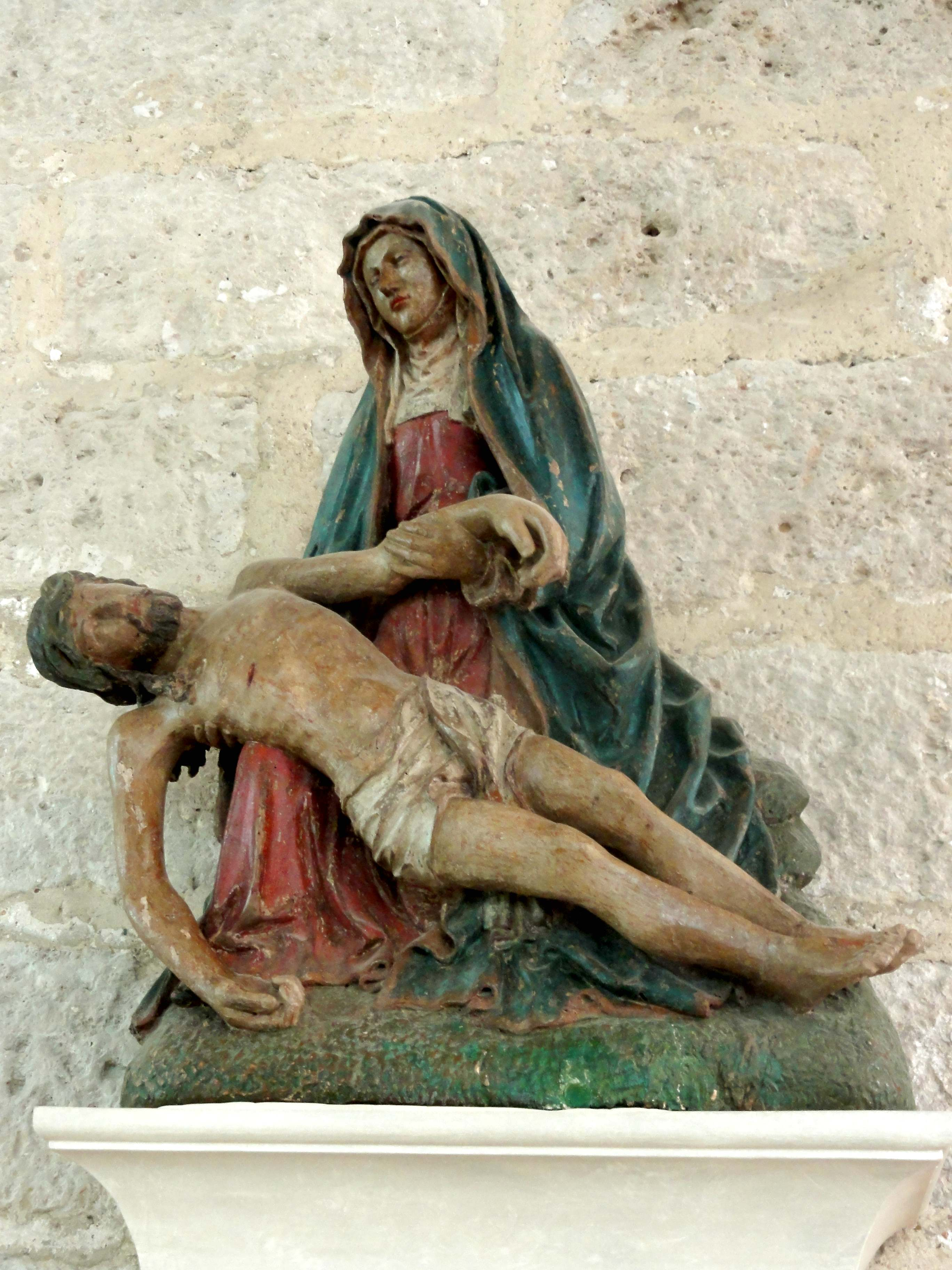
Pietà.
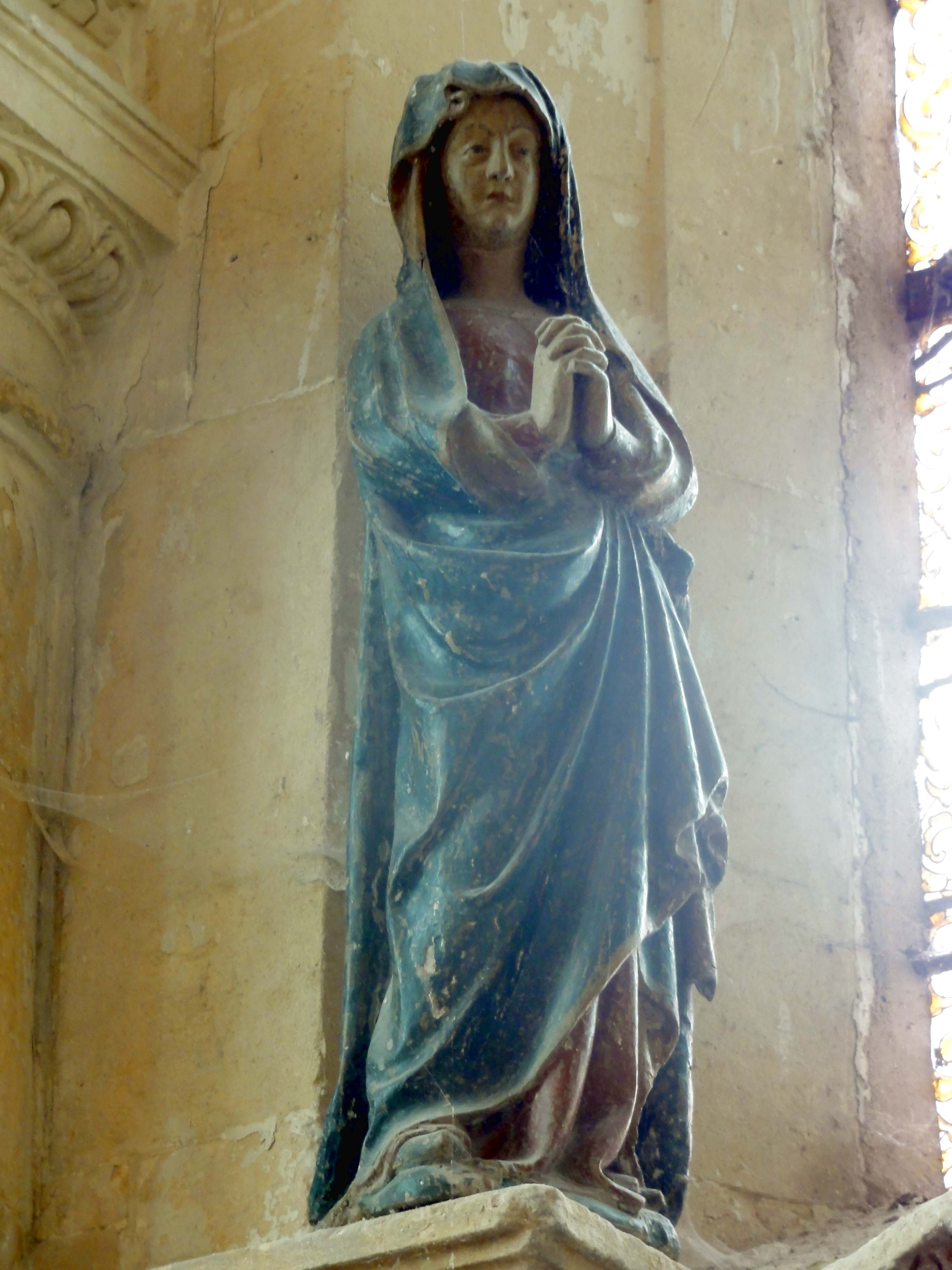
Vierge de douleur.
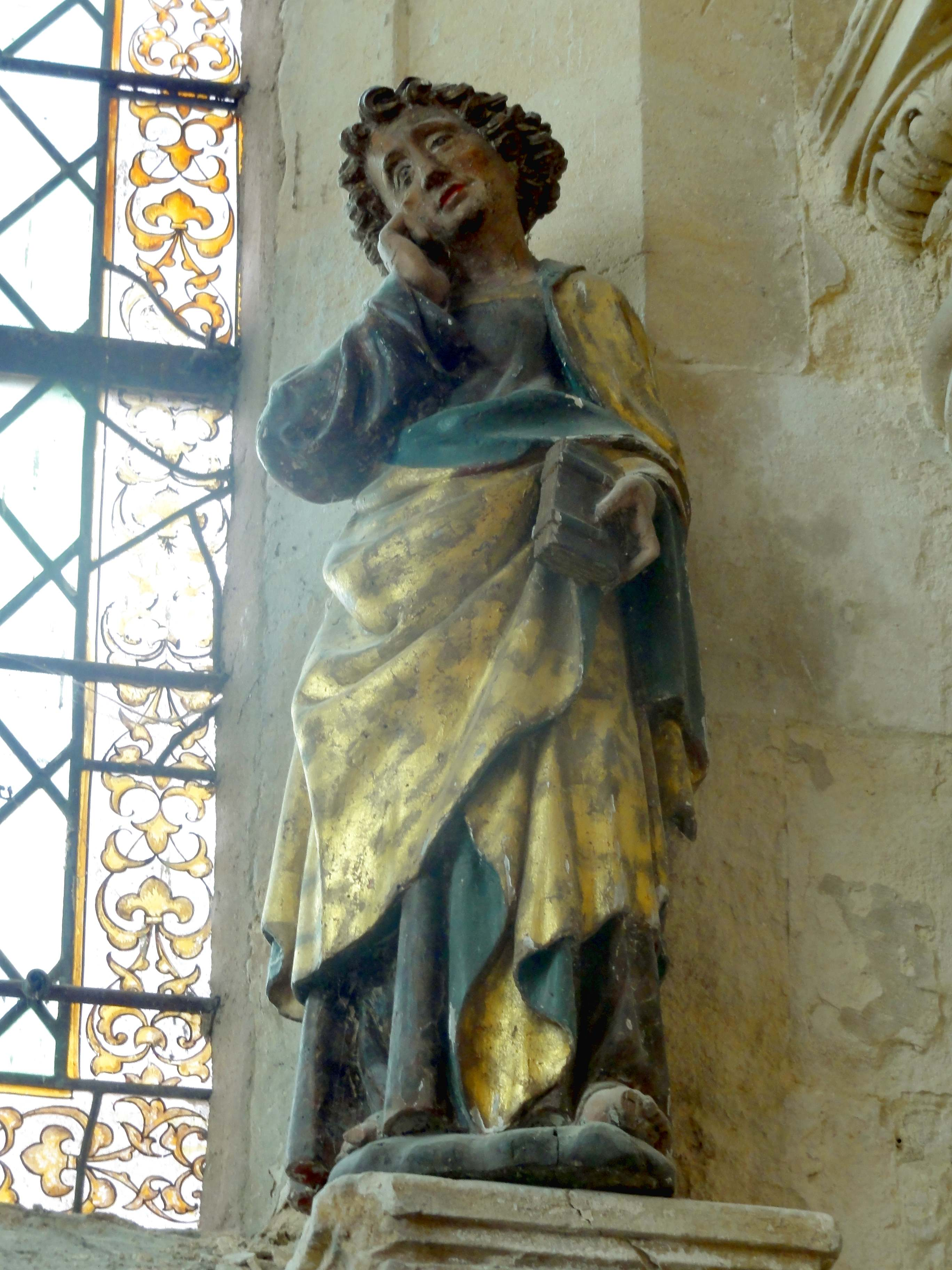
Saint Jean.
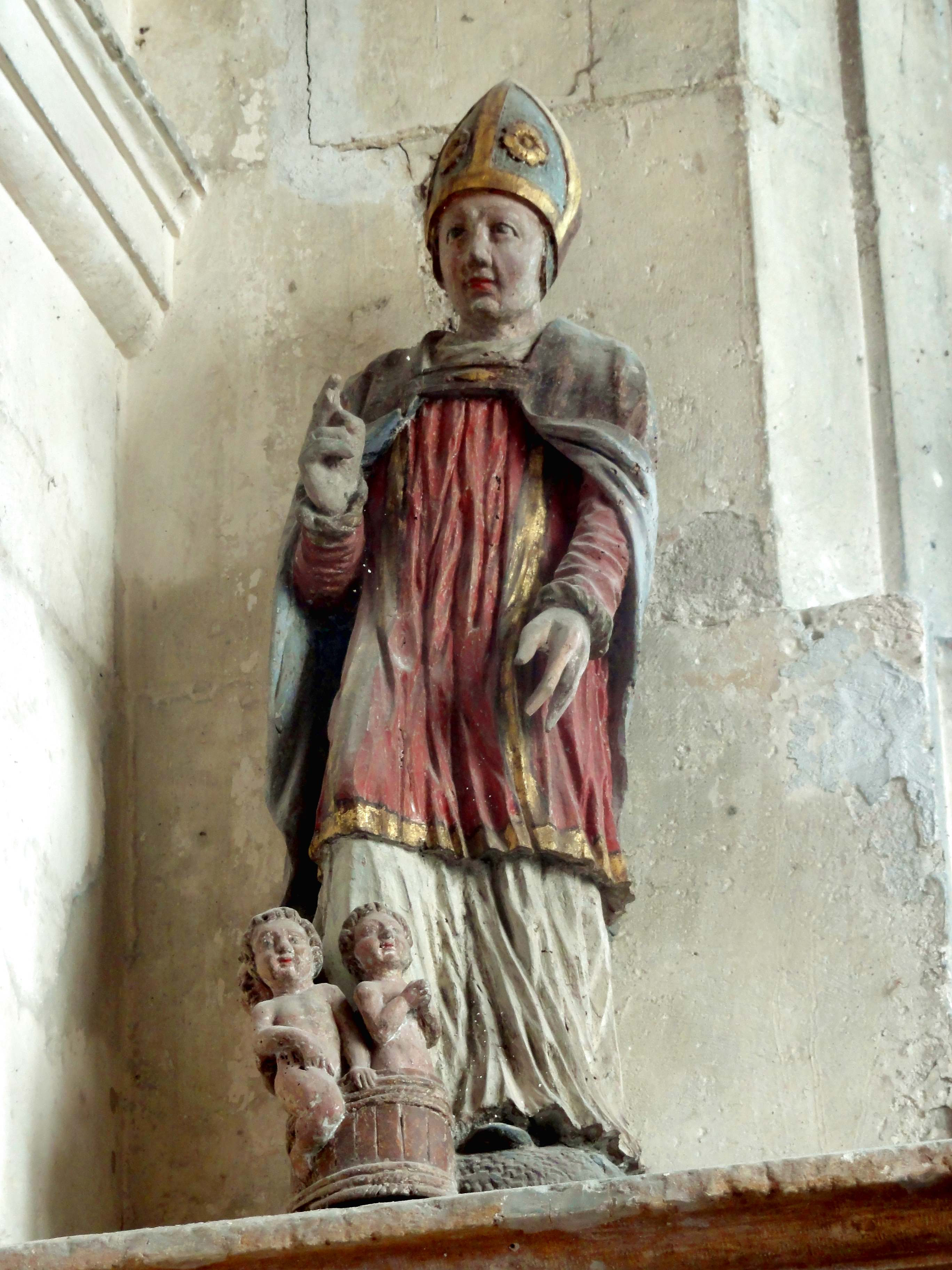
Saint Nicolas.
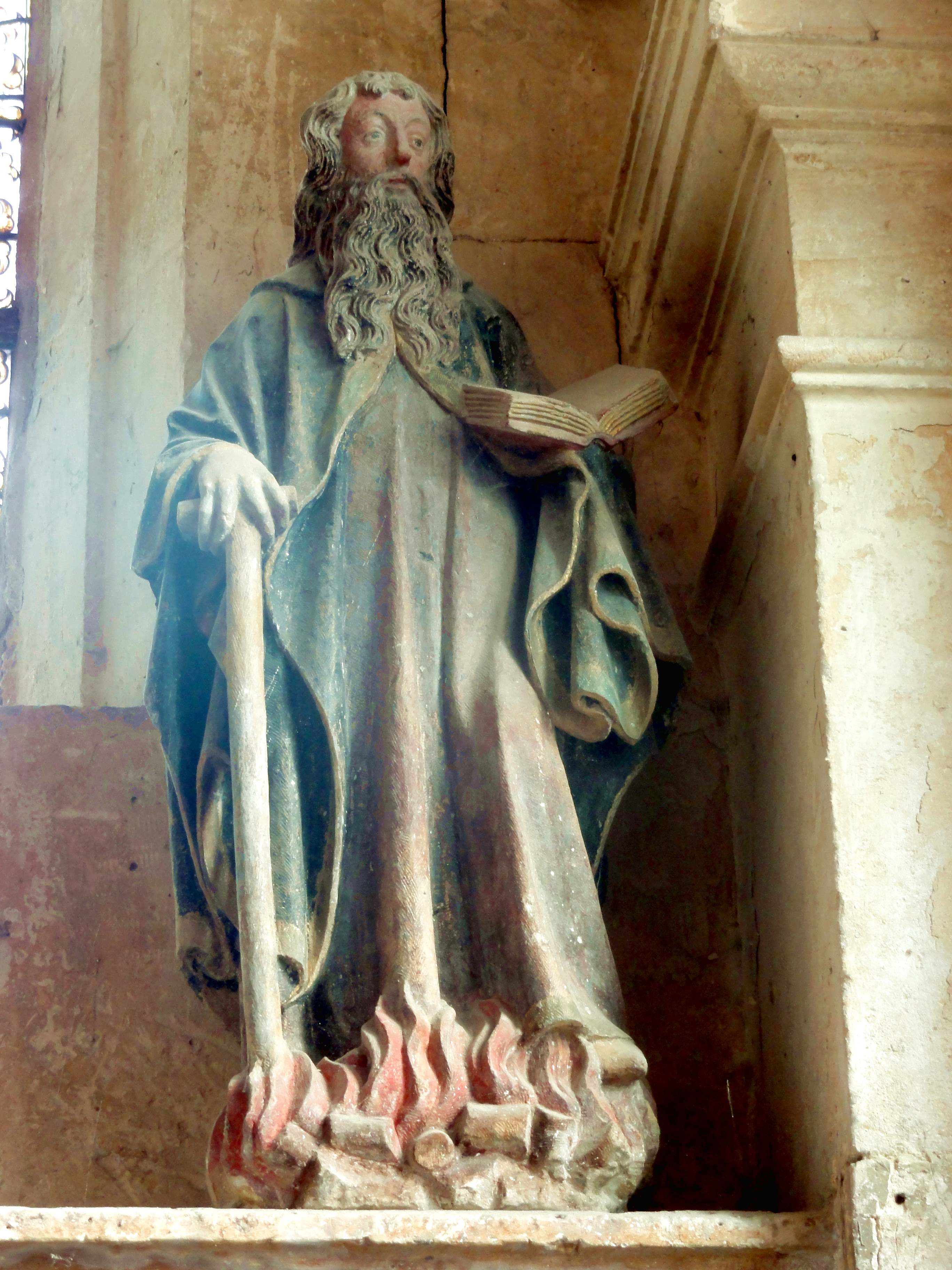
Saint Laurent.

### Dalles funéraires et inscriptions

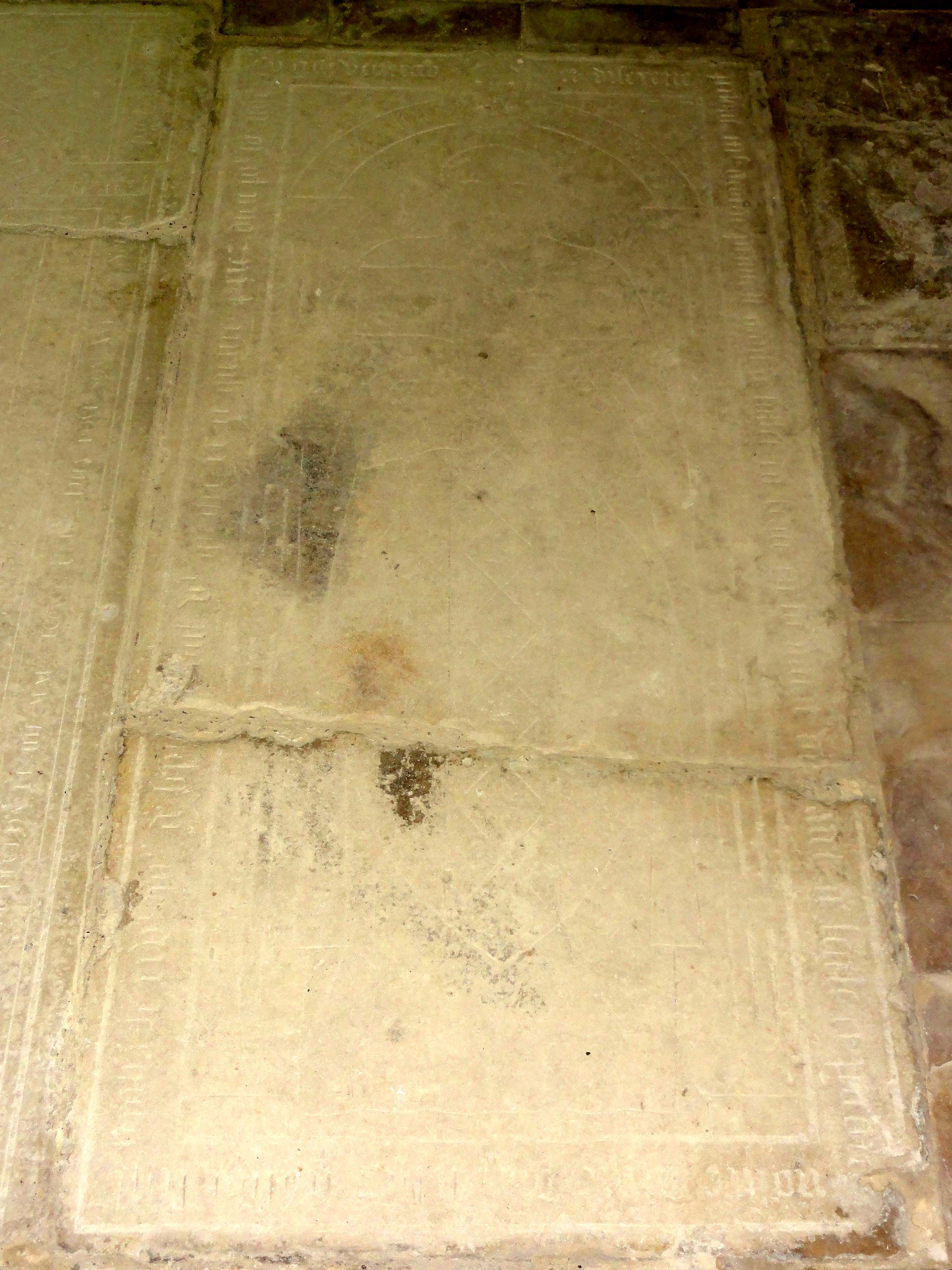
Dalle funéraire du vicaire Georges Pruvost.

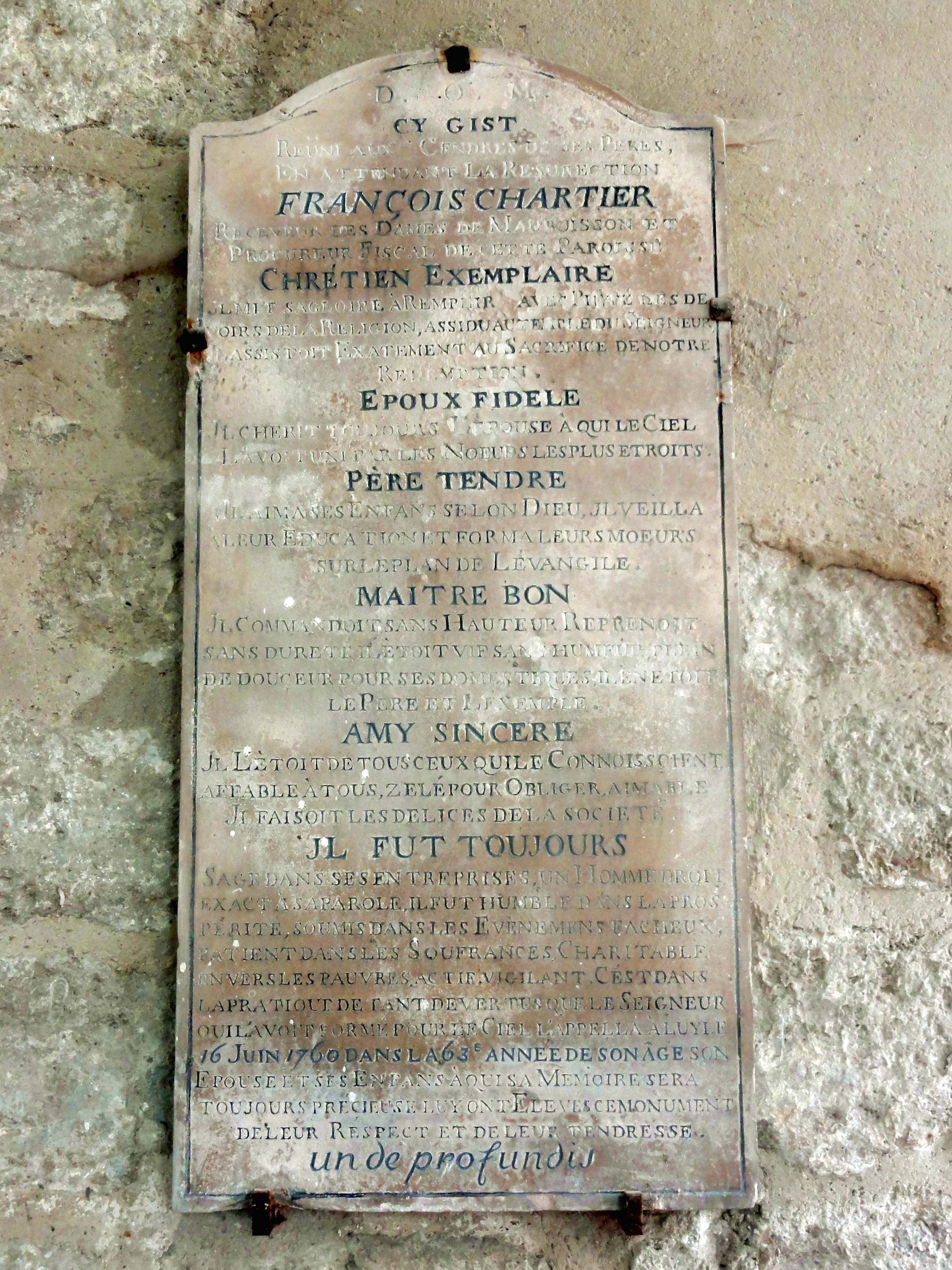
Plaque funéraire de François Chartier.

Une demi-douzaine de dalles funéraires sont scellées dans le sol de la troisième travée du bas-côté sud, dont trois ont été retournées ou complètement effacées. Partout ailleurs dans l'église, le sol a été refait et ne comporte plus de vestiges des tombes anciennes. Les trois dalles encore reconnaissables comme telles correspondent à des prêtres, ce qui explique sans doute qu'elles ont été respectées. Elles sont de grand format, et à effigie gravée. On ne note pas de traces de vandalisme révolutionnaire, mais l'état d'usure rend le texte et les motifs difficilement déchiffrables. Une seule dalle est classée au titre objet. Elle appartient au vicaire Georges Pruvost, natif de Baillet-en-France, et mort le 13 septembre 1584 : cette information est intéressante, car l'abbé Pruvost a dû voir l'église se construire. On le voit en costume sacerdotal, entre deux pilastres corinthiens cannelés, et sous un arc en plein cintre bordé d'oves, ou des feuillages figurent au tympan, et une tête de mort sur la clé d'arc. L'inscription a été relevée par le baron Ferdinand de Guilhermy : « Cy gist vénérab et discrette personne Me george pruvost natif de Ballet en France en son vivant viquaire de l'église et paroisse nostre dame du plesiez gassot lequel trespassa le XIIIe jour de septembre mil vc quatre xx et quatre priez dieu pour son âme ». La dalle mesure 174 cm de haut et 76 cm de large,.
La tombe la plus ancienne date de 1455, et est donc antérieure à l'église actuelle. C'est la sépulture de l'abbé Mathieu Robretain, natif de Blandy, en son vivant curé du Plessis-Gassot. La dalle a été brisée en quatre morceaux et est mal conservé, mais on devine encore sa richesse ornementale, et l'abbé Lebeuf l'a déjà trouvé au même emplacement. Il a lu le nom Roillene. Sur la troisième dalle, le nom est devenu illisible. L'effigie représente clairement un prêtre, et l'inscription permet de savoir qu'il a servi la paroisse pendant cinquante-quatre ans et plus. Il est décédé le 4 mars 1639, et le sculpteur Jacques Billion de Senlis a gravé la dalle. Existent en outre deux plaques funéraires, accrochées respectivement au premier pilier du nord et au mur du clocher. La première, en marbre blanc, est l'épitaphe de Laurent Michel, receveur des pères Bénédictins, seigneurs du lieu. Il est mort le 3 février 1756 à l'âge de quarante-trois ans. La seconde, en pierre calcaire, est la plaque commémorative pour François Chartier, receveur des dames de Maubuisson pour les quelques terres qu'elles devaient posséder au Plessis-Gassot. L'inscription vante les mérites et vertus du défunt, que Dieu a rappelé à lui le 16 juin 1760, dans sa soixante-troisième année. Le baron de Guilhermy dit au propos de cette inscription : « L'épitaphe de cet homme vertueux n'a plus la simplicité des anciens temps ; elle est tout empreinte de cette recherche de style qui prévalut dans l'épigraphie funéraire vers le milieu du siècle dernier. La plupart des vieilles épitaphes ne dispensent aux morts que de rares éloges ; elles vantent leurs actes publics plutôt que leurs vertus privées ; elles insistent avant tout pour qu'on les recommande à la divine miséricorde ; elles parlent un langage à la fois plus austère et plus chrétien ».
La petite cloche en bronze date de 1601 et est classée au titre objet. Elle porte l'inscription : « L'an 1601 je fvs faicte et svis nomé Marie du tamps de Me Simon Chvlot pbre cvré de céans étant alors marguilliers Acquilin Bonnefoy P. Gressier ».